# Roseto Niso Fumagalli
Il Roseto Niso Fumagalli è un giardino situato all'interno del complesso della Reggia, davanti all'antica Orangerie, nella città di Monza.
Il 21 maggio 2004, in occasione della XL edizione dei Concorsi Internazionali per Rose Nuove a Monza, il Roseto di Monza è stato insignito dall'allora Vice Presidente per l'Europa della Federazione Mondiale delle Società della Rosa, Maurice Jay, dell'ambitissimo "Award of Garden Excellence".

## Storia

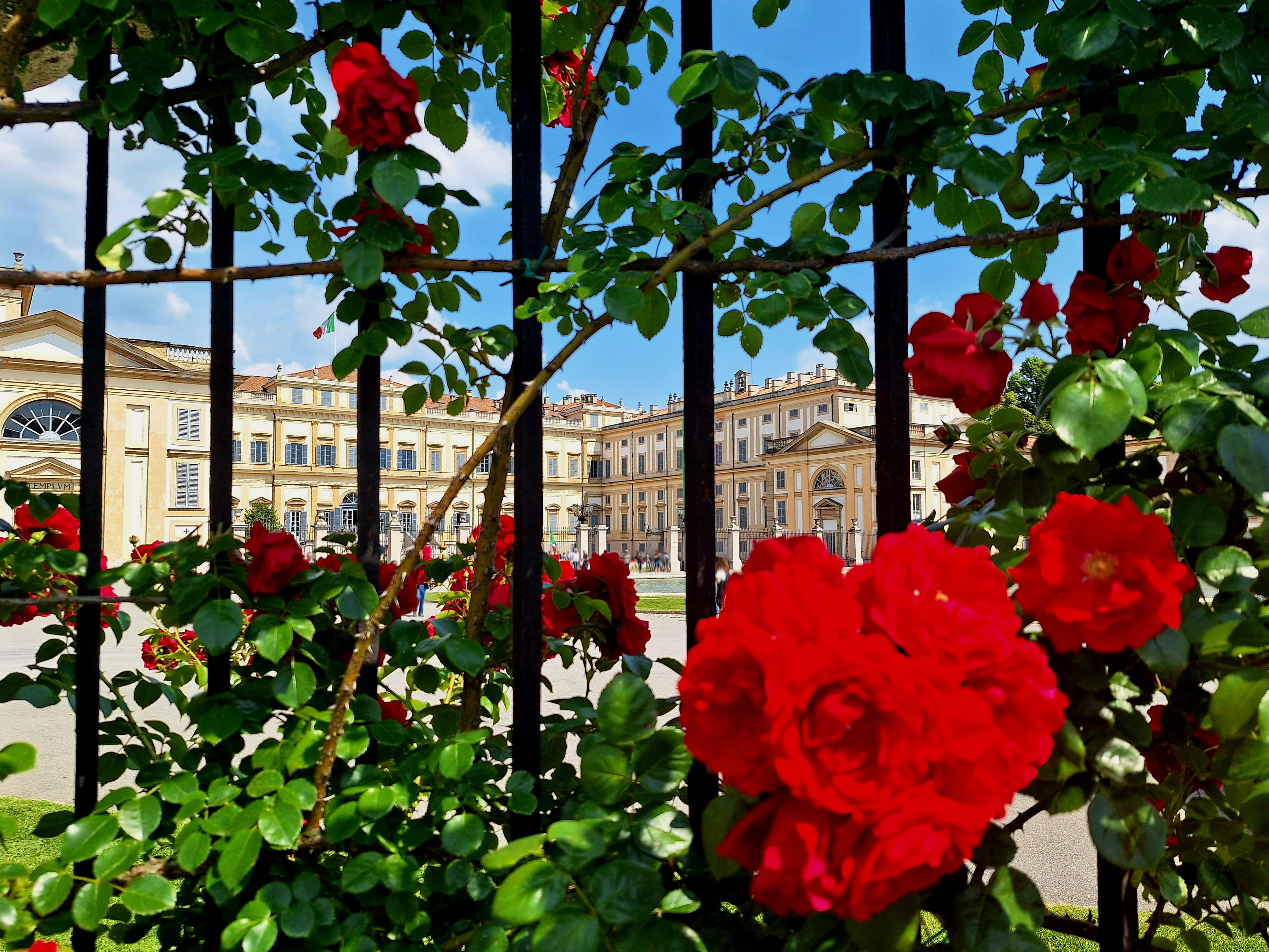
Un altro scorcio del Roseto con sullo sfondo la Villa Reale di Monza

Fu istituito nel 1964 su decisione di Niso Fumagalli, industriale e proprietario della Candy, che l'anno precedente aveva fondato l'Associazione Italiana della Rosa, della quale fu Presidente fino alla sua scomparsa nel 1990. Il terreno, all'interno del complesso della Villa Reale, fu messo a disposizione dal Comune. 
Già nel settembre 1965, durante la fase dei lavori, furono indetti i primi concorsi per eleggere, tra cui "rosa dell'anno", quello della "più bella rosa italiana" e il più importante, quello della "rosa profumata", il quale fu vinto dall'olandese Jan Leenders, che battezzò il suo fiore "Monza".
Nei primi anni '90, grazie alla collaborazione con Anna Furlani Pedoja, paesaggista e consigliere dell'Associazione Italiana della Rosa, furono introdotti nel roseto altri elementi paesaggistici al fine di valorizzare ulteriormente il roseto.

## Descrizione
Il roseto di Monza fu progettato dai celebri architetti Francesco Clerici e Vittorio Faglia, i quali, attraverso un terreno leggermente ondulato, un laghetto, e dei percorsi studiati per il pubblico, cercarono di inserirlo armonicamente nel contesto circostante.
È costituito in gran parte da rose moderne, ma vi è anche una collezione di varietà antiche, disposte lungo il cancello, sull'arco del gazebo, sulla passerella che attraversa il laghetto e lungo le siepi di ligustro.
È presente anche una sezione dedicata a Domenico Aicardi e a Febo Giuseppe Cazzaniga, tra i più antichi e celebri rosicoltori italiani, con una collezione di alcune delle loro rose più famose, gentilmente donate al Roseto di Monza dal professor Gianfranco Fineschi.
In un'area appositamente dedicata del roseto è stata creata una raccolta, denominata "Regine d'Europa", delle varietà di rosa più premiate ogni anno nei numerosi concorsi europei.
Il roseto è aperto gratuitamente in concomitanza con le mostre che vengono organizzate al Serrone della Villa Reale di Monza.

### Alcune varietà di rose nel Roseto Niso Fumagalli

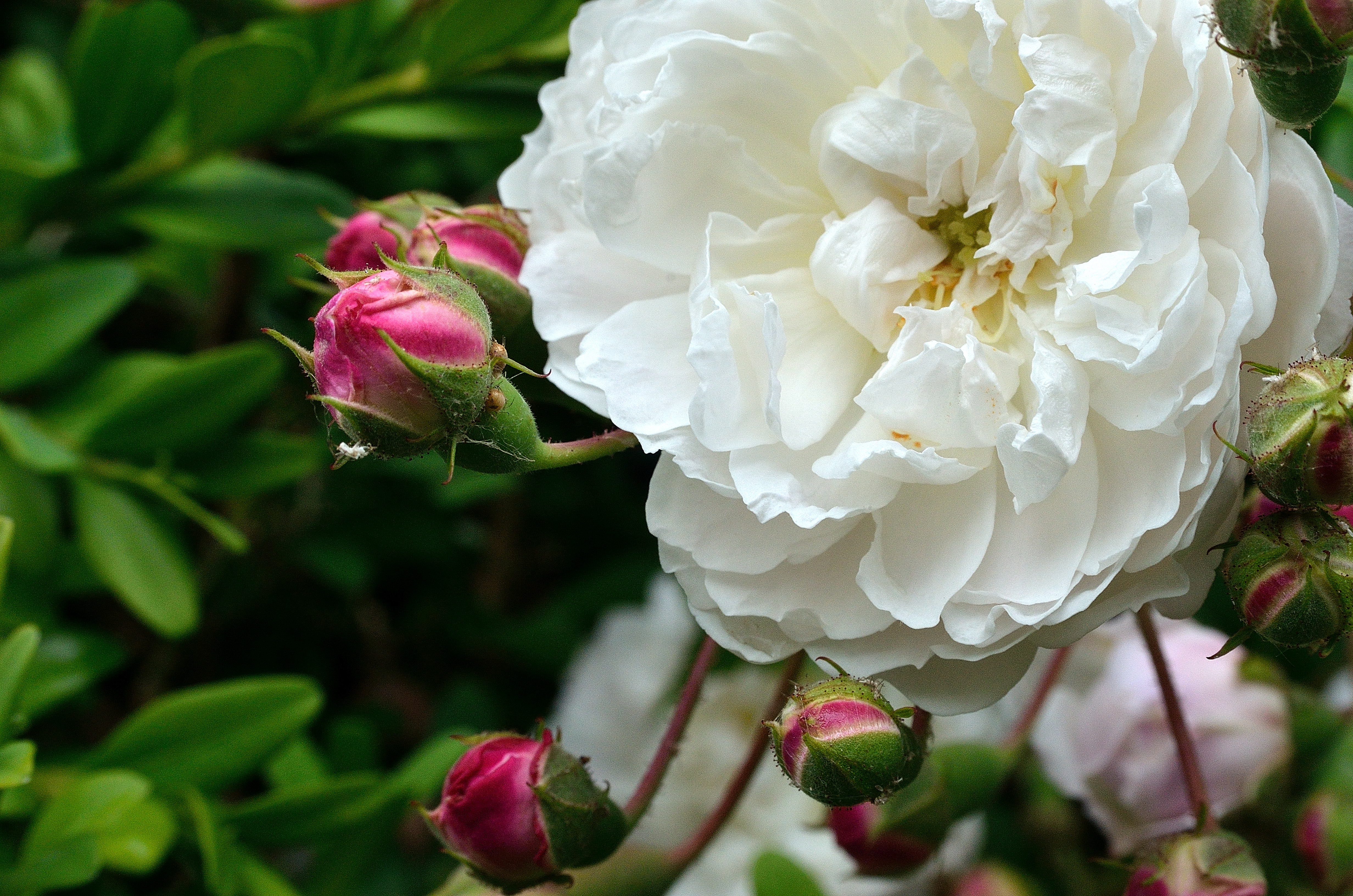
Rosa Félicité et Perpétue, Antoine A. Jacques, 1827 (Francia) Lily Ito
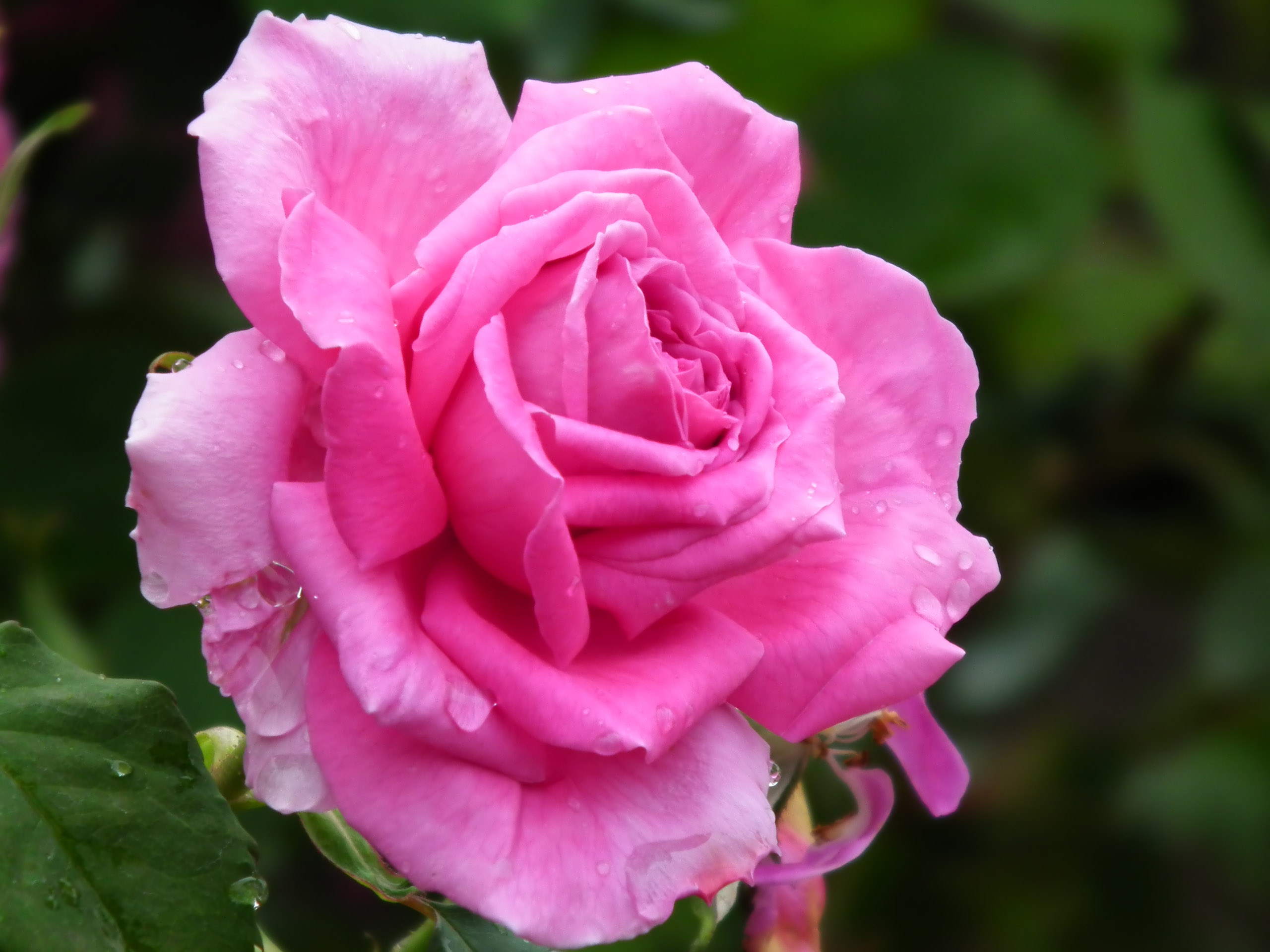
Rosa Madame Isaac Pereire, Armand Garçon, 1881 (Francia) Mme Isaac Pereire
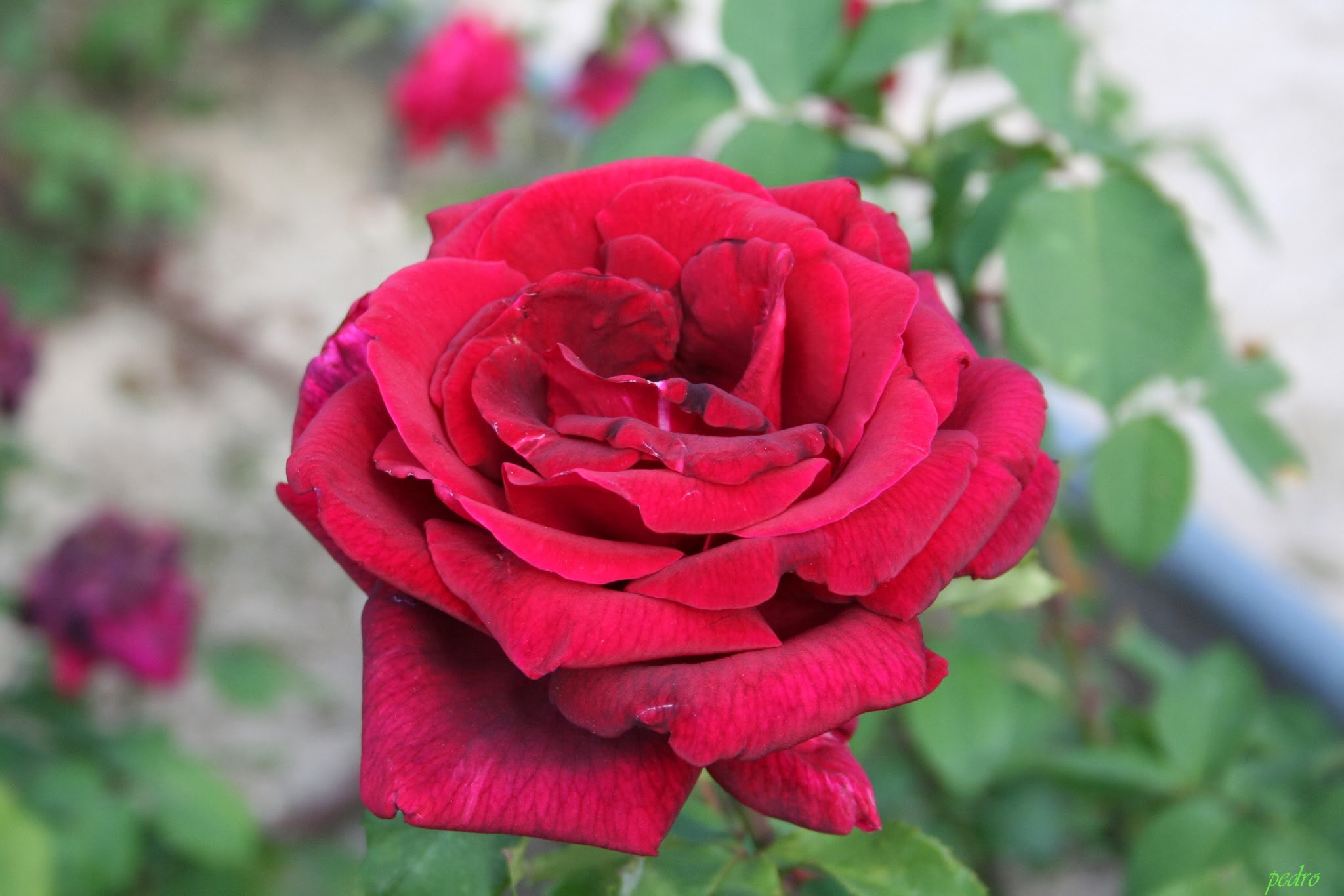
Rosa Papa Meilland, Alain Meilland, 1963 (Francia) MEIcesar, MEIsar
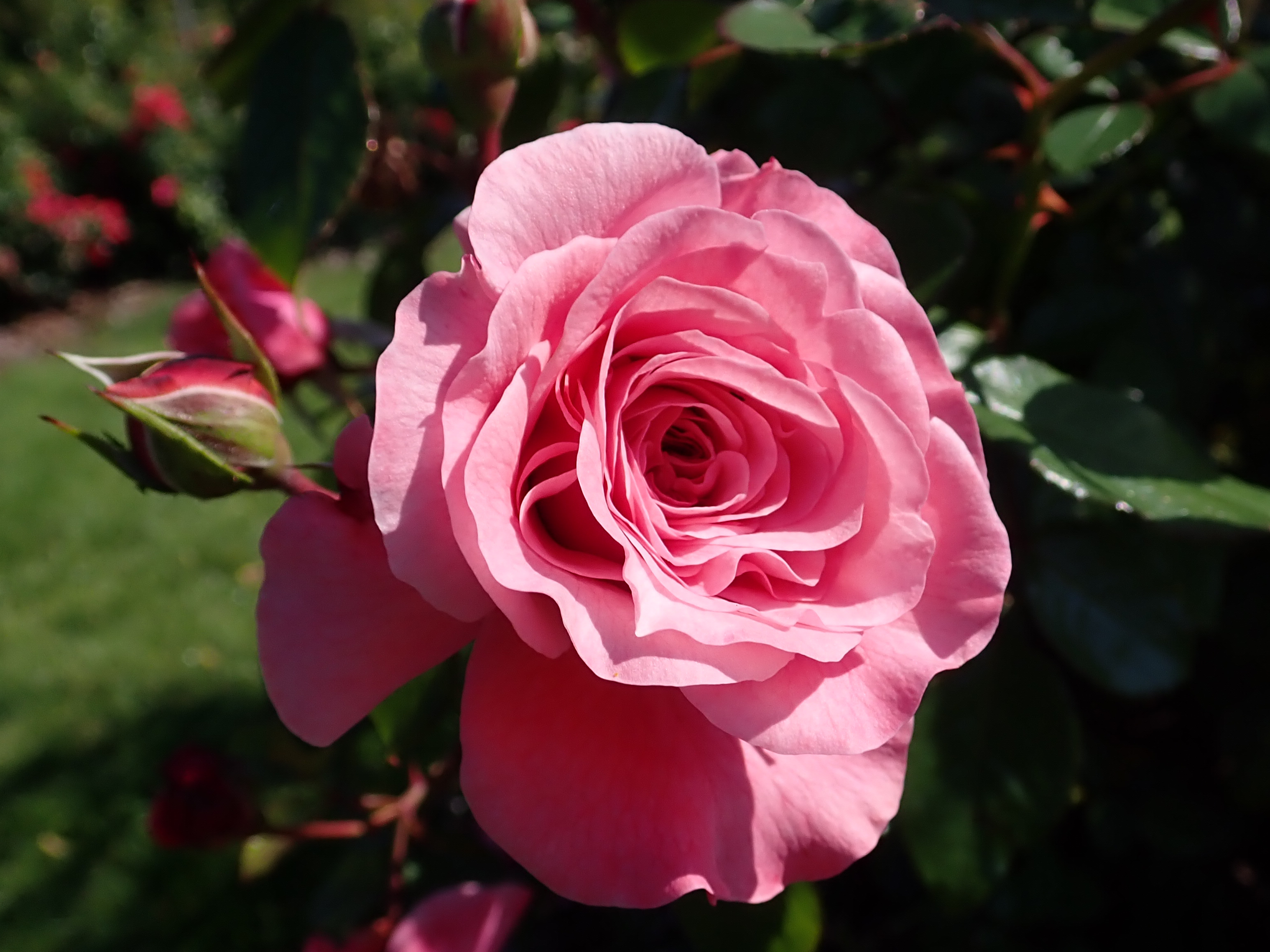
Rosa Zaide, Tim Hermann Kordes, 1994/2007 (Germania) KO 94/2189-99
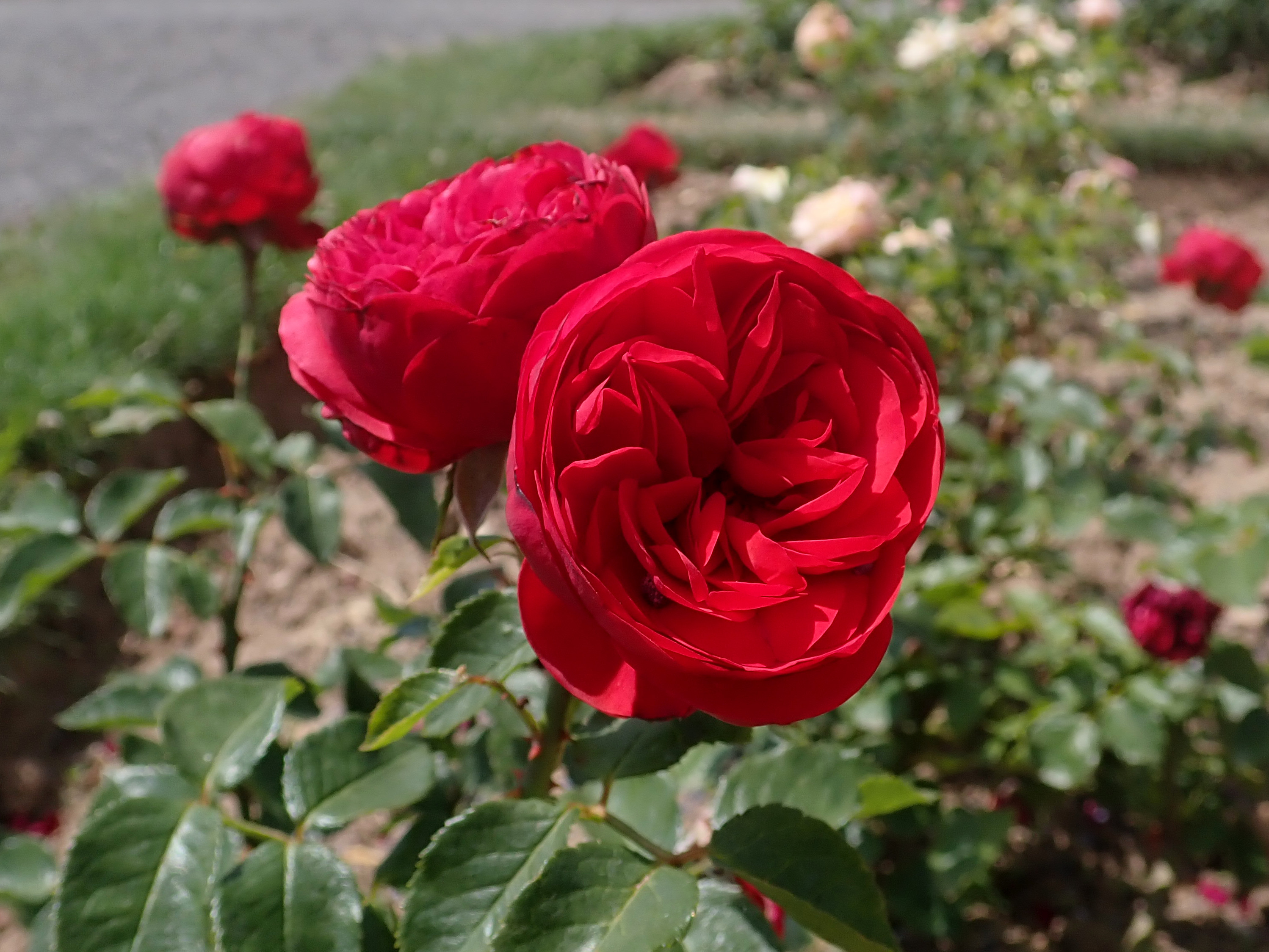
Rosa Piano, Evers/Tantau, 2007, (Germania) TAN01360
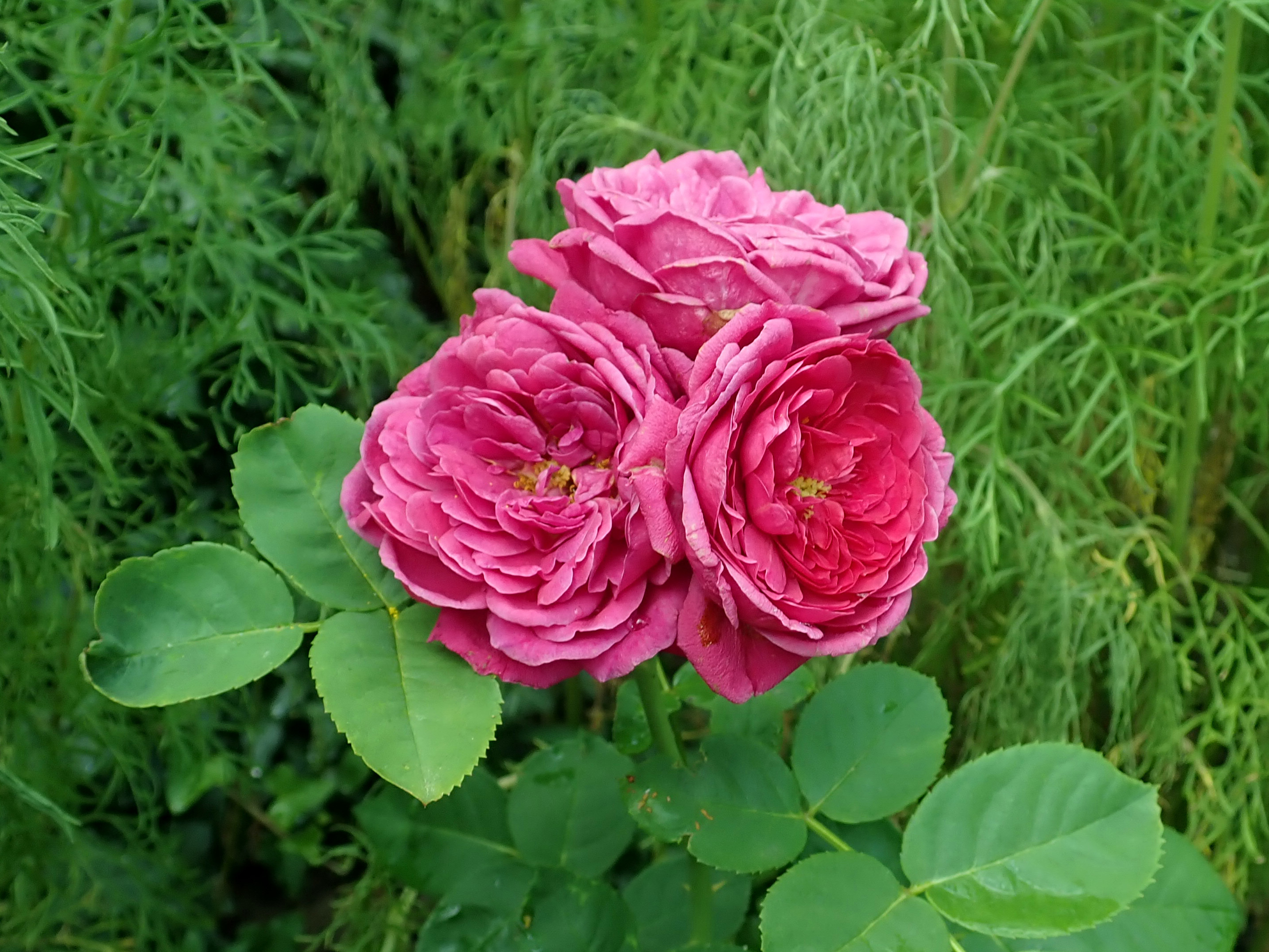
Rosa Ascot, Tantau, 2007 (Germania) TAN01757
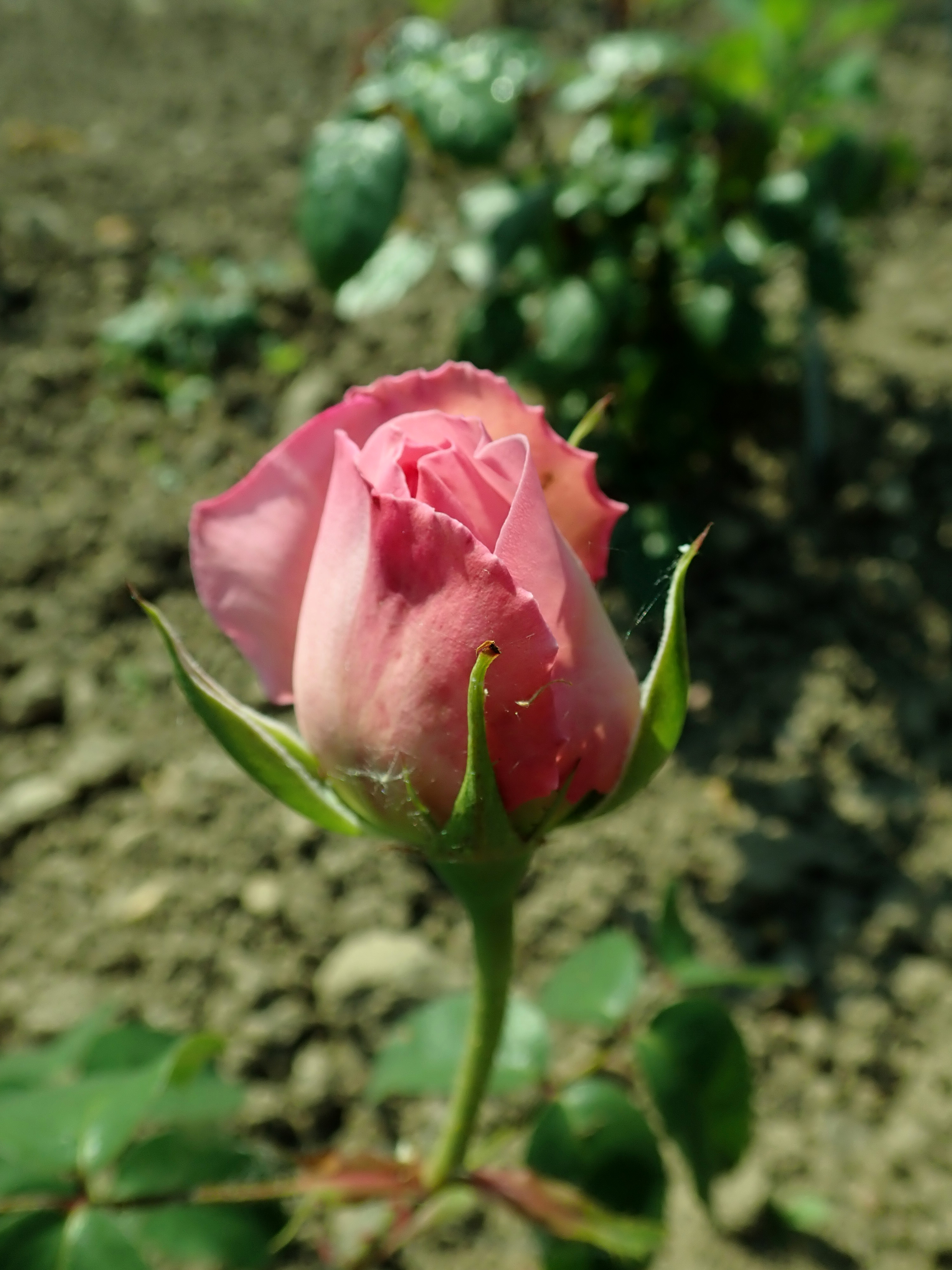
Rosa Dames de Chenonceau, G. Delbard, 2002 (Francia) DELPABRA
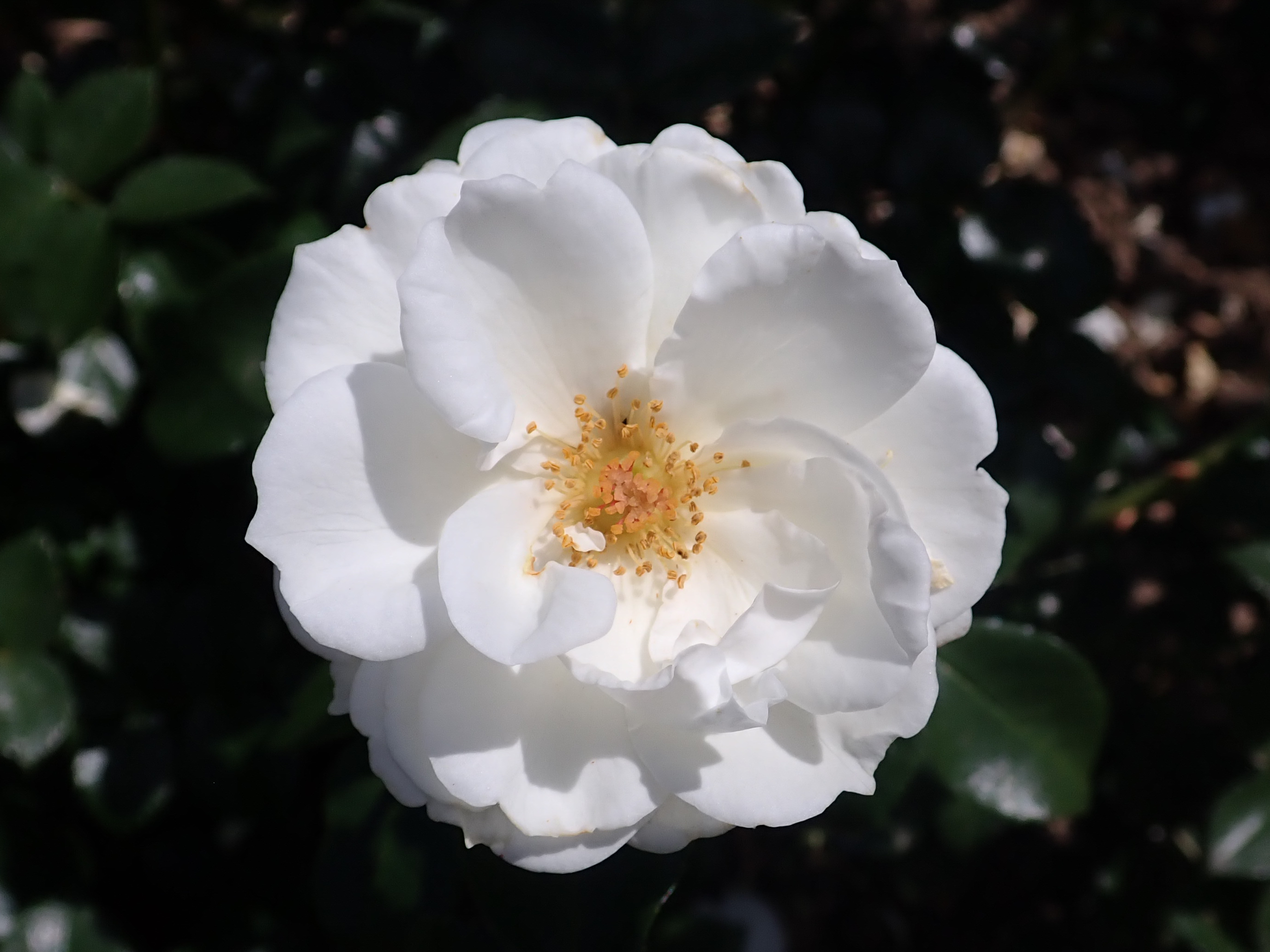
Rosa White Angel, Nirp, 2016
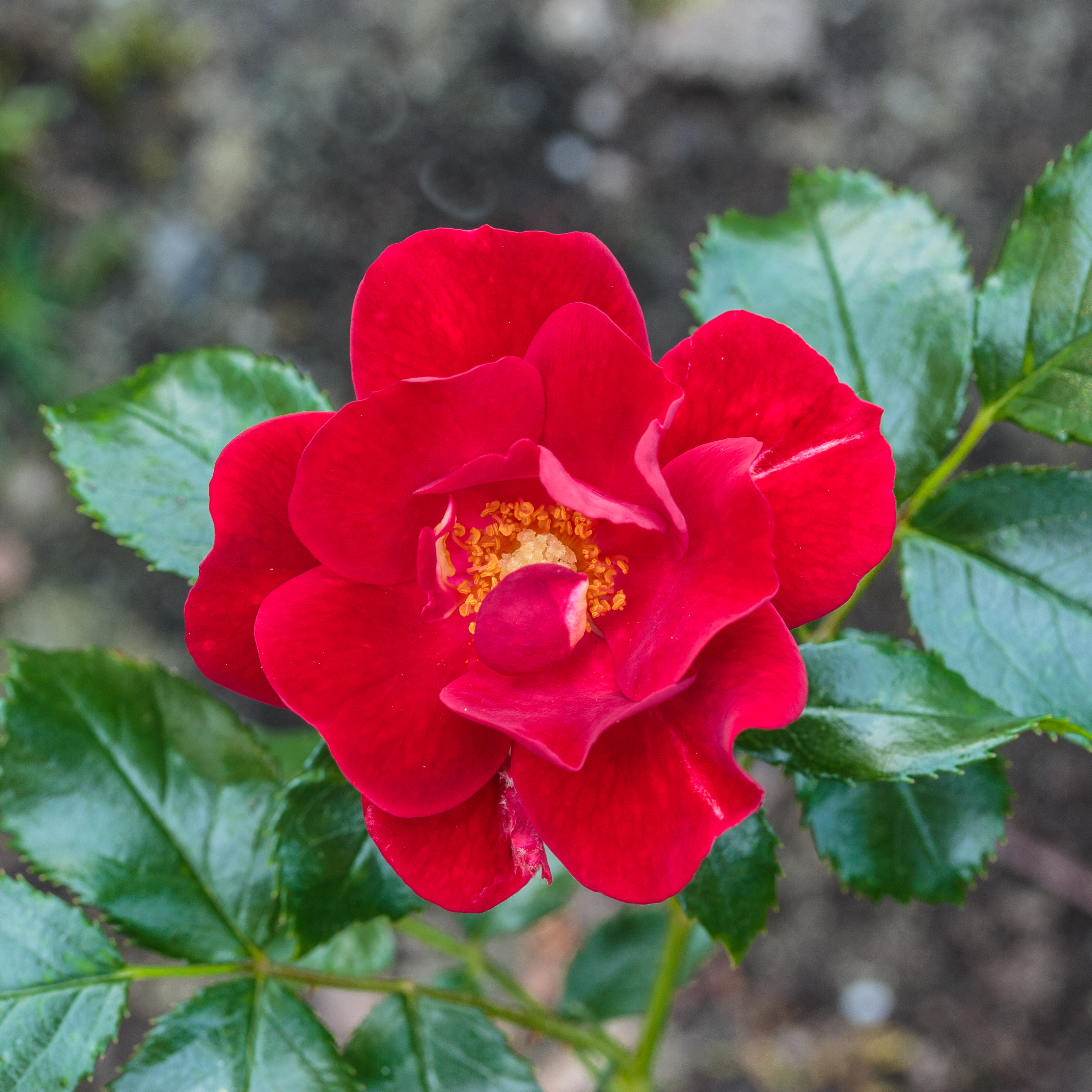
Rosa Matador, Christian Evers, 2011 (Germania) TANRODAT
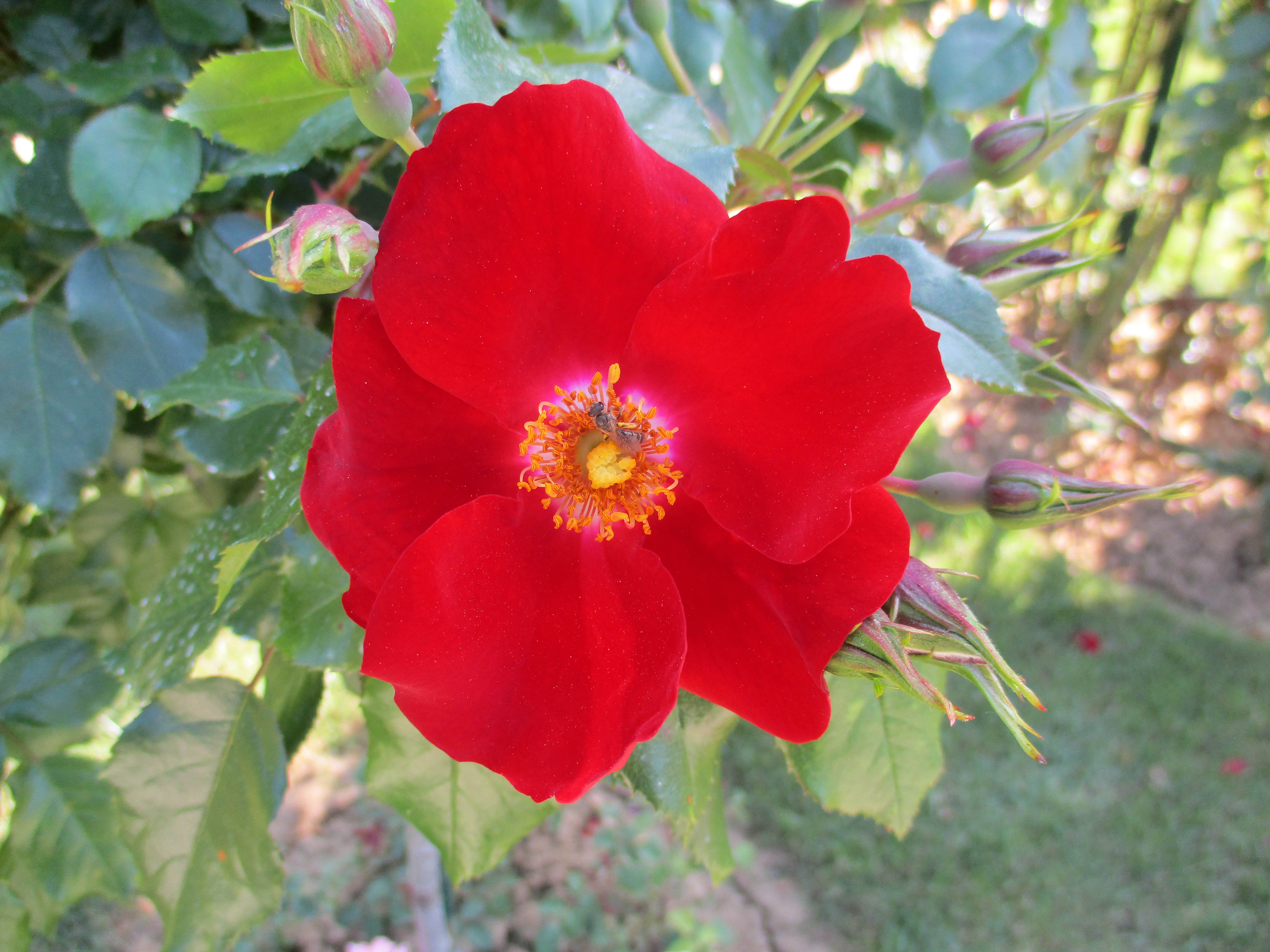
Rosa Apache, Korde, 2000/2009 (Germania) KO 00/1344-03
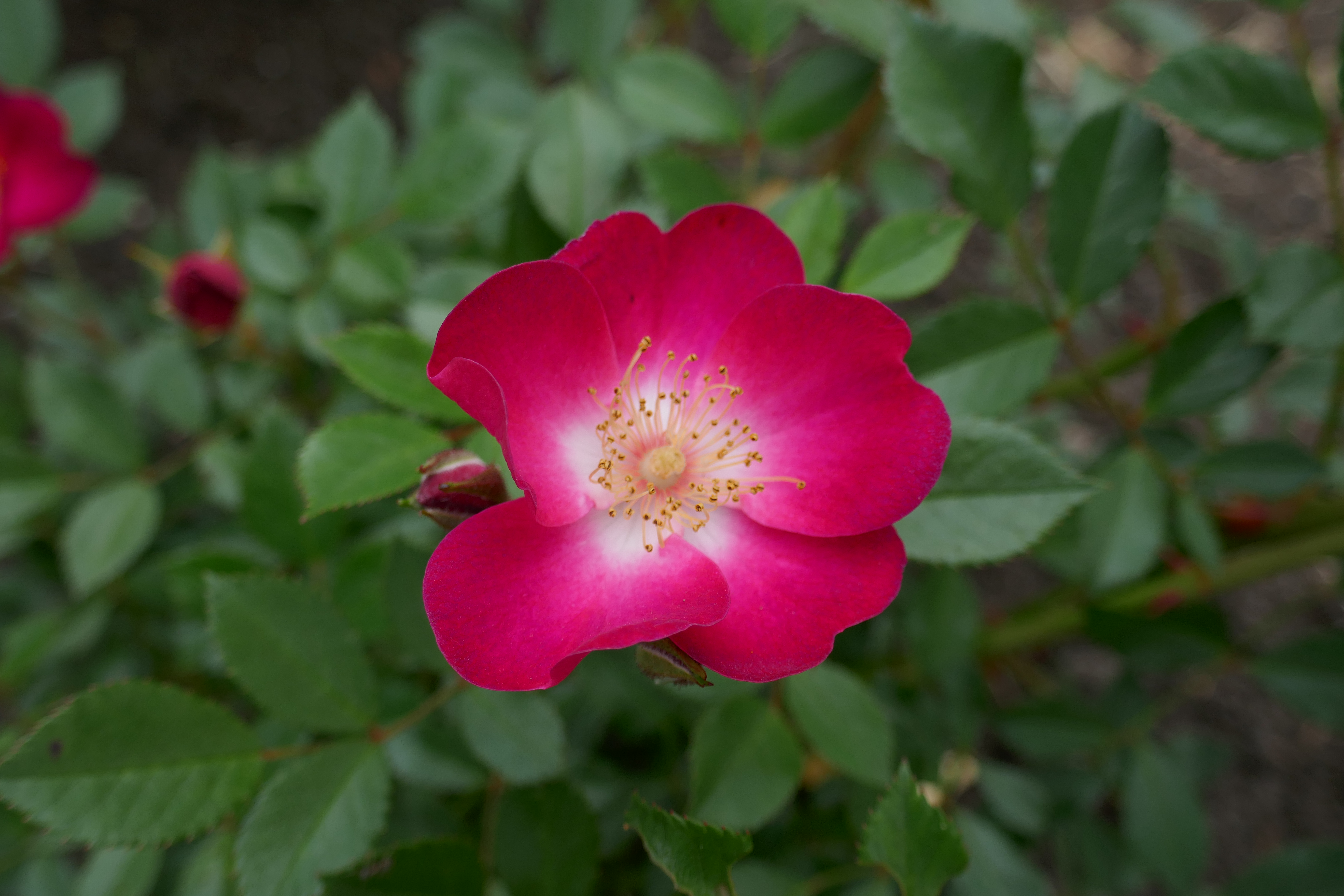
Rosa Grand-Duc Jean, Ann Velle Boudolf, 2008 (Belgio) Y1027
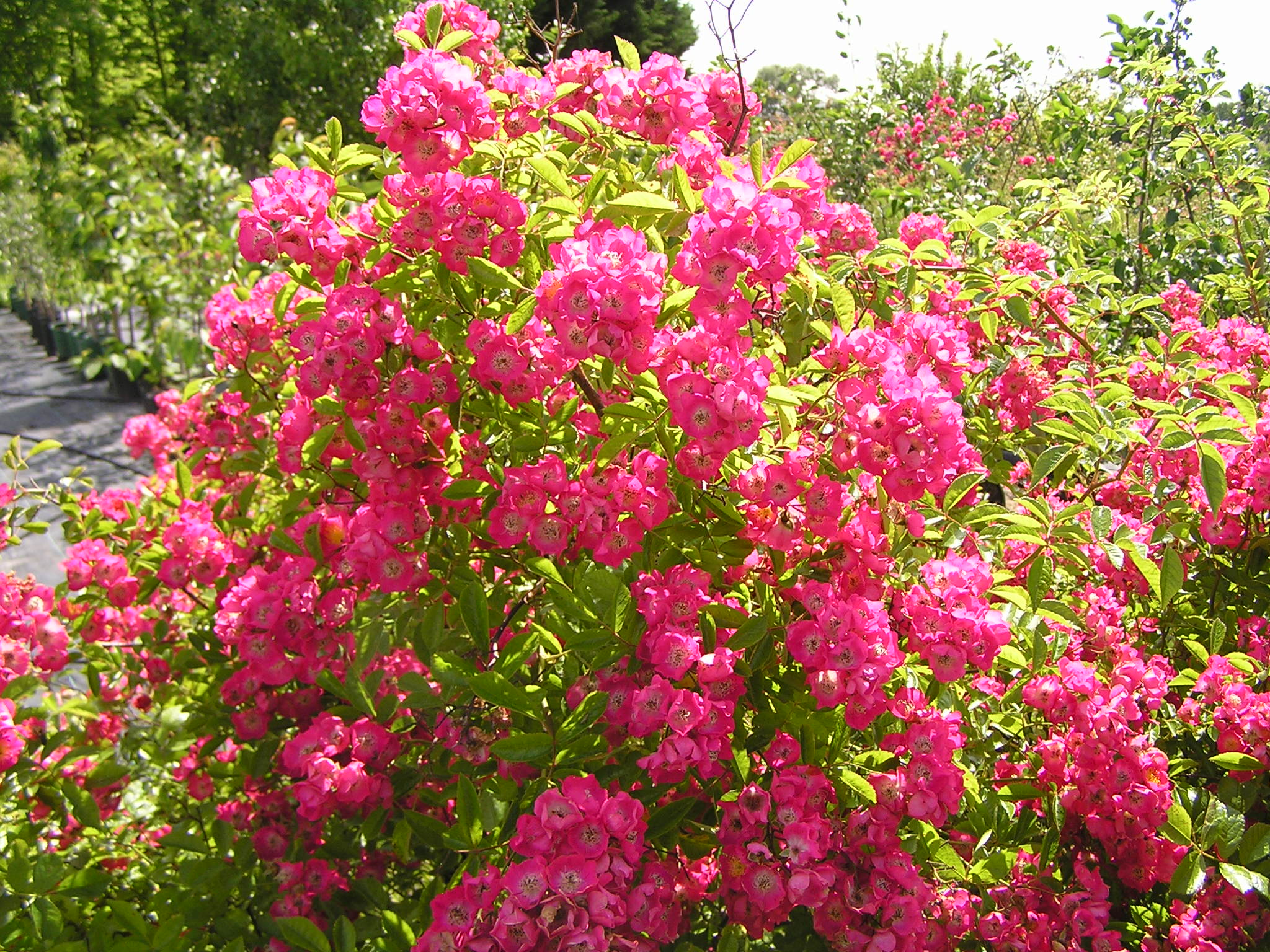
Rosa Maria Lisa, Bruder Alfons, 1925 (Germania) MARIA LIESA
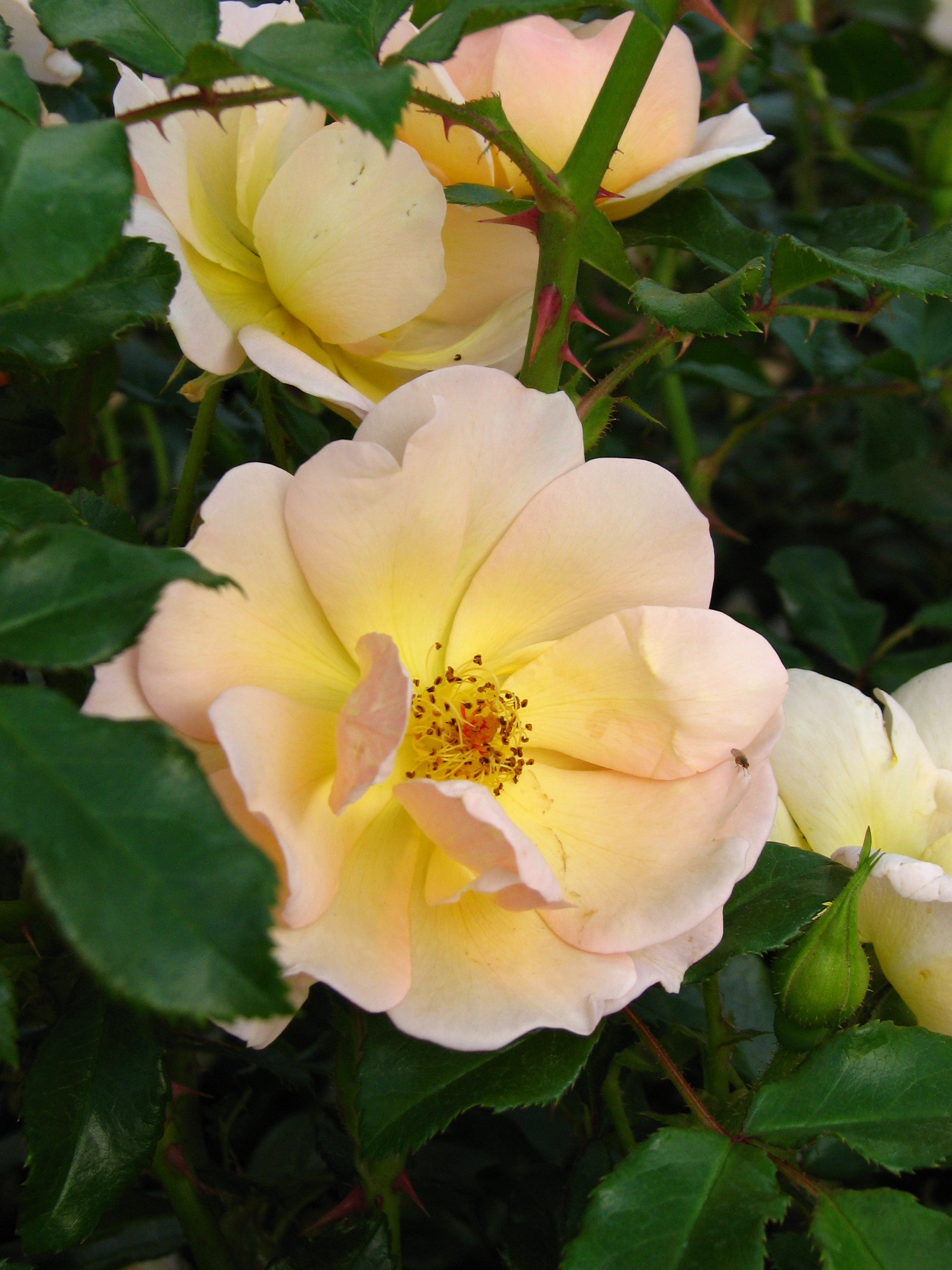
Rosa Amber Sun, Kordes, 2005 (Germania) KO 94 / 2096-34
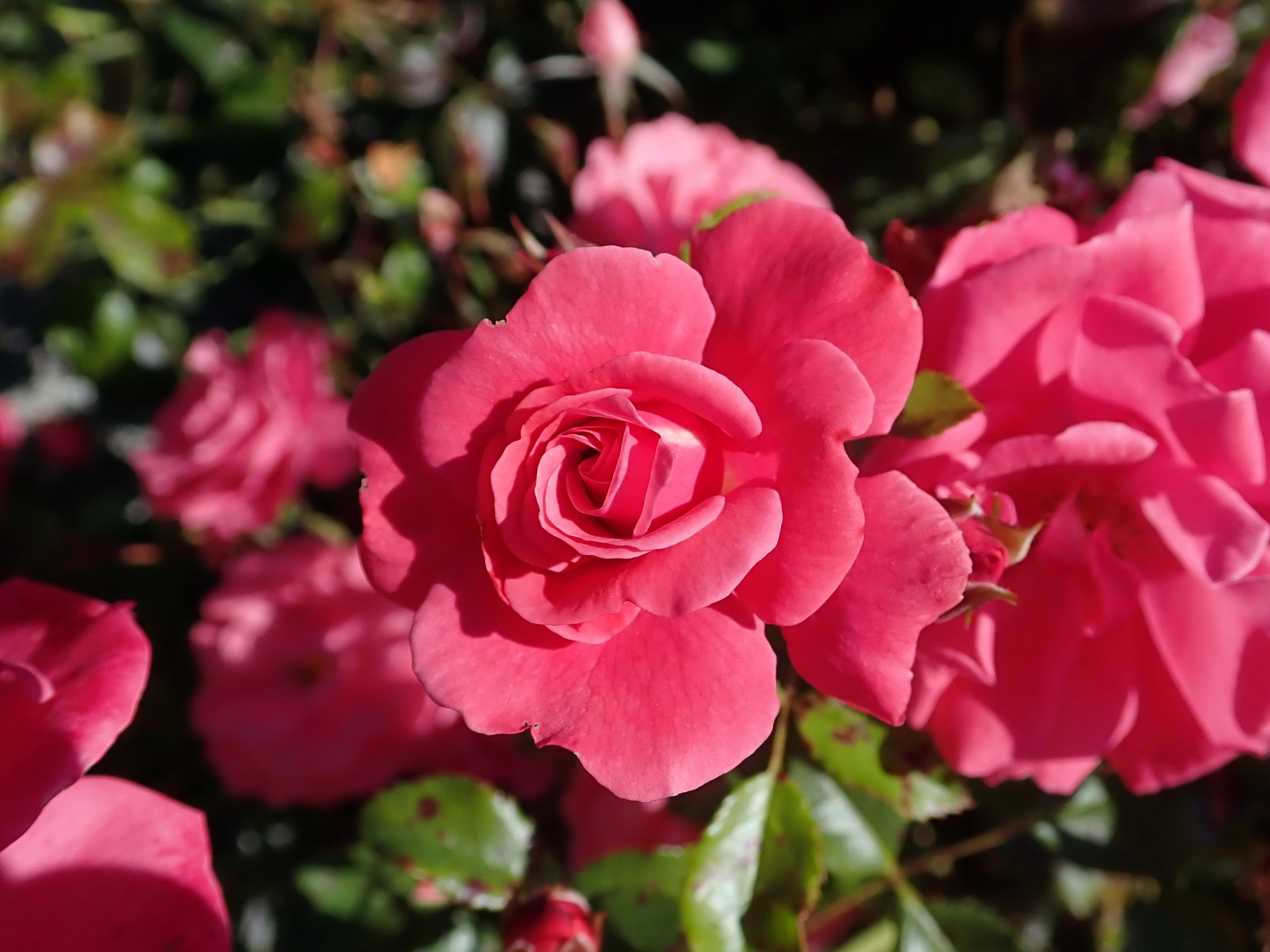
Rosa Bad Birnbach, Kordes, 1983 (Germania) KORmuse-KORpancom
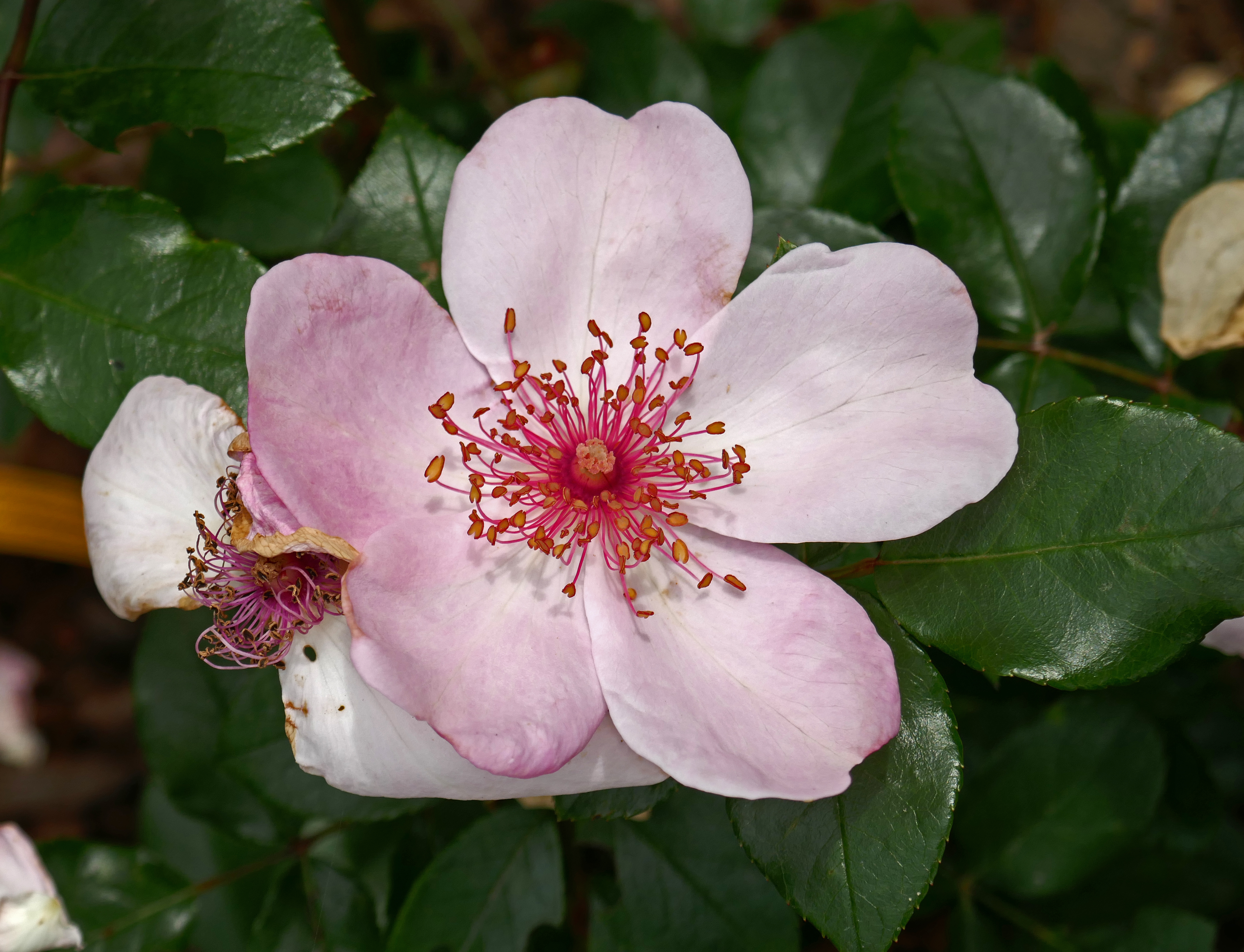
Rosa Astronomia, Alain Meilland, 2006 (Francia), MEIguimov
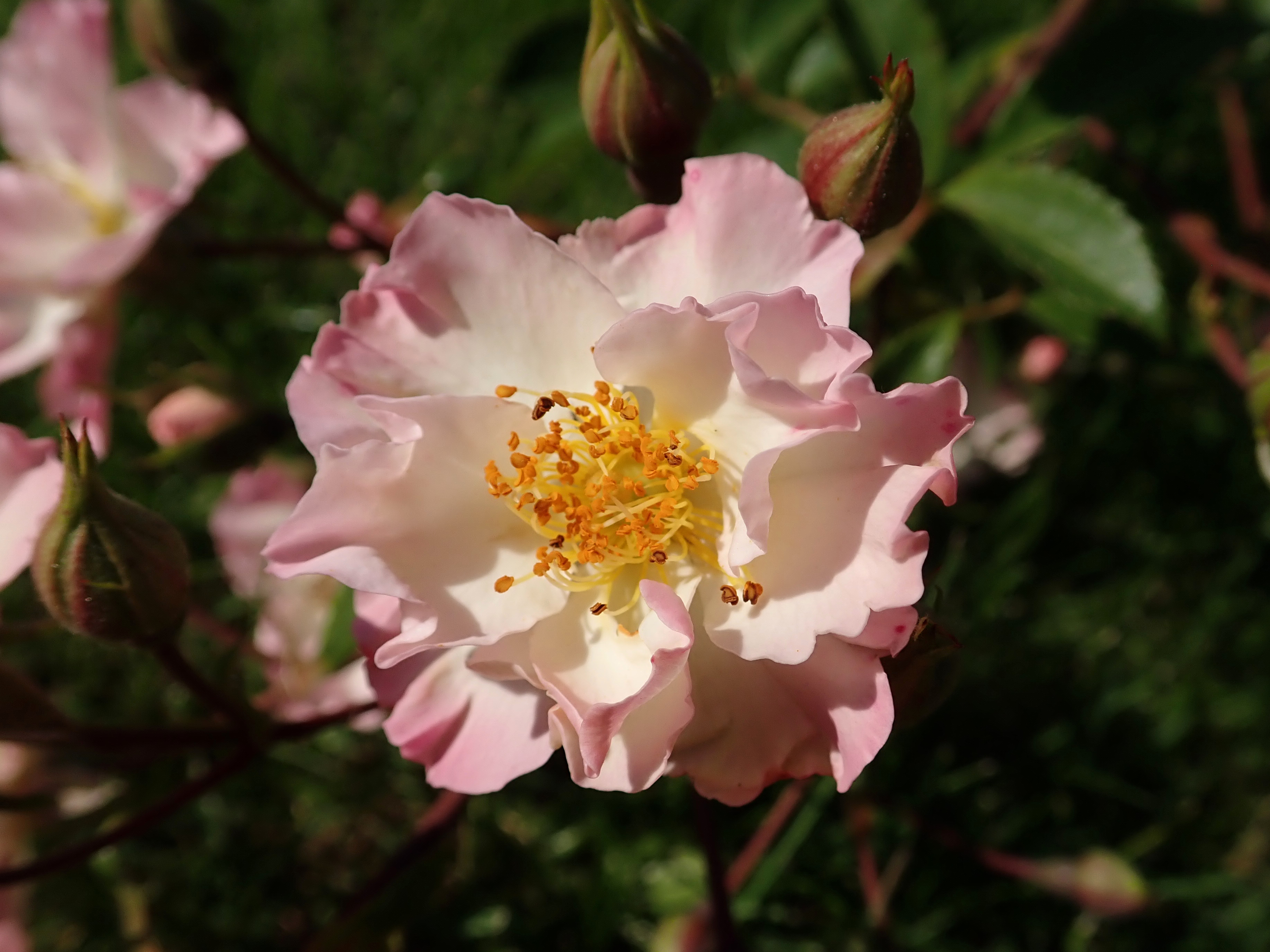
Rosa August Deusser, Martin Vissers, 2014 (Belgio) VISvioli
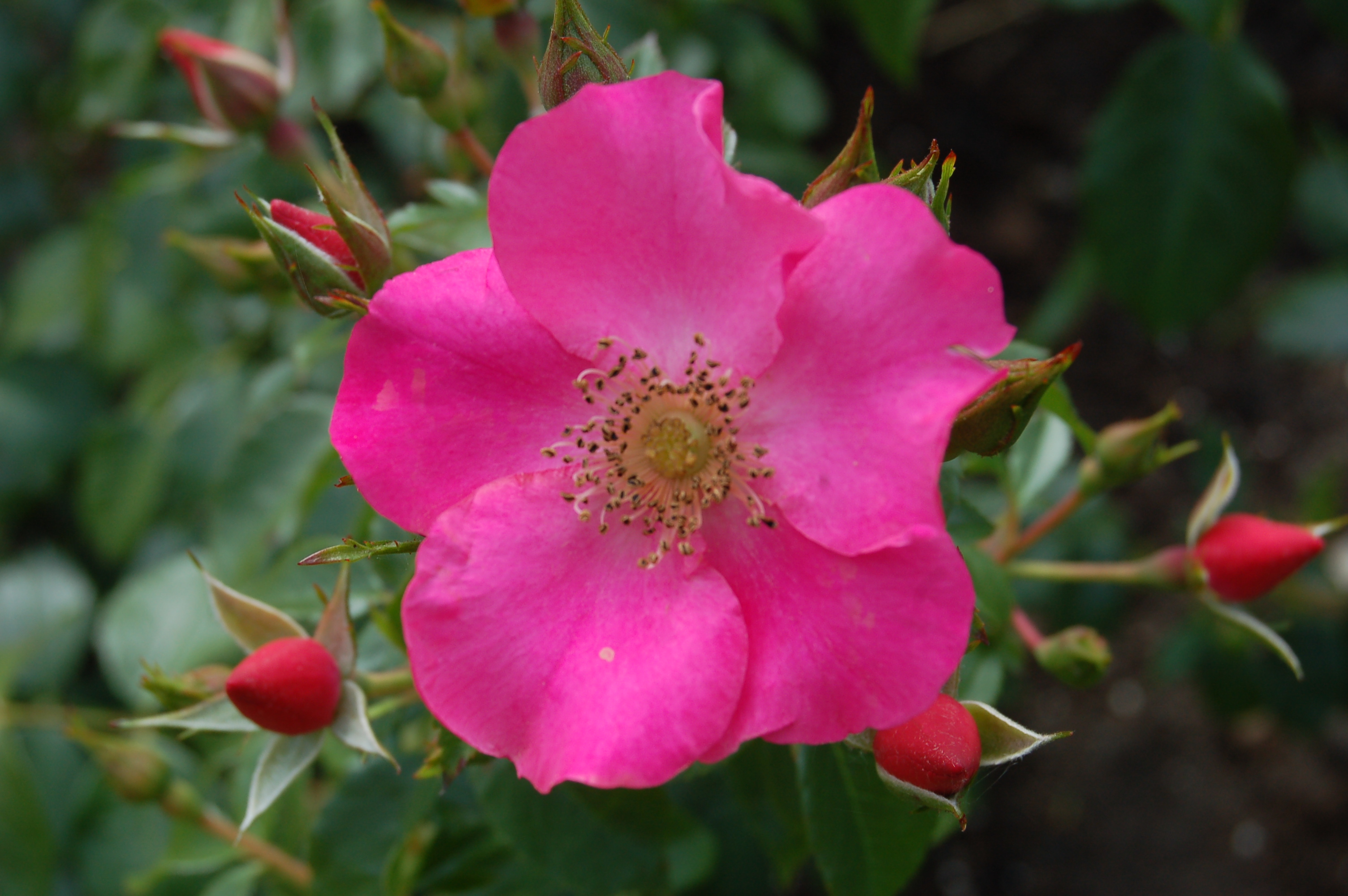
Rosa Città di Roma, Christian Evers, 2000/2007 (Germania) RT 00-999
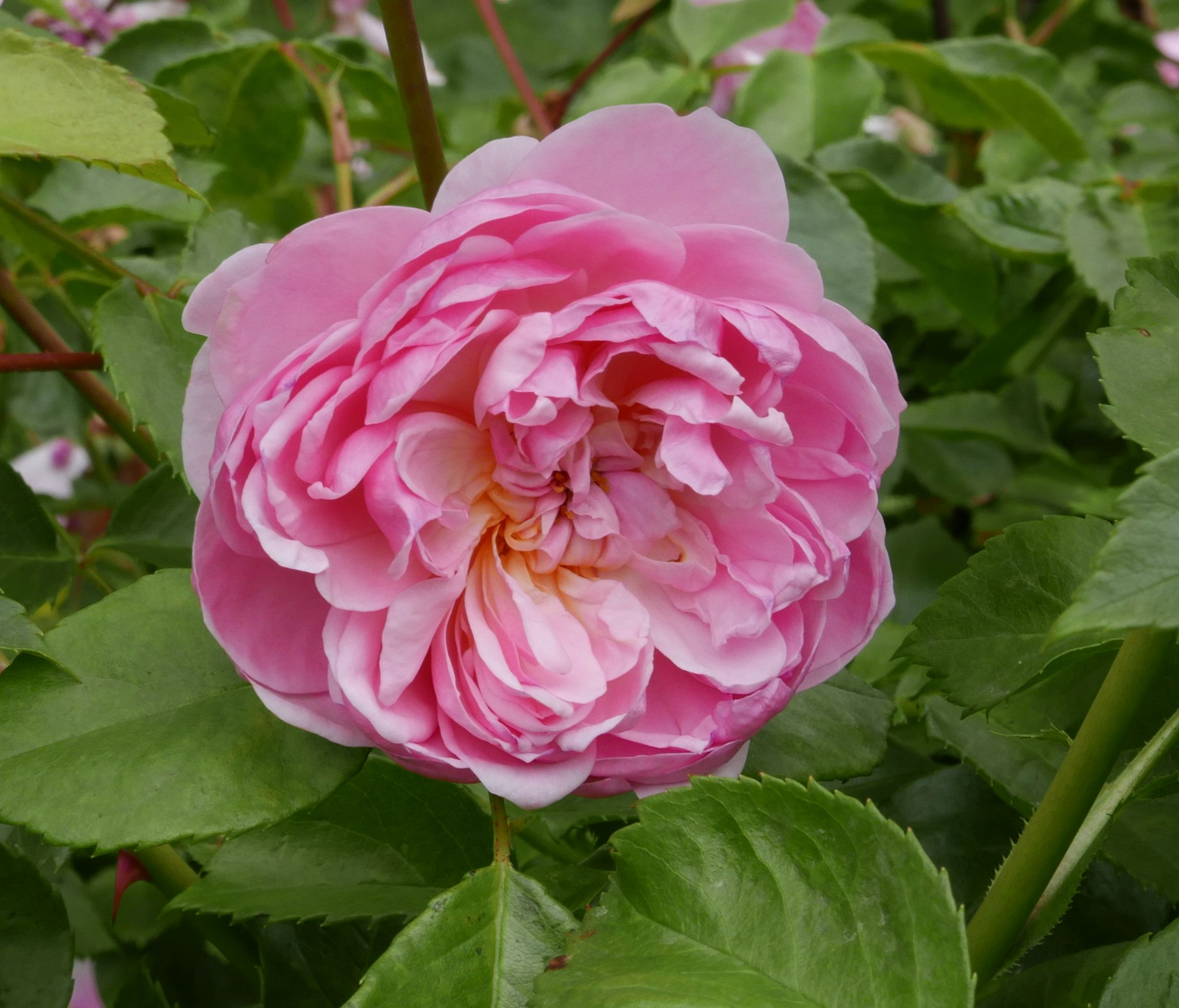
Rosa Anne Boleyn, David C. H. Austin, 1990 (Regno Unito) AUSecret-EE 2B 91
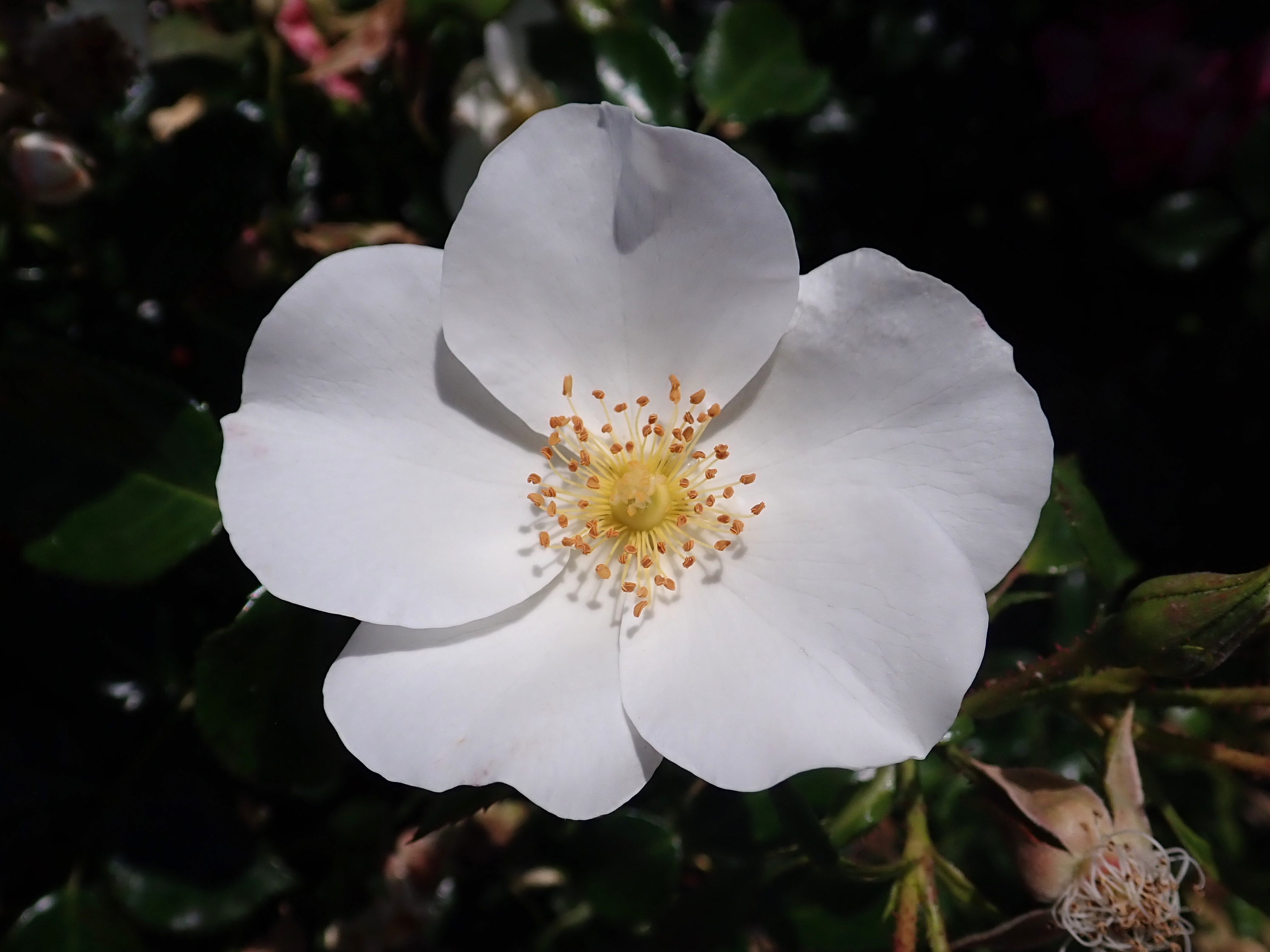
Rosa Escimo, Kordes, 1991/2006 (Germania) KO 91/2527-09
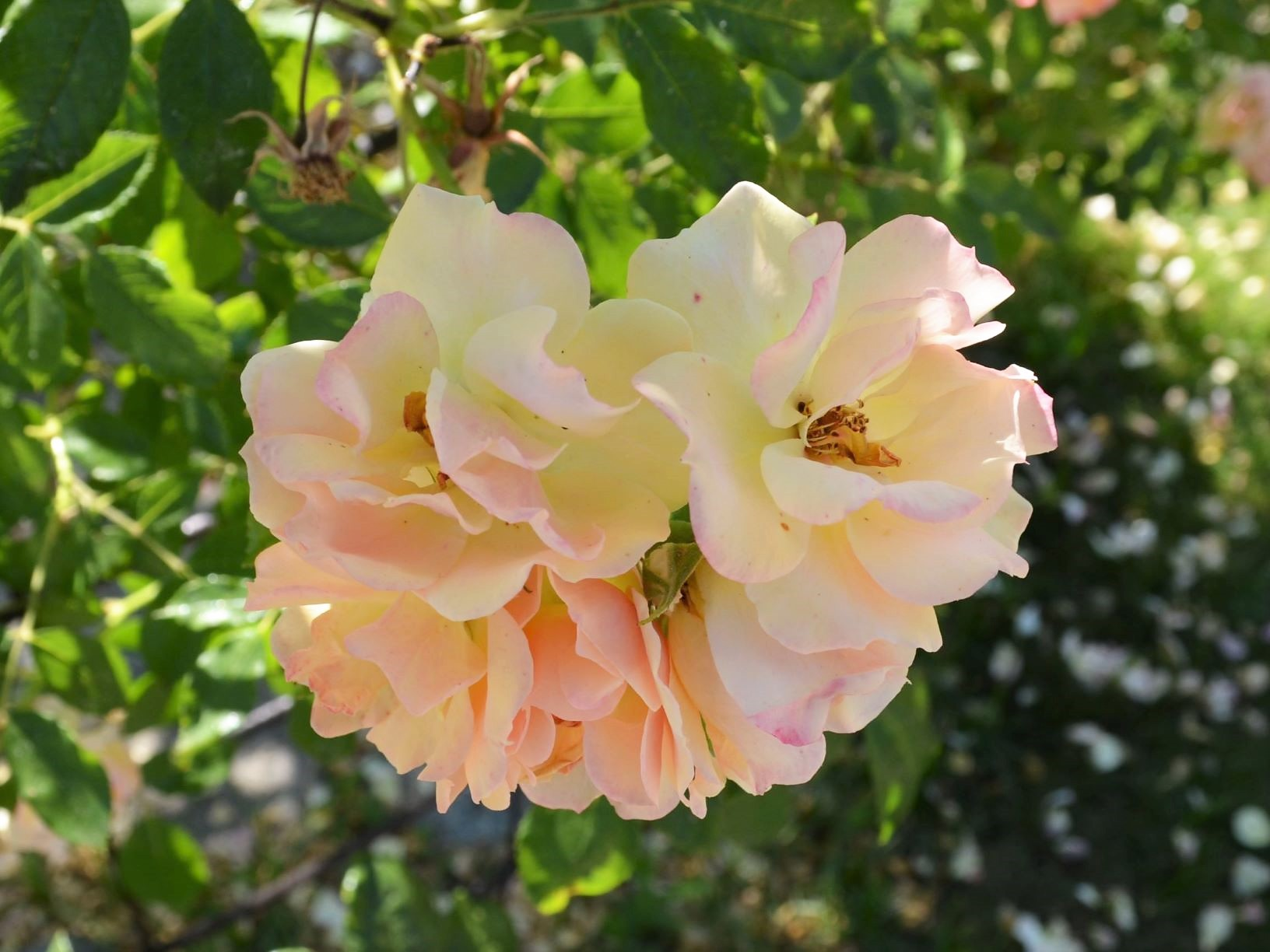
Rosa Happy Dance, Michel Adam, 2012 (Francia) ADAphyri
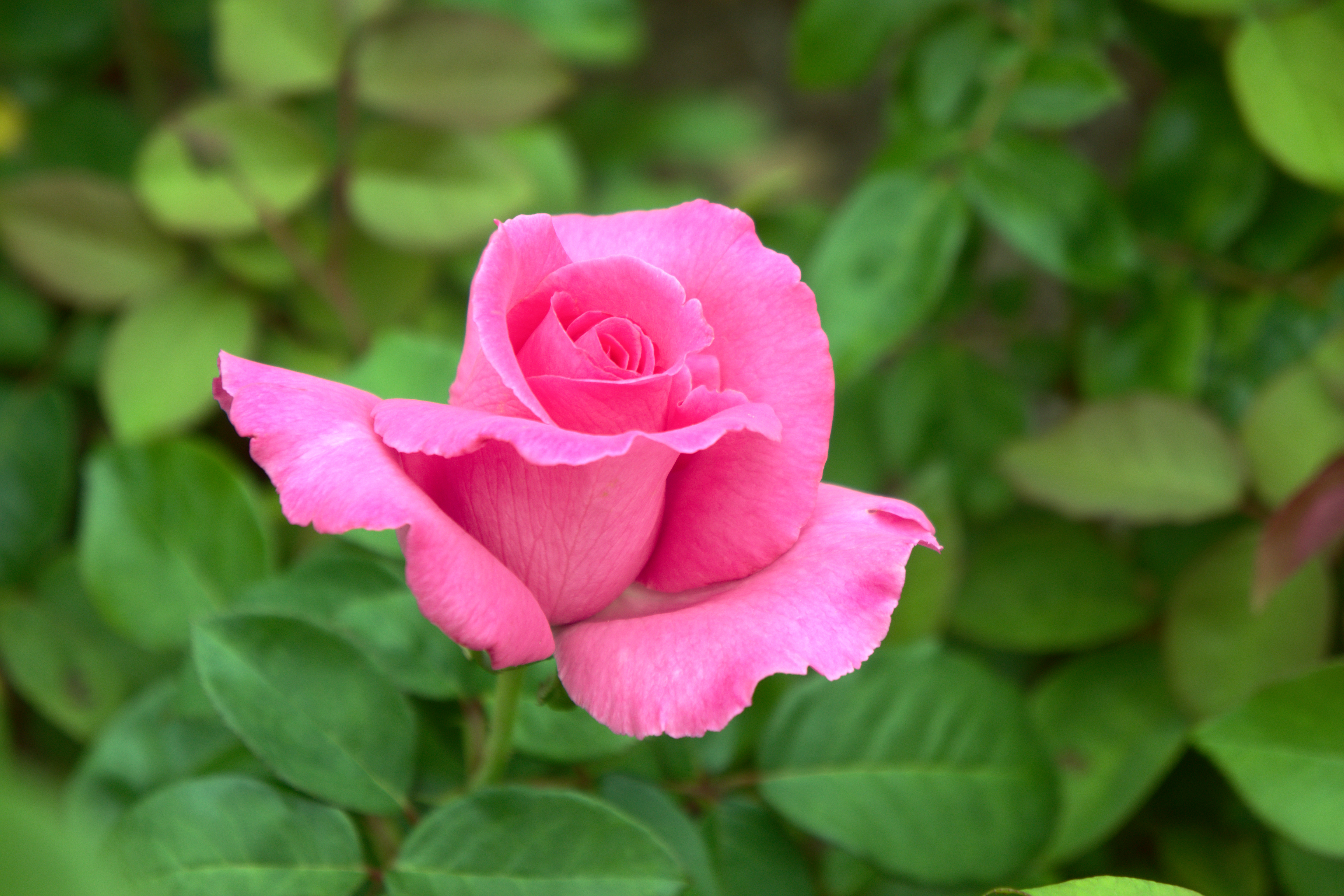
Rosa McCartney, Alain Meilland, 1988 (Francia) MEIzeli
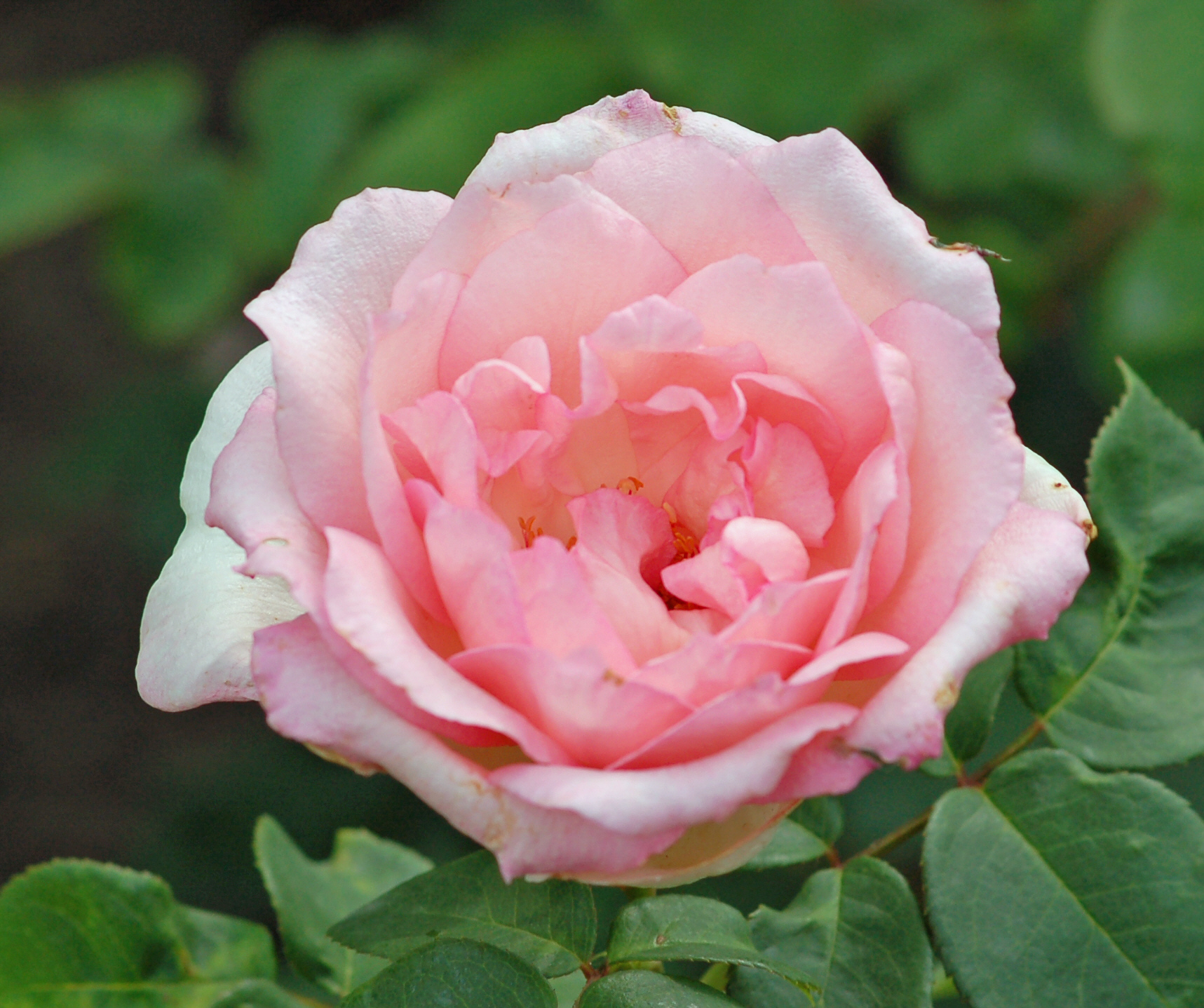
Rosa Violina, Tantau, 1990/1997 (Germania) MT 90-107
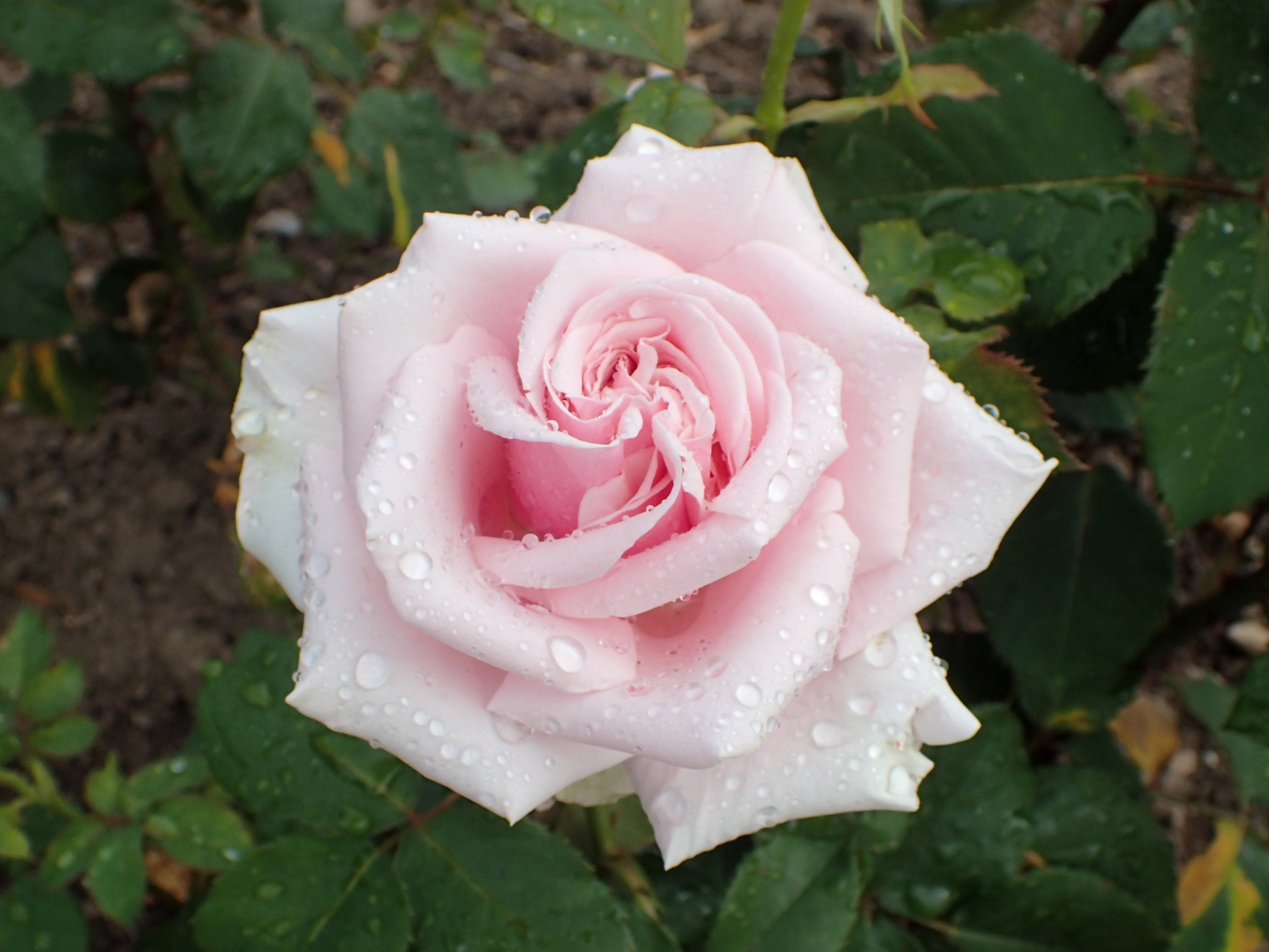
Rosa Savoy Hotel, Harkness, 1987 (Regno Unito) HARvintage
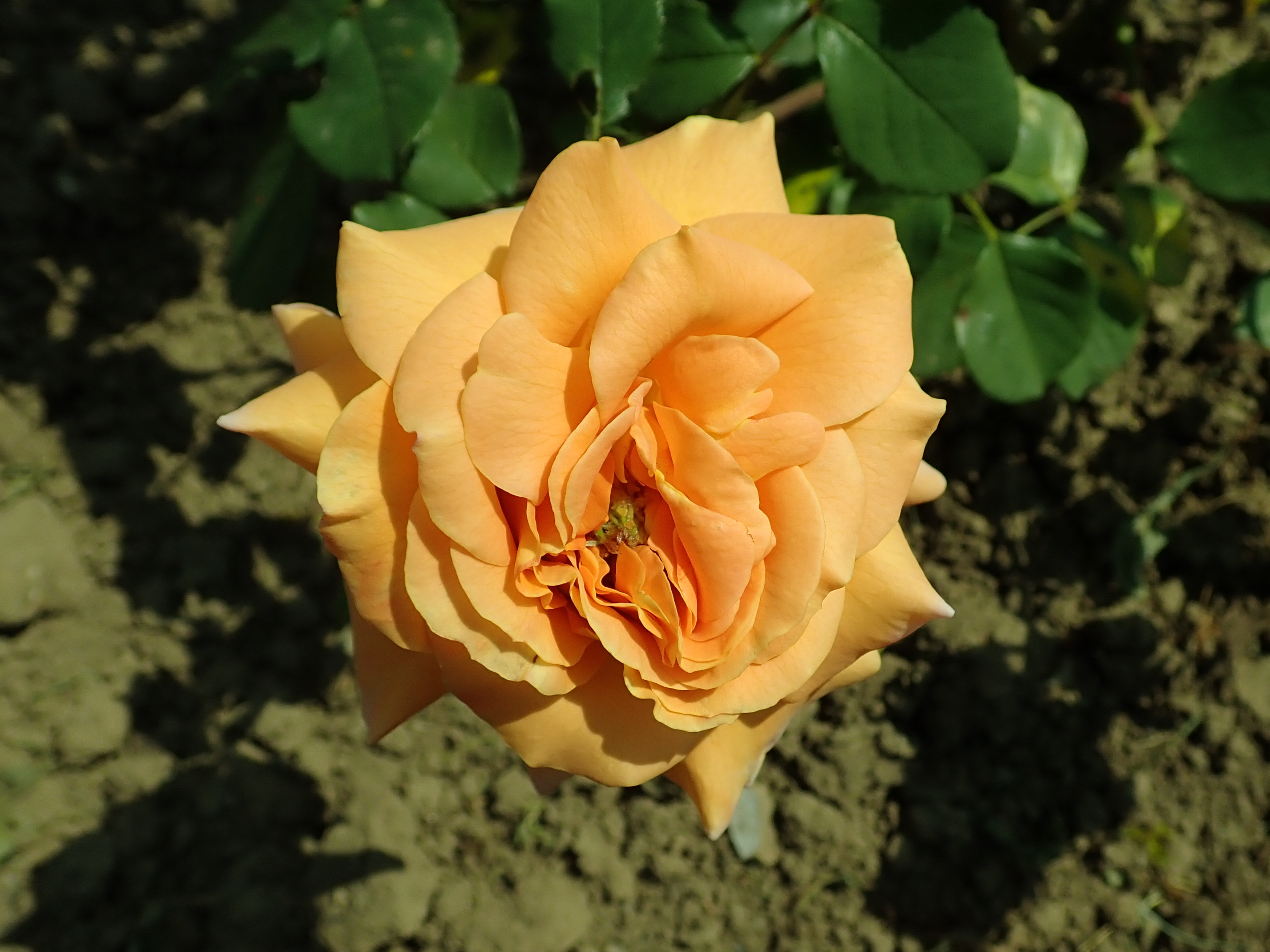
Rosa Chateaubriand, Michel Adam, 2008 (Francia) ADAcamer
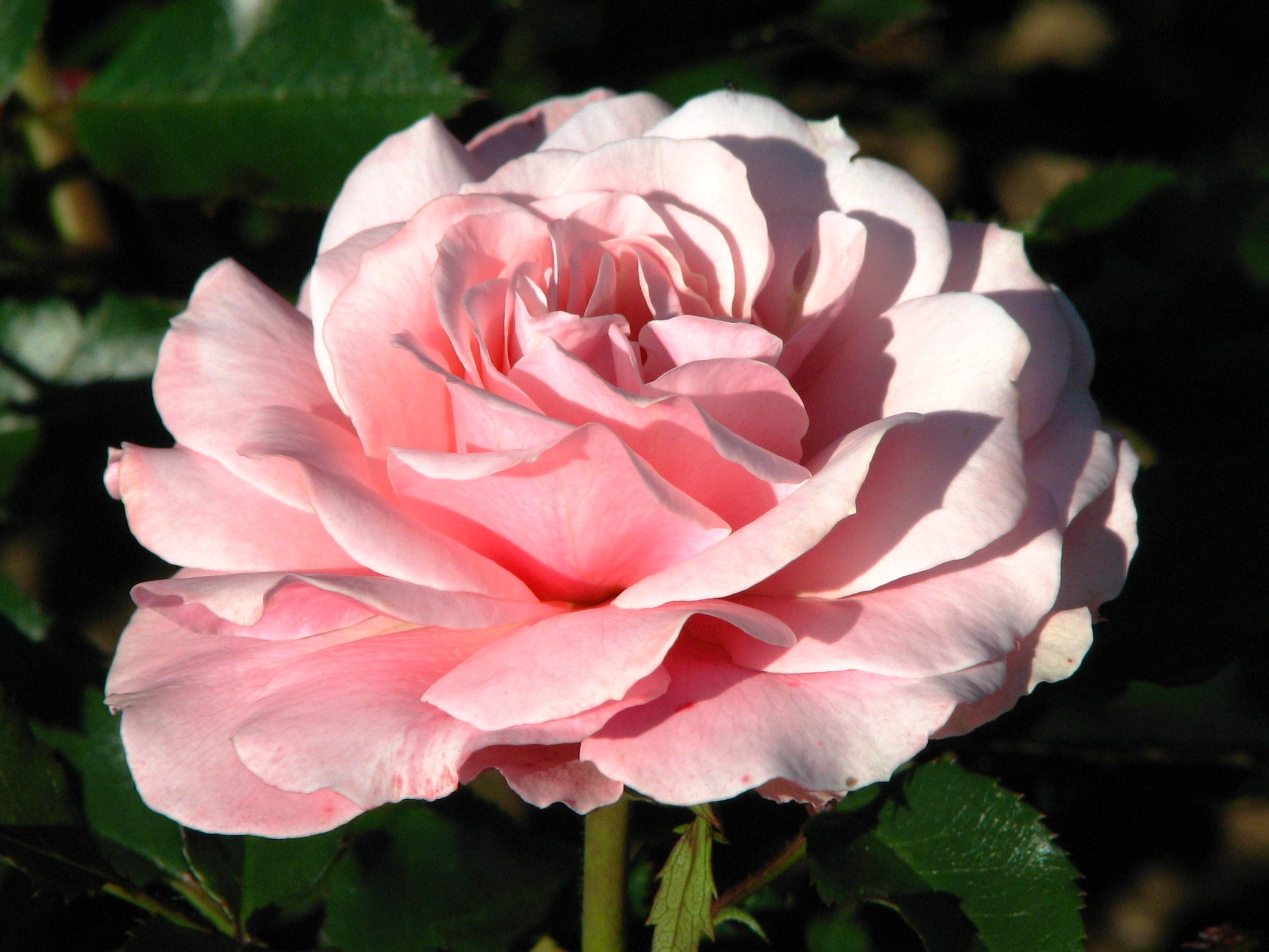
Rosa Botticelli, Michèle Meilland Richardier, 2002 (Francia) MEIsylpho
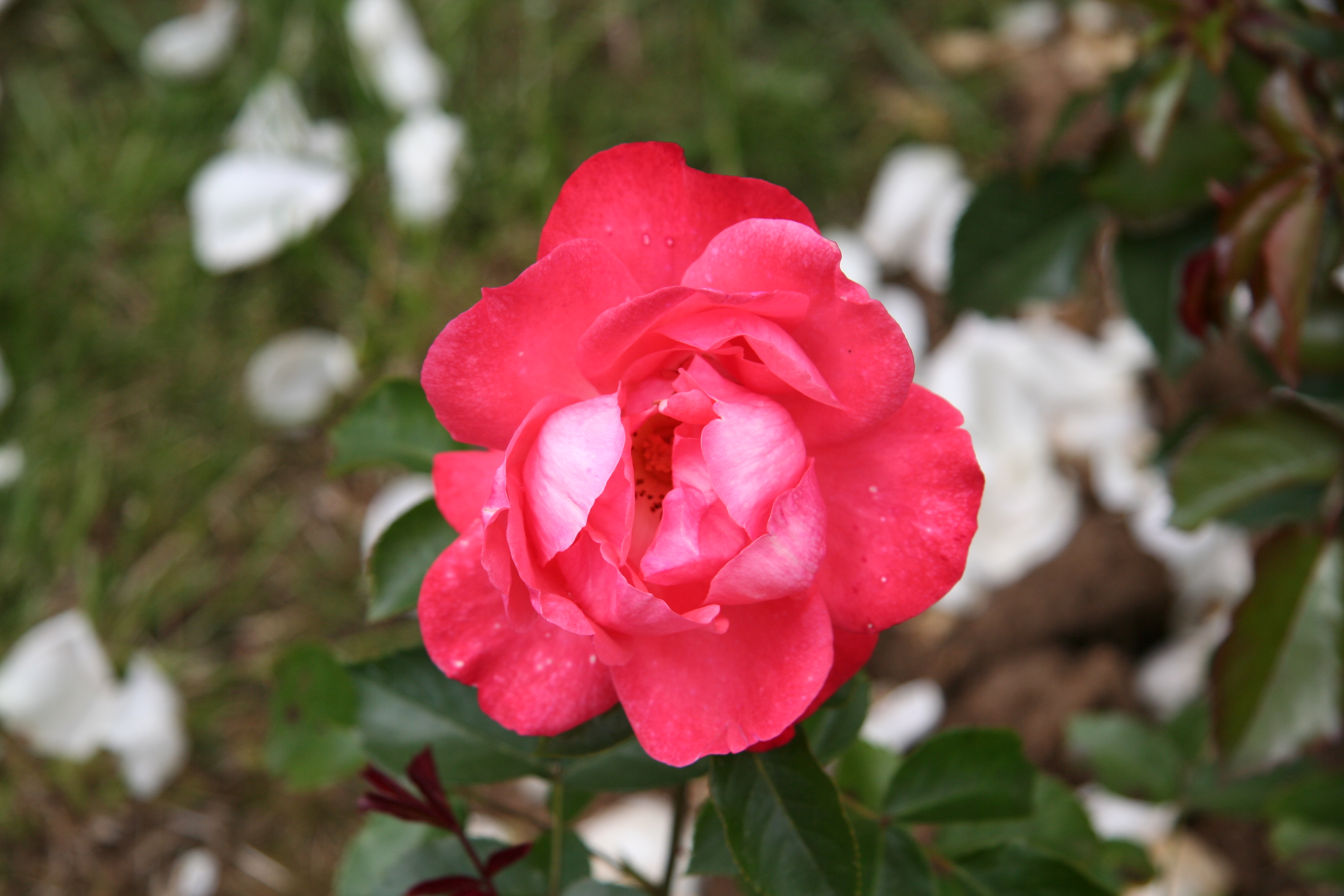
Rosa Francoise Gaujard II, Jean-Jacques Gaujard, 2005 (Francia) GAU 126
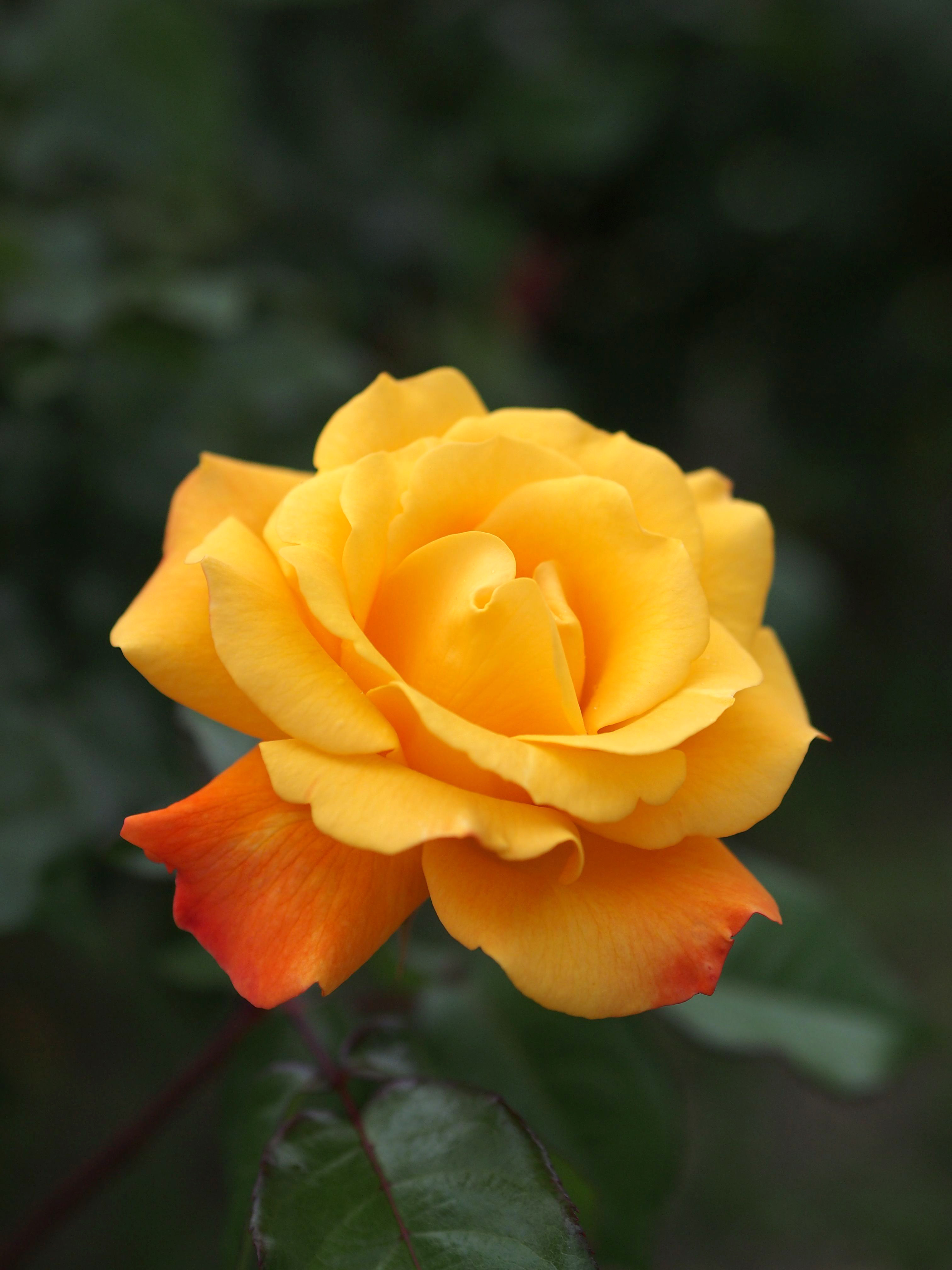
Rosa Soleil du Monde, G. Delbard, 2007 (Francia) DELseb
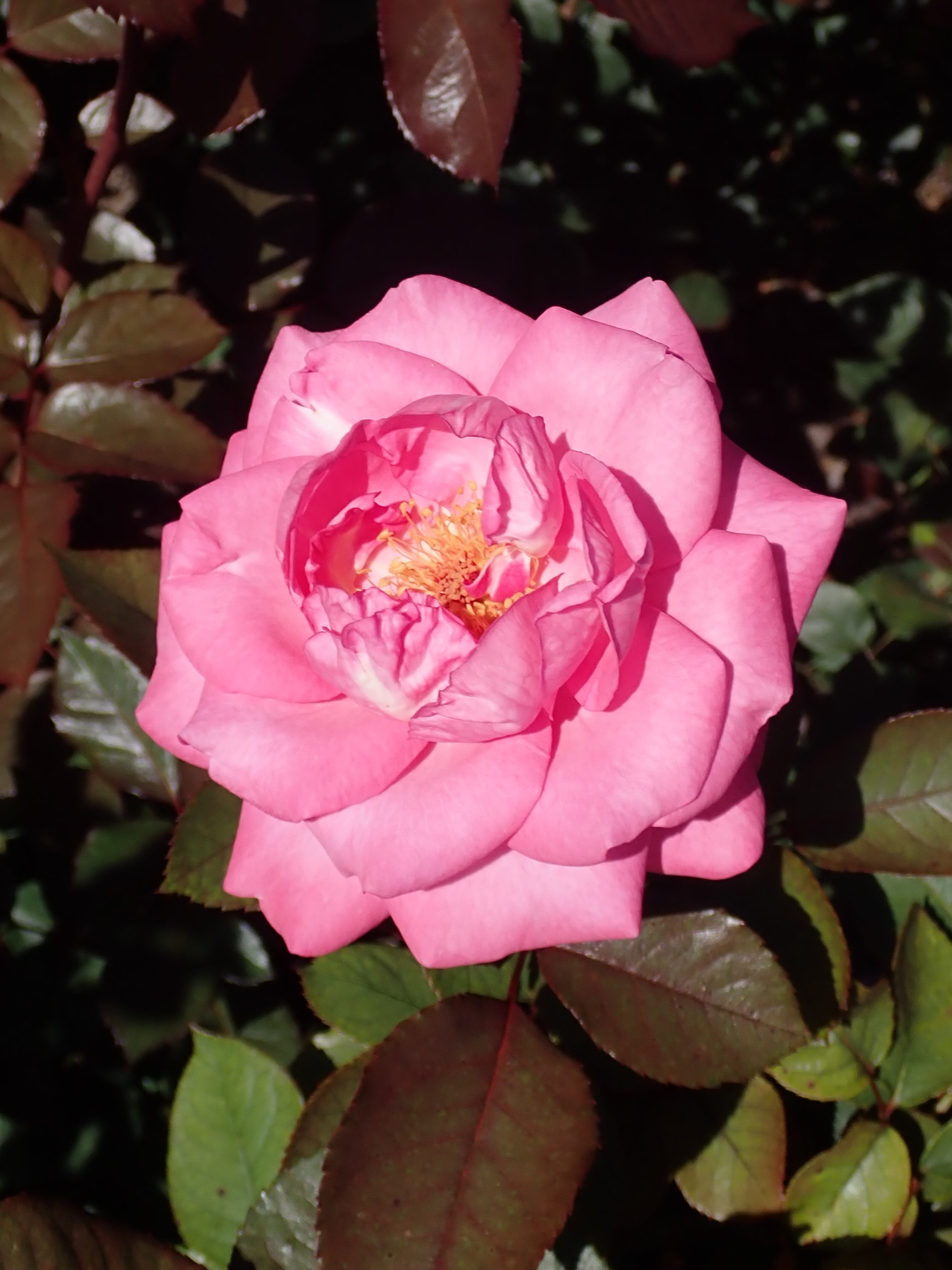
Rosa Eliza, Kordes, 1994 (Germania) KORlis
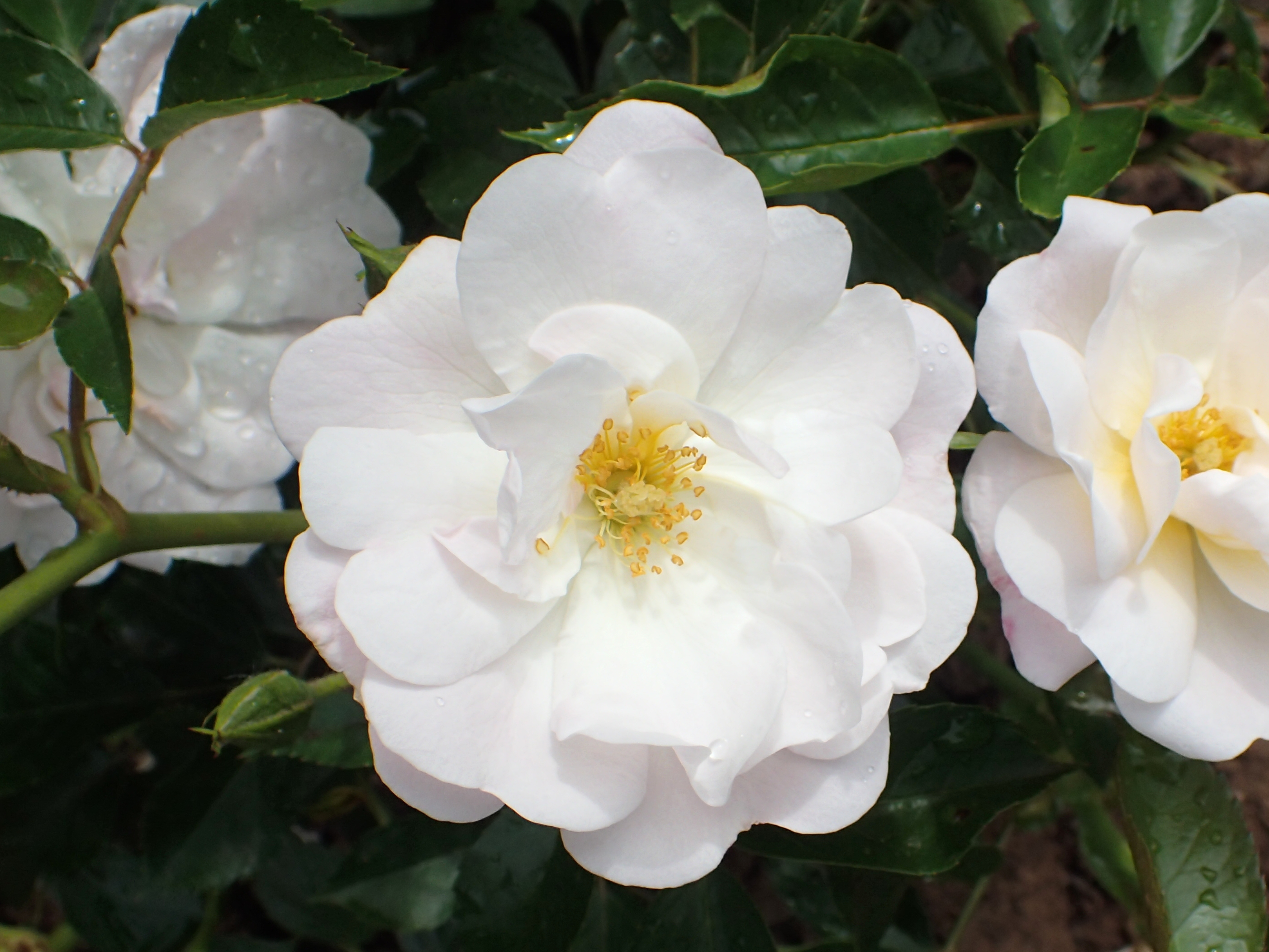
Rosa Peace in You, Davide Dalla Libera, 2013 (Italia) 0807-2
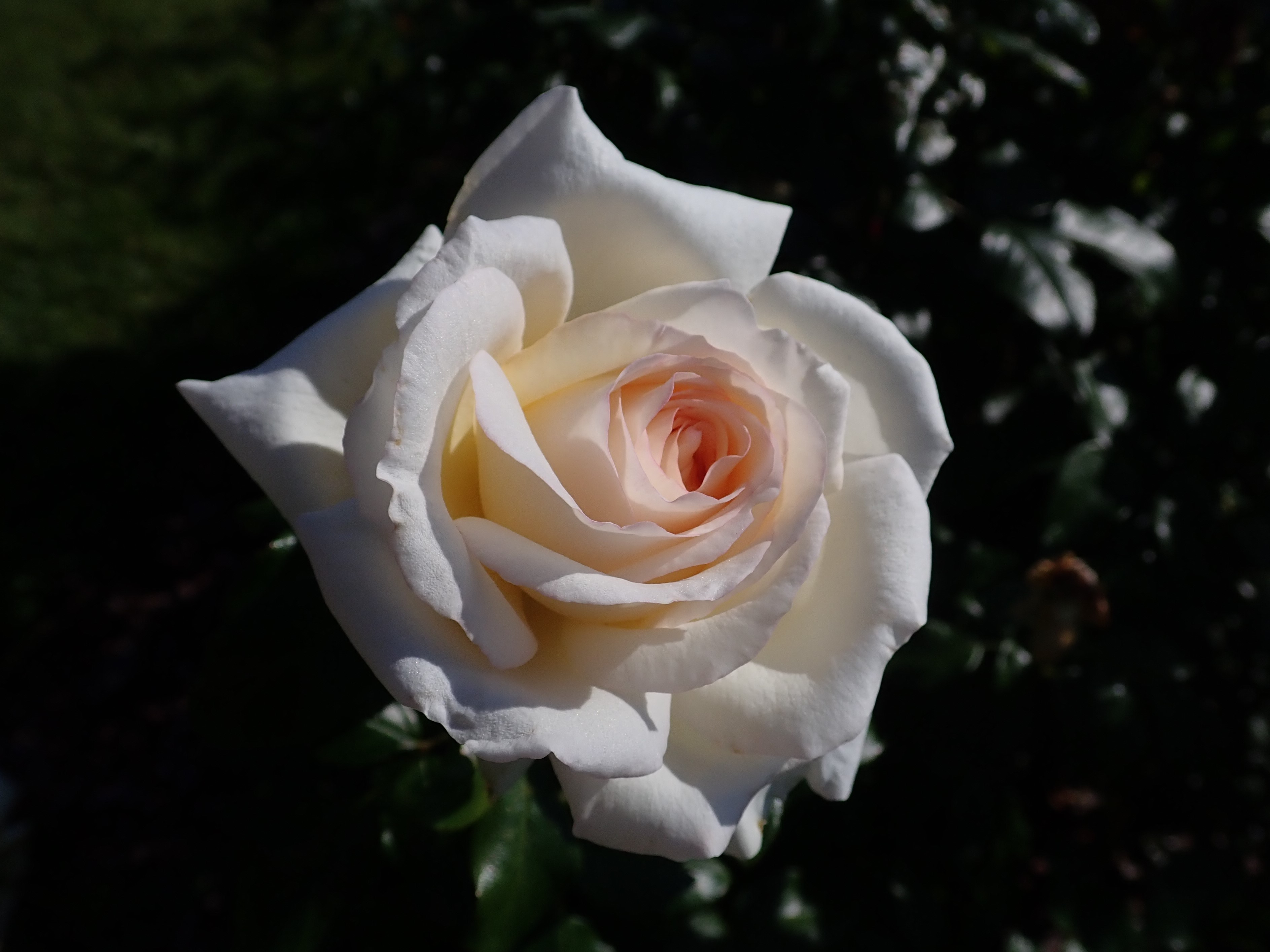
Rosa Anastasia, NIRP International, 2011 (Francia)
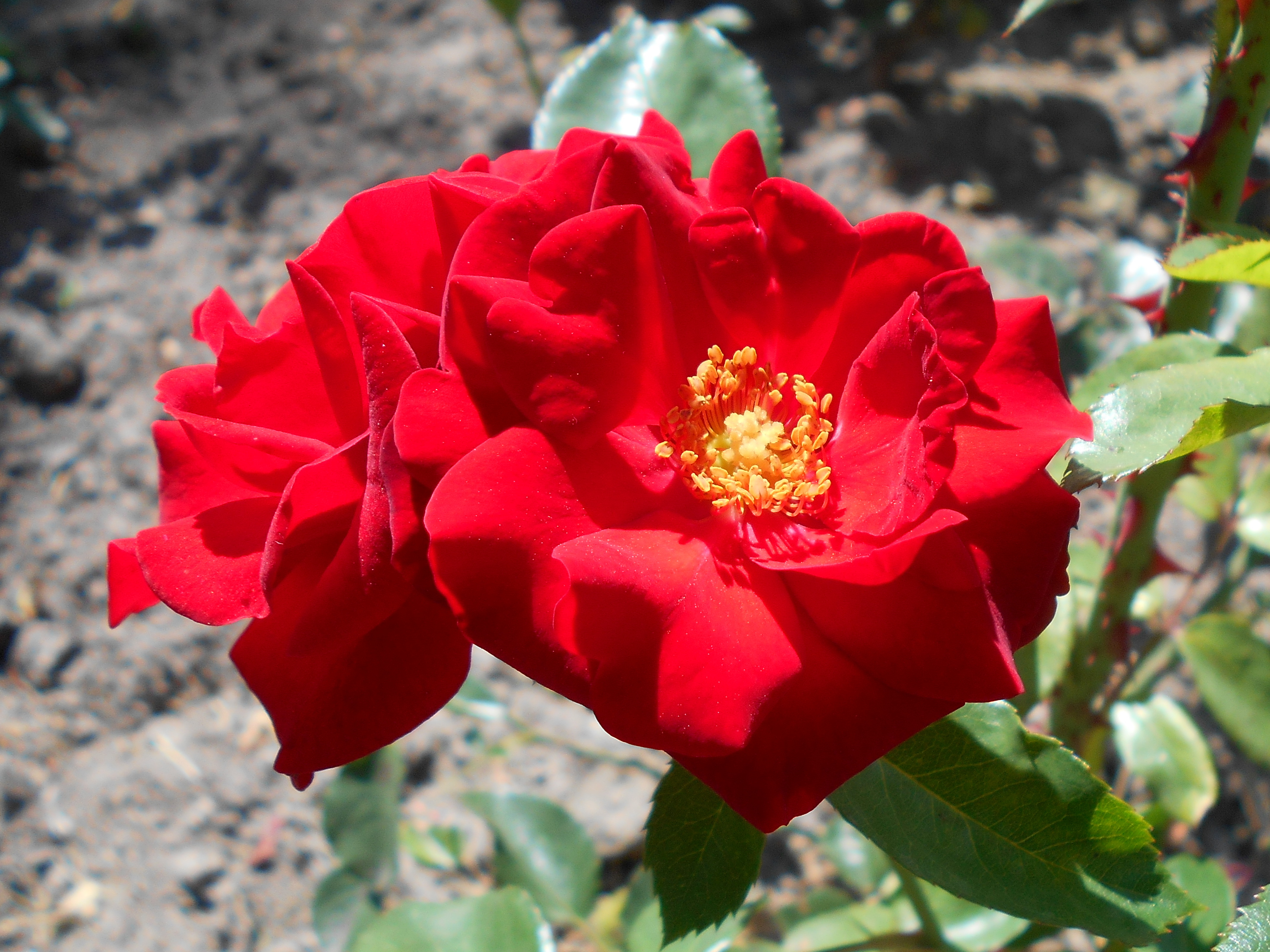
Rosa Sans Souci, Alain Meilland, 1950 (Francia) FLA-513
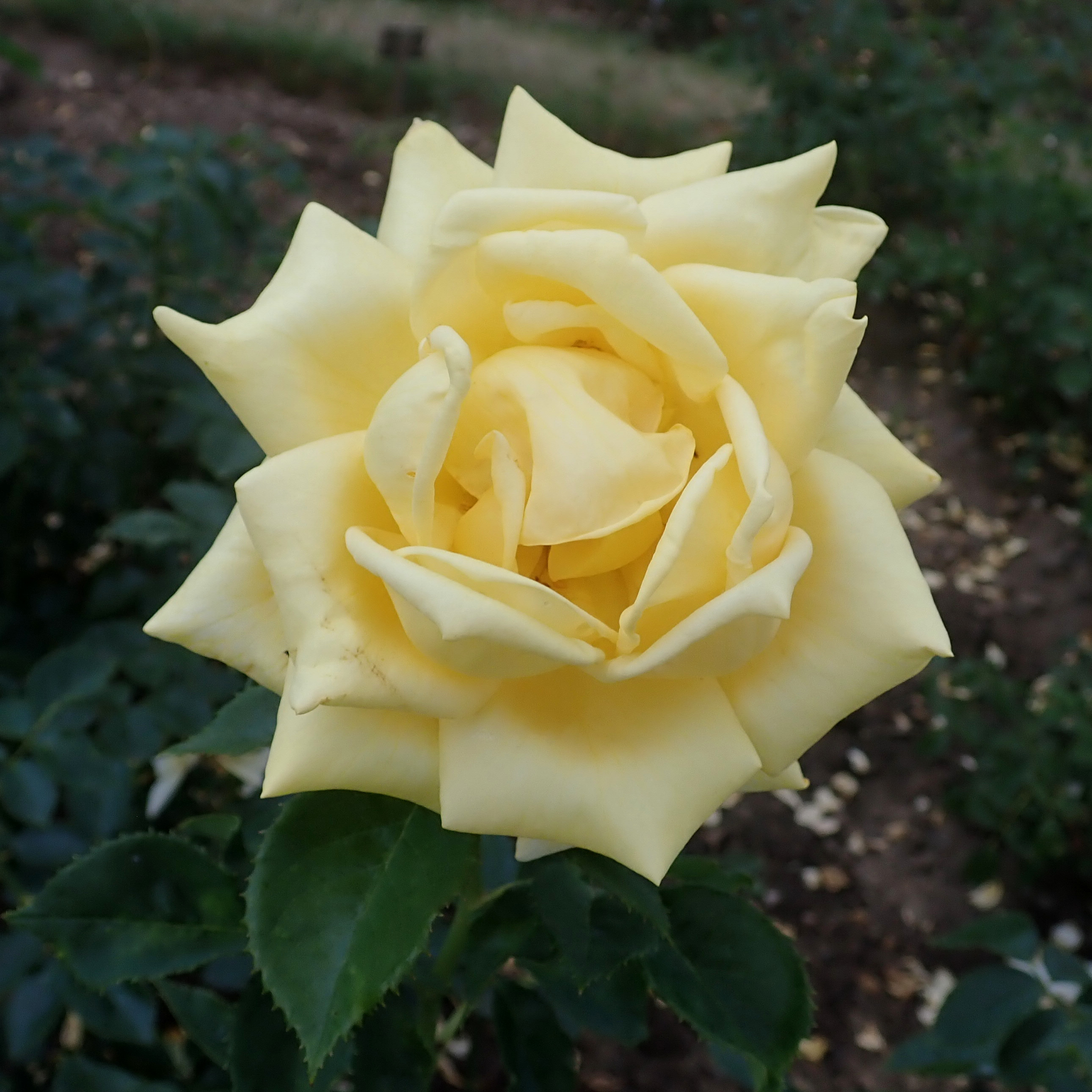
Rosa Berolina, Kordes, 1980 (Germania) KORpriwa
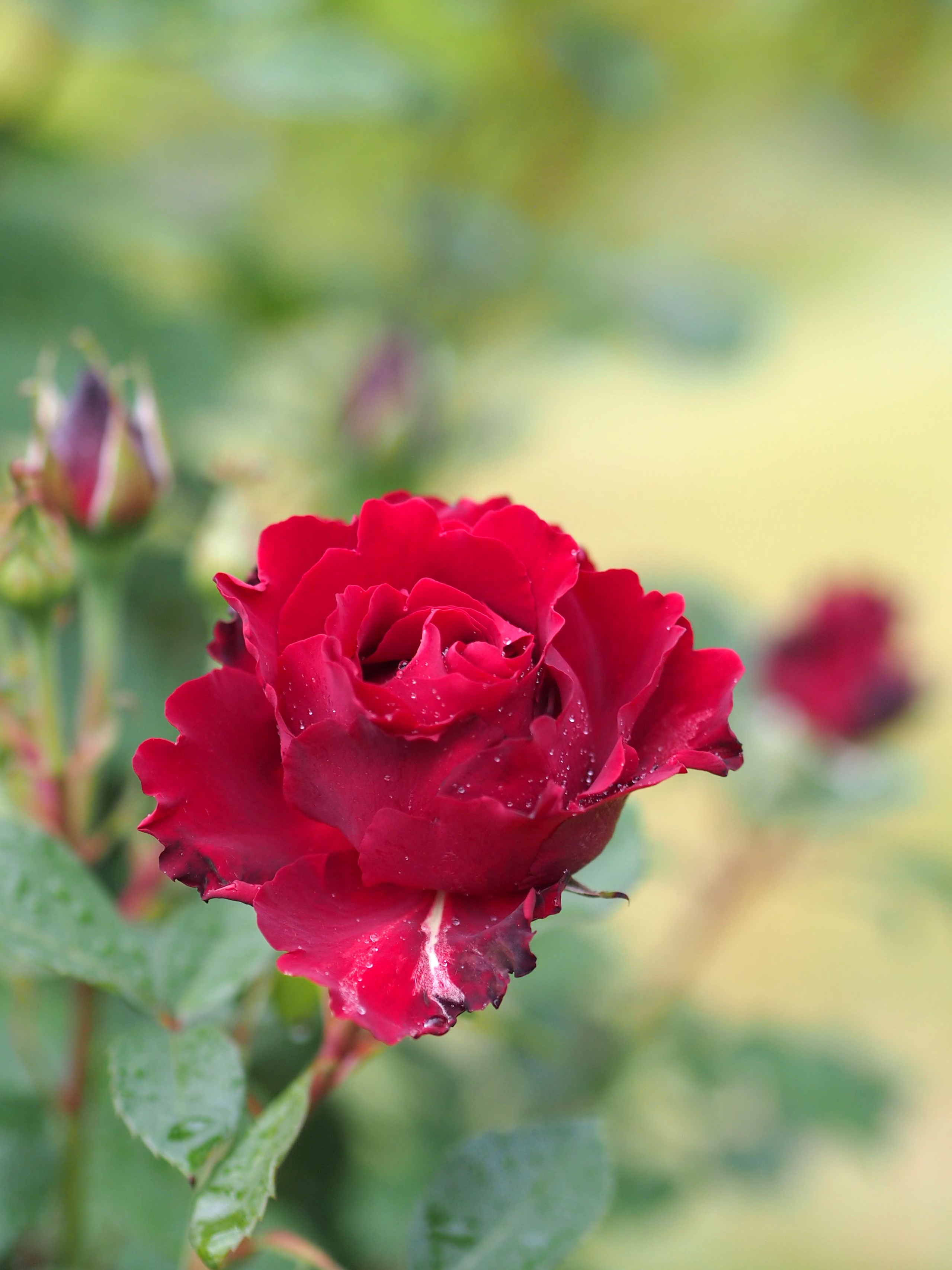
Rosa Hommage à Barbara, G. Delbard, 1997/2004 (Francia) CC 98.8303.2,
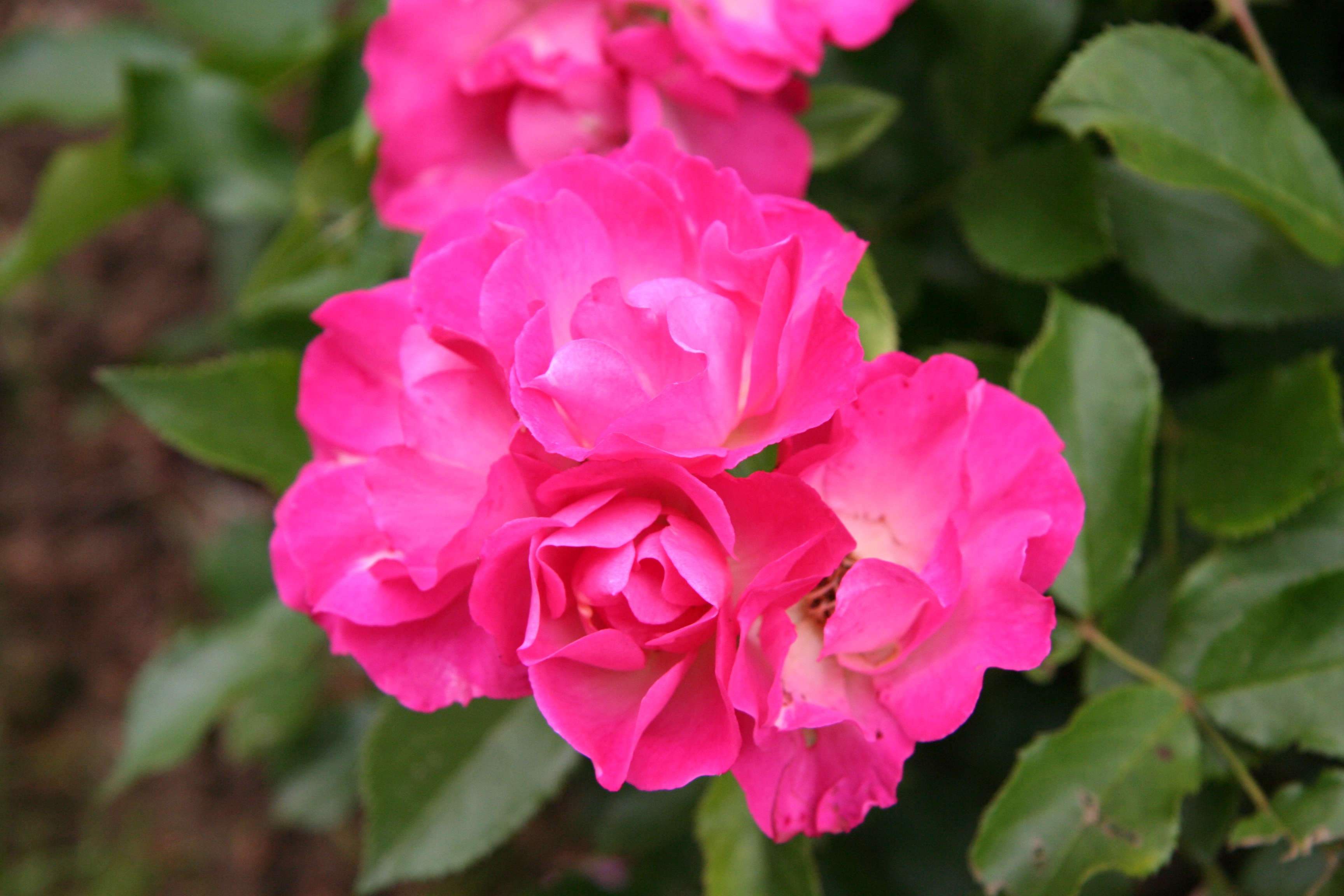
Rosa Rivierenhof, RVS Rijksstation voor Sierplantenteelt, 1993 (Belgio) DVP 93.103
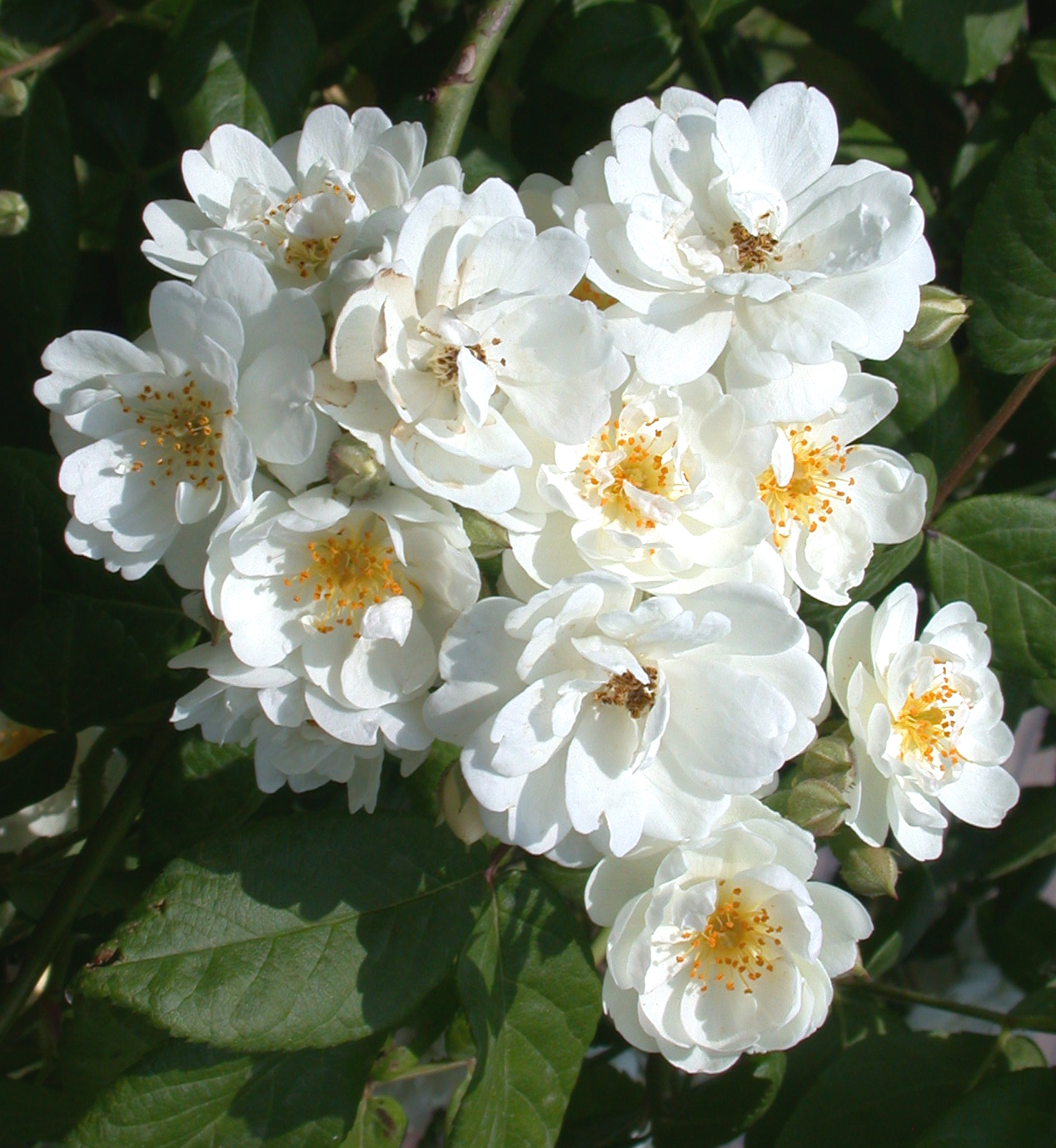
Rosa Waterloo, Louis Lens, 1989/1996 (Belgio) LENcena
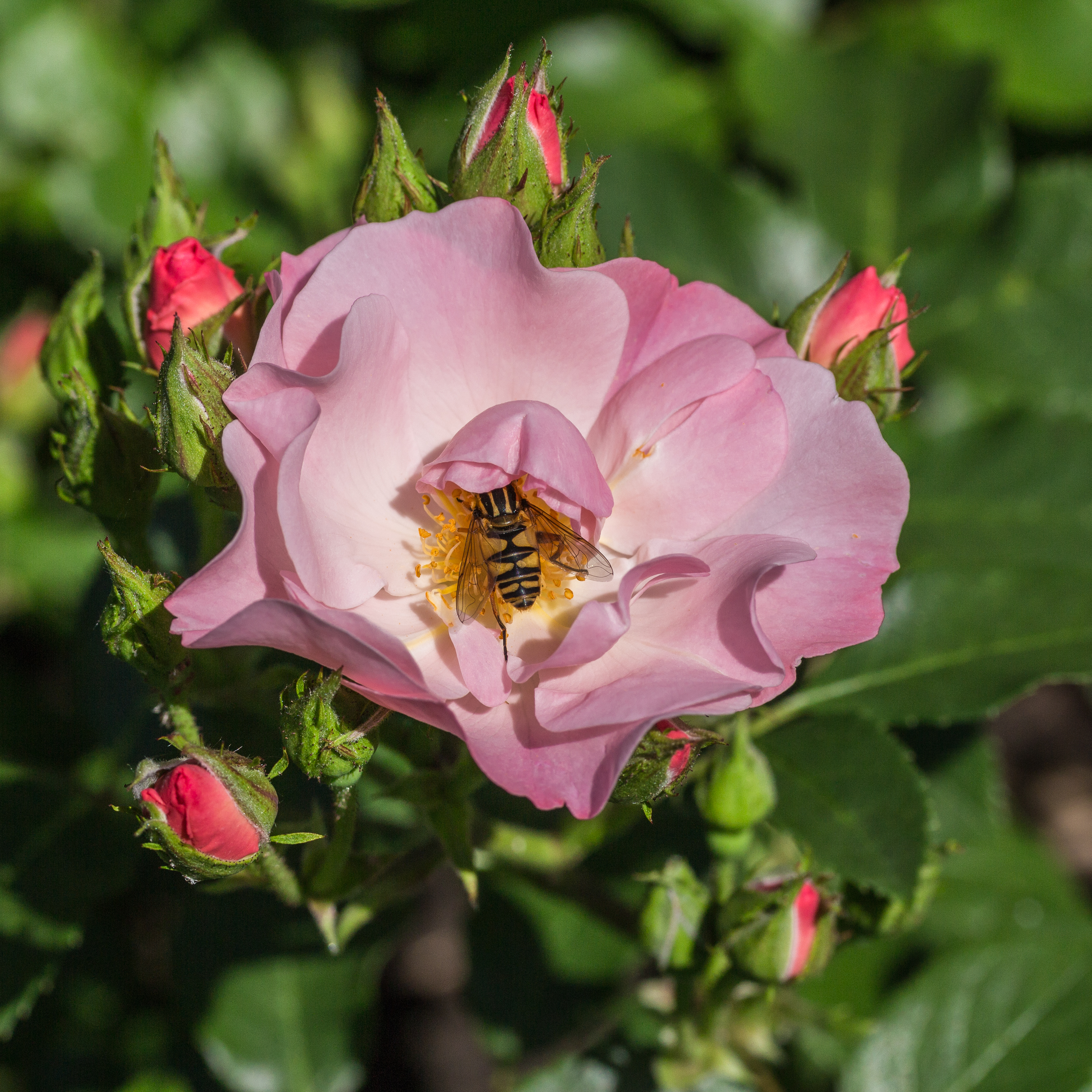
Rosa Jacky, RVS Rijksstation voor Sierplantenteelt, 1993 (Belgio) RVS 93-104
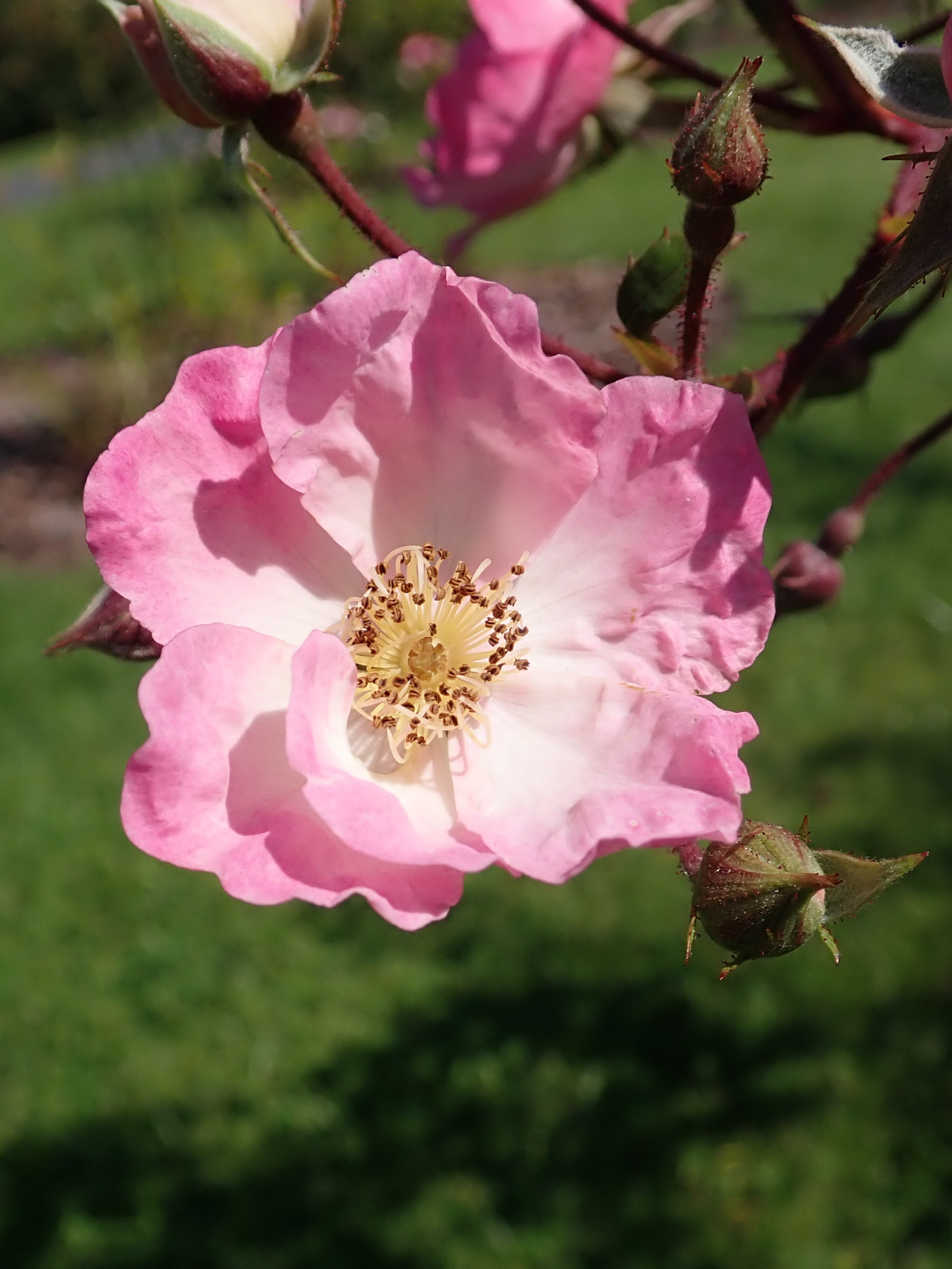
Rosa Alden Biesen, Louis Lens, 1989/1996 (Belgio) LLX 8964
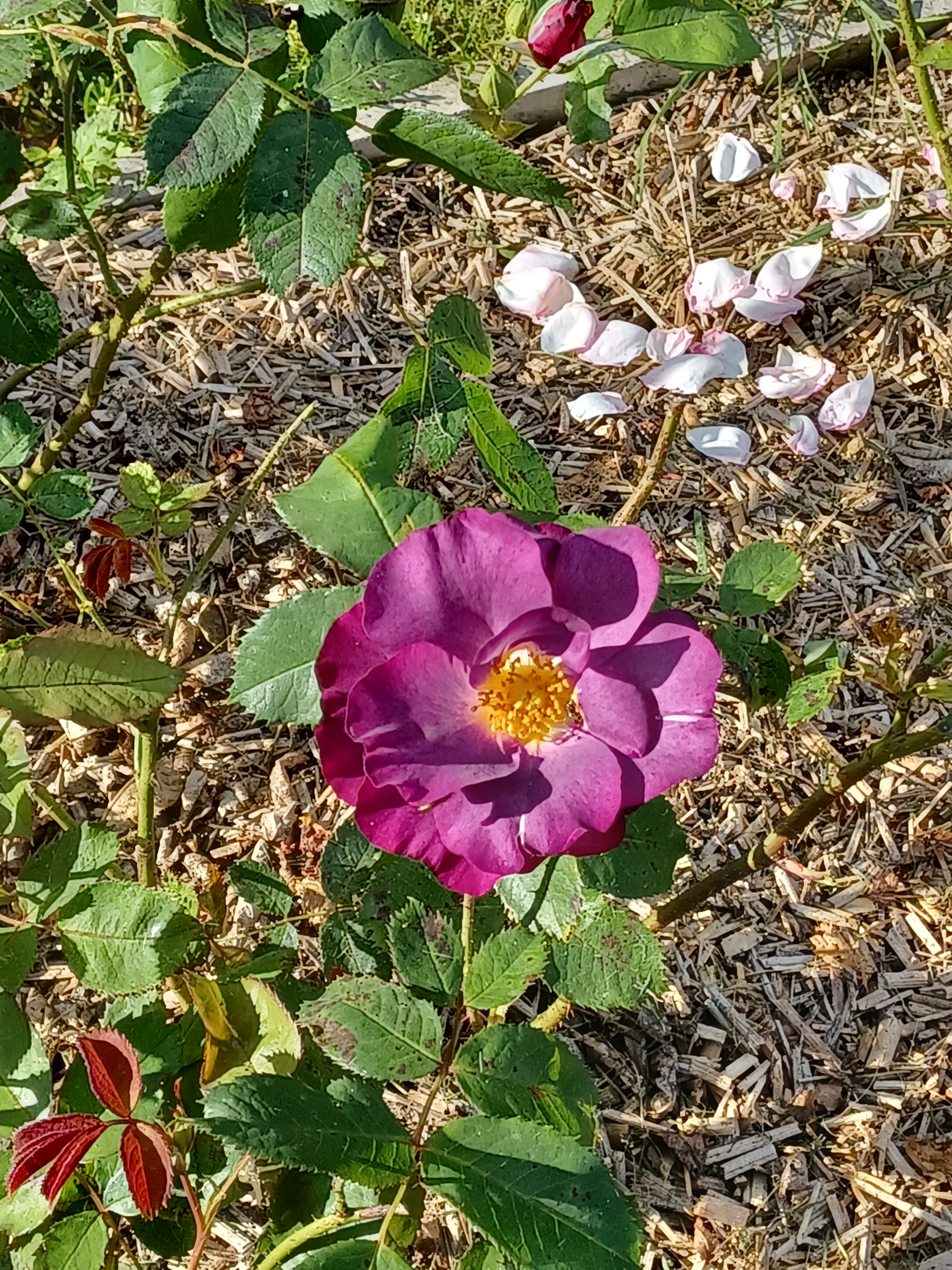
Rosa Princesse Sibilla de Luxembourg, Pierre Orard, 2010 (Francia) ORA 644
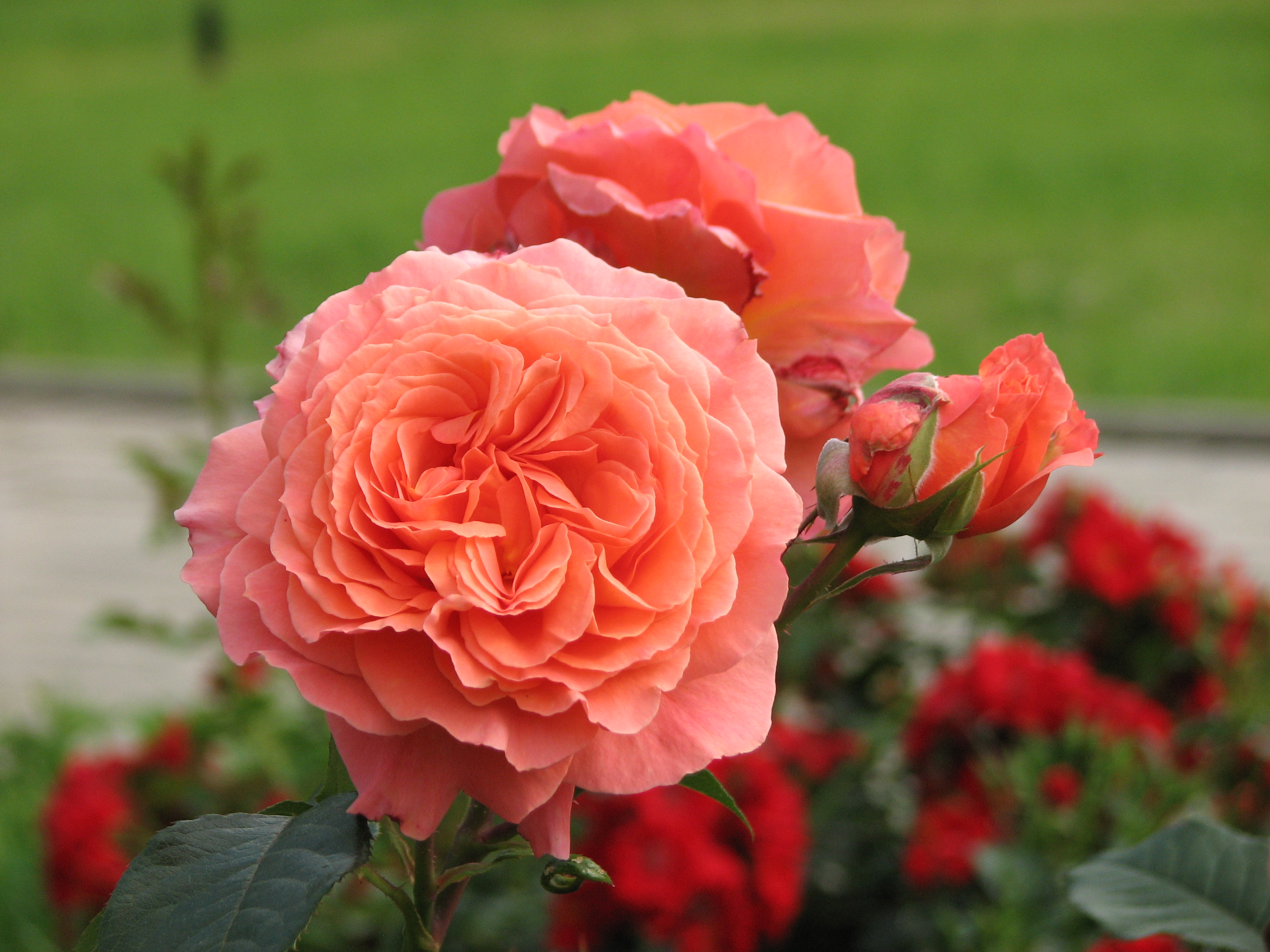
Rosa Belvedere, Evers/Tantau, 1996/2002 (Germania) RT 96-205
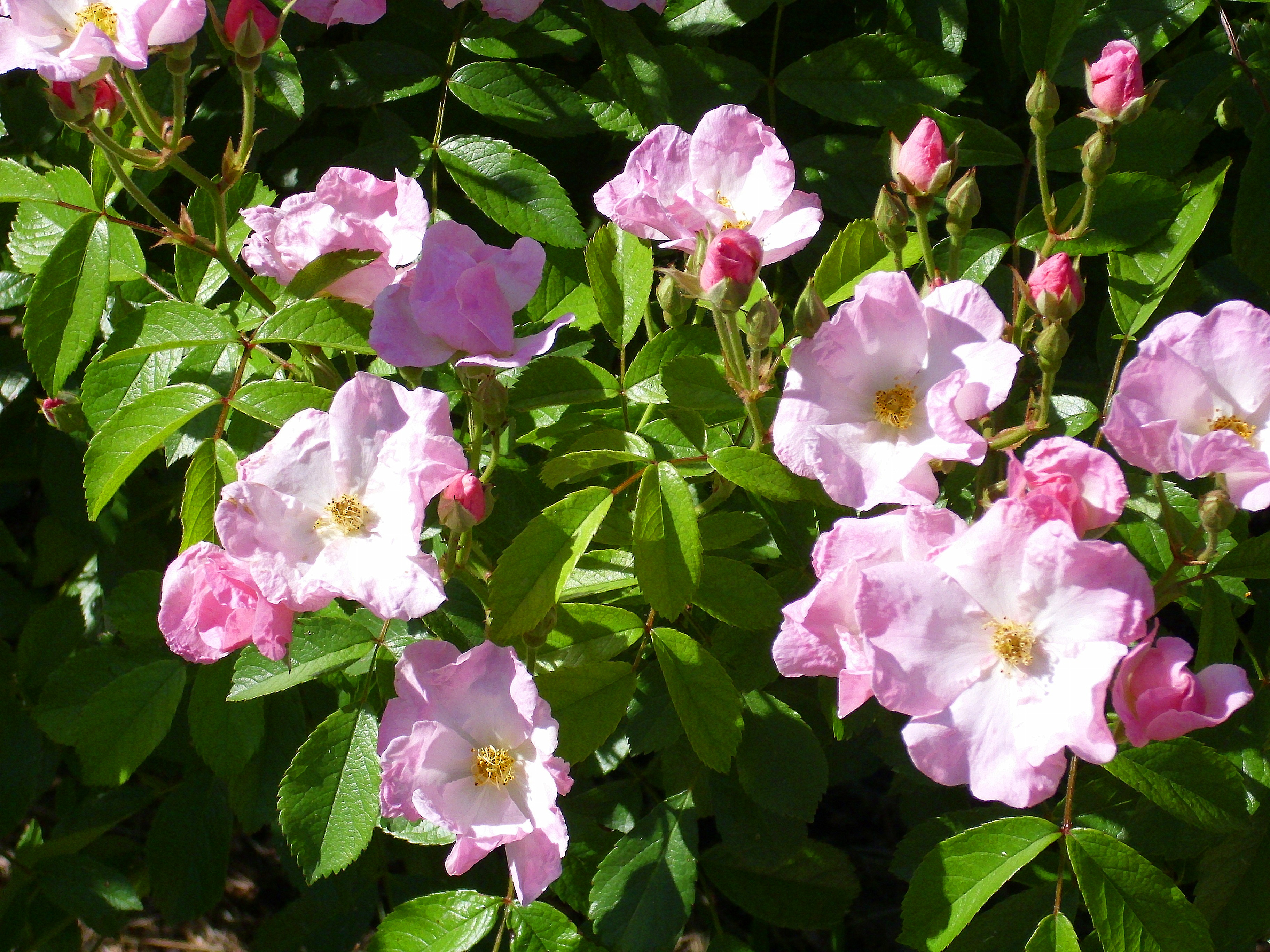
Rosa Frisson Frais, Louis Lens, 1987 (Belgio) LENadbi
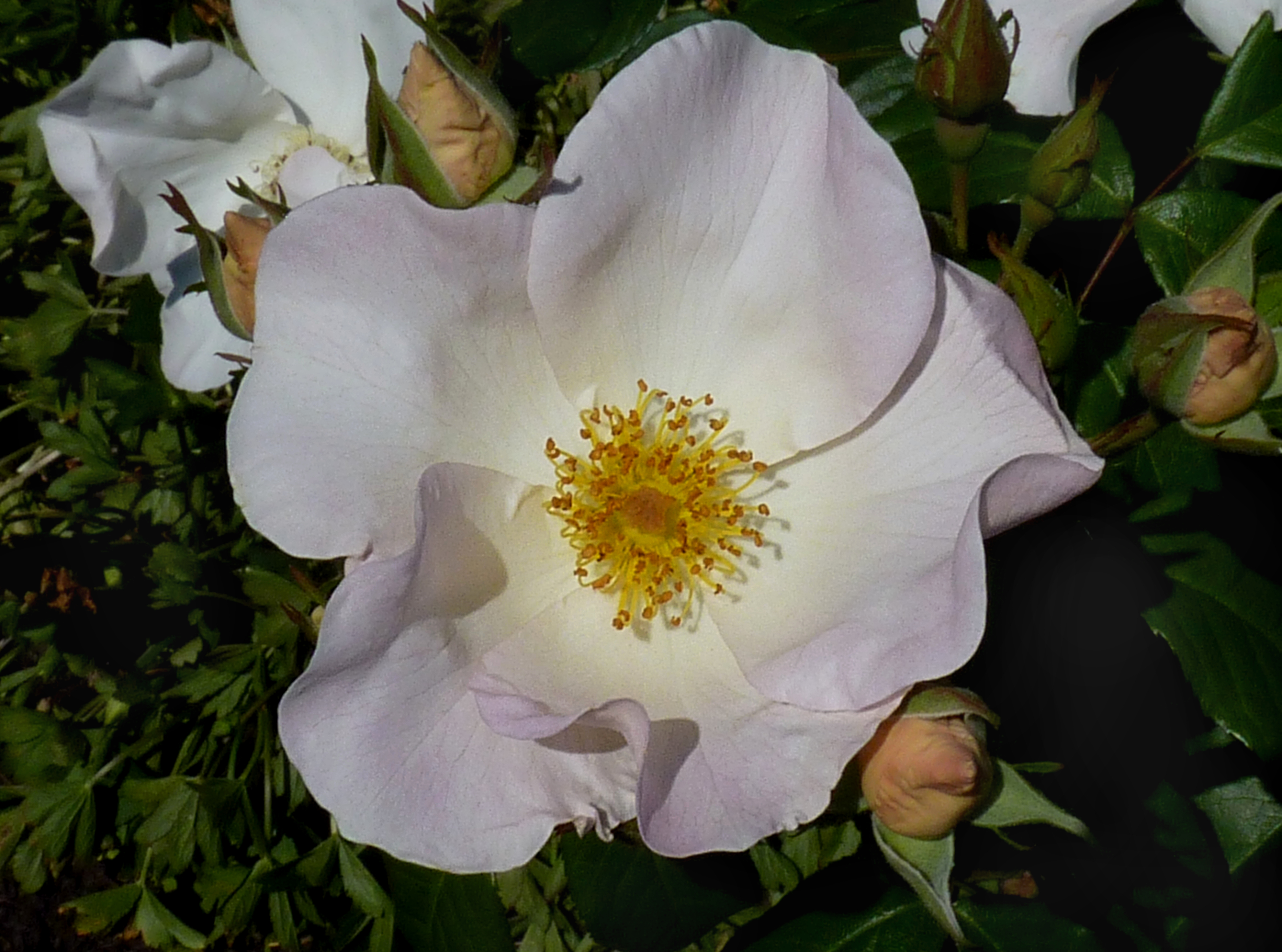
Rosa Sally Holmes, Robert A. Holmes, 1976 (Regno Unito)
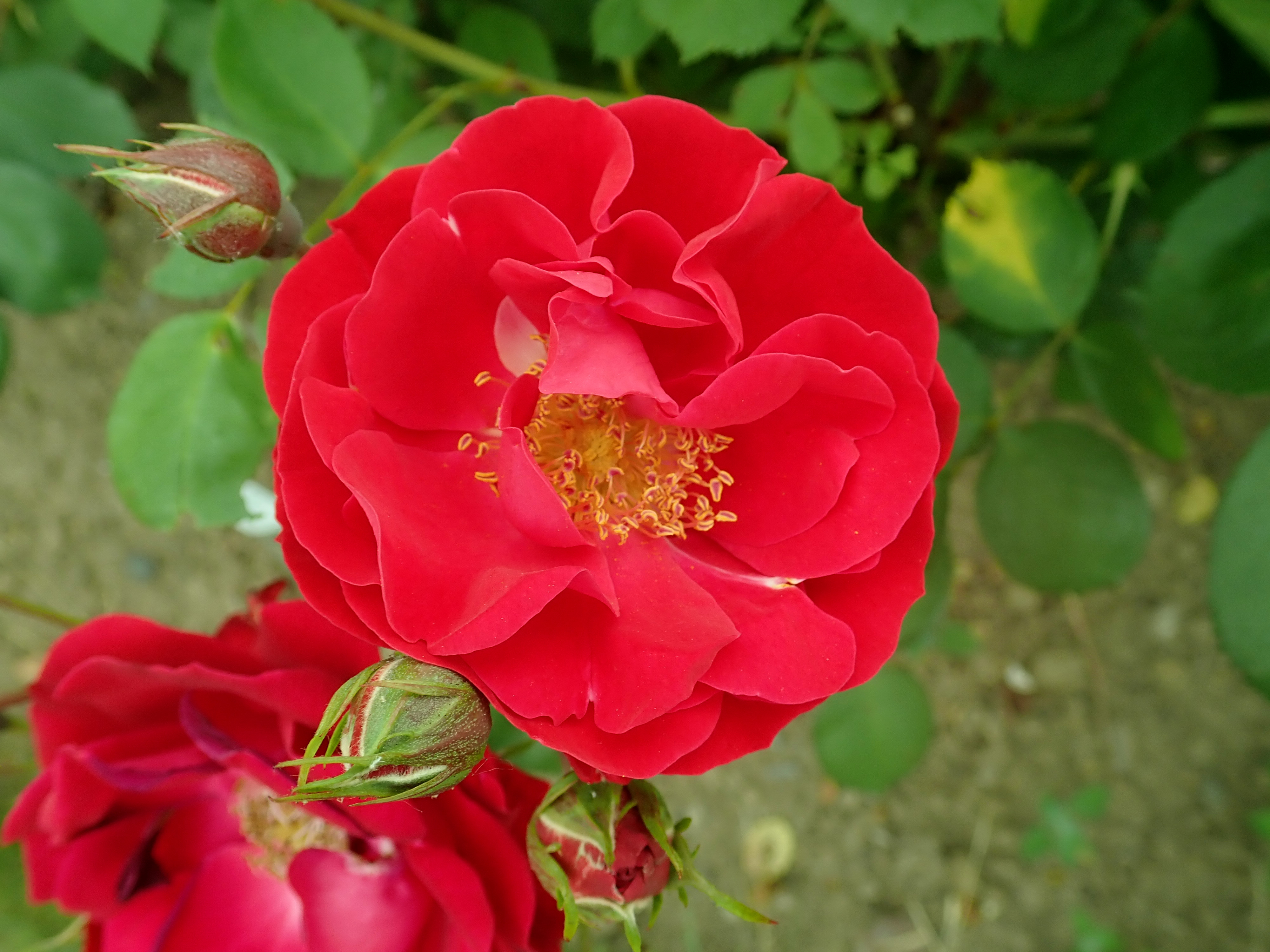
Rosa Benvenuto, Alain Meilland, 1966 (Francia) MEIelpa
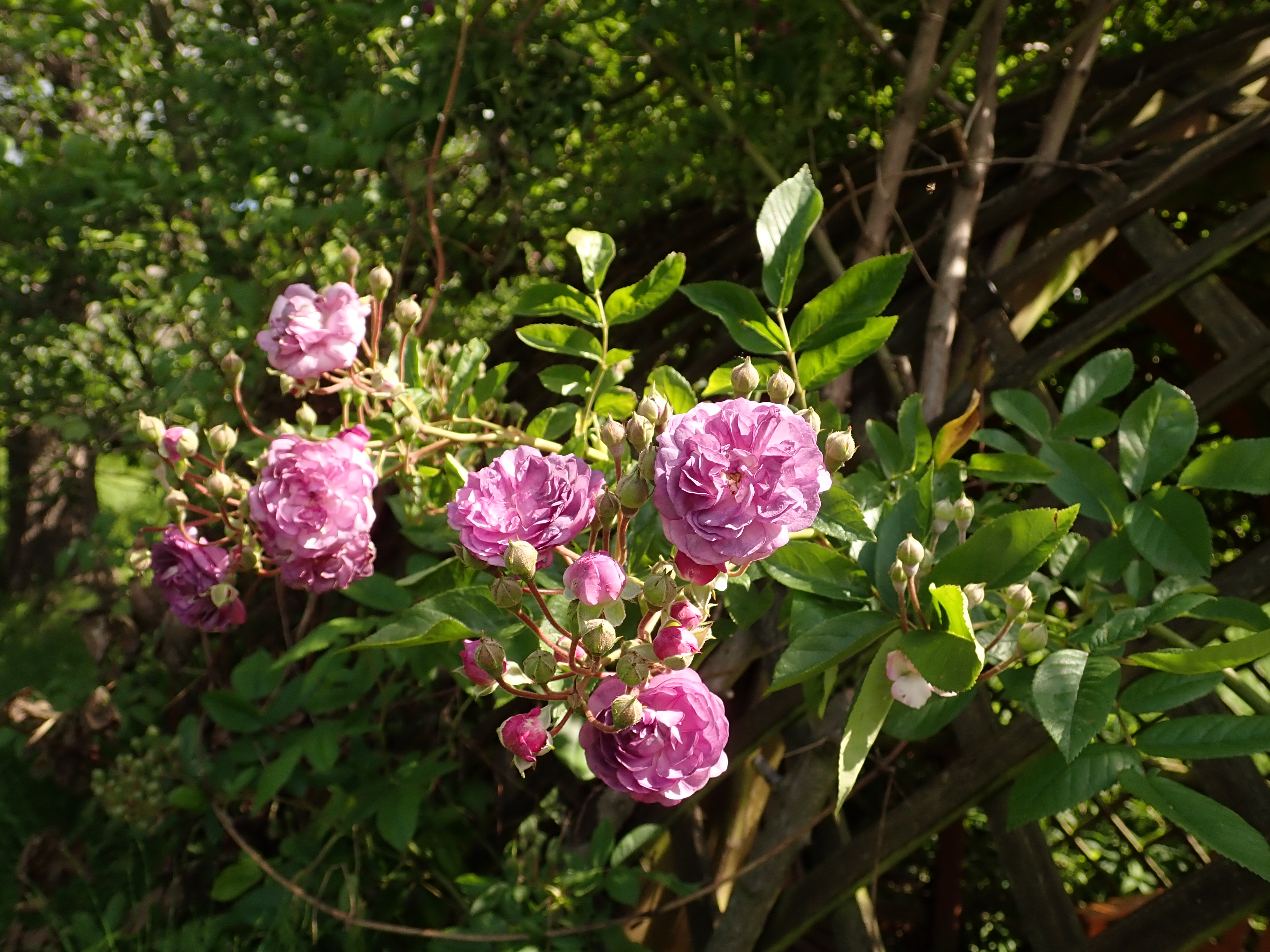
Rosa Rose-Marie Viaud, M. Igoult, 1924 (Francia) Rosemary Viaud
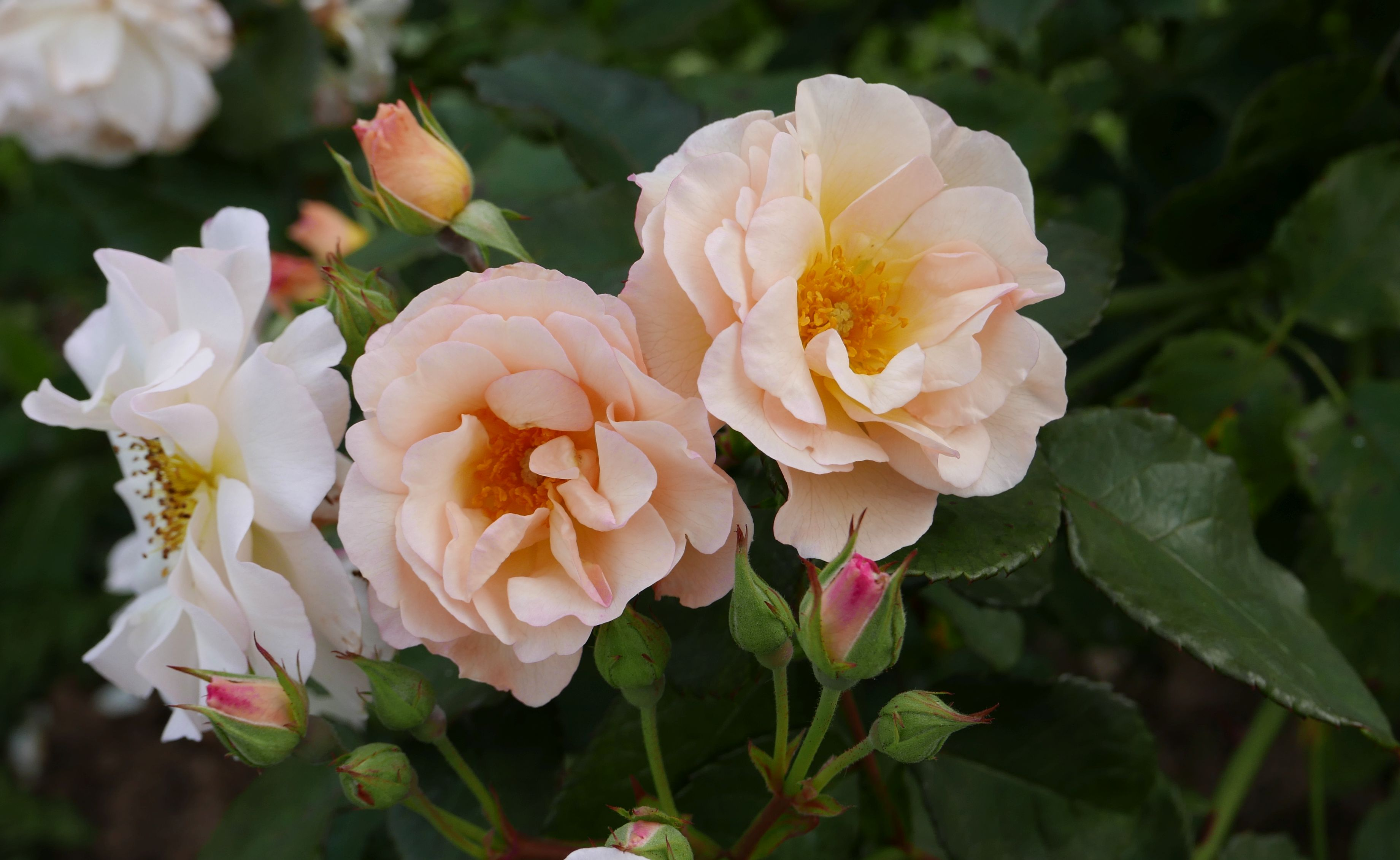
Rosa Penelope, Joseph Hardwick Pemberton, 1924 (Regno Unito)
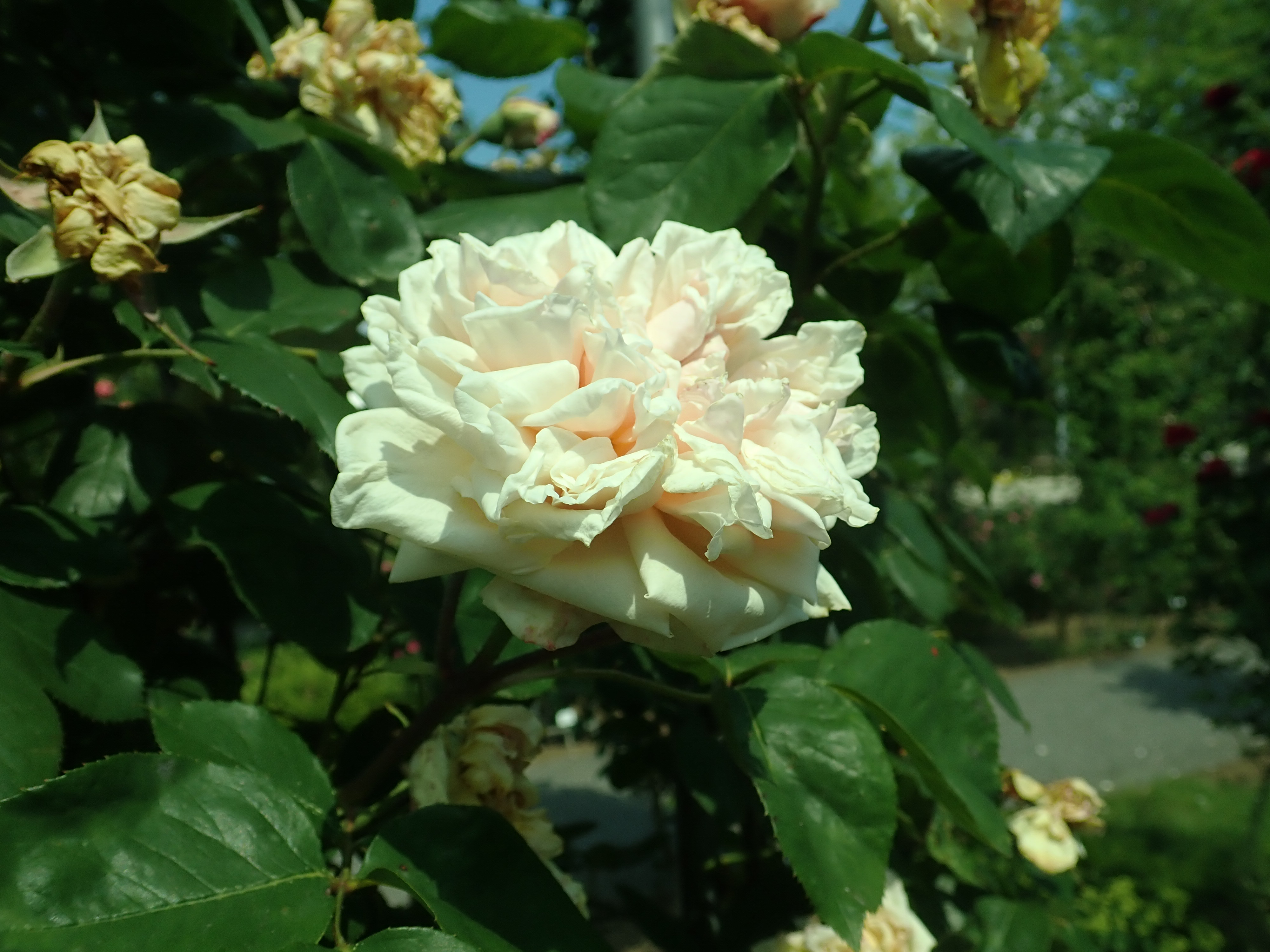
Rosa E. Veyrat Hermanos, Bernaix, 1895 (Francia)
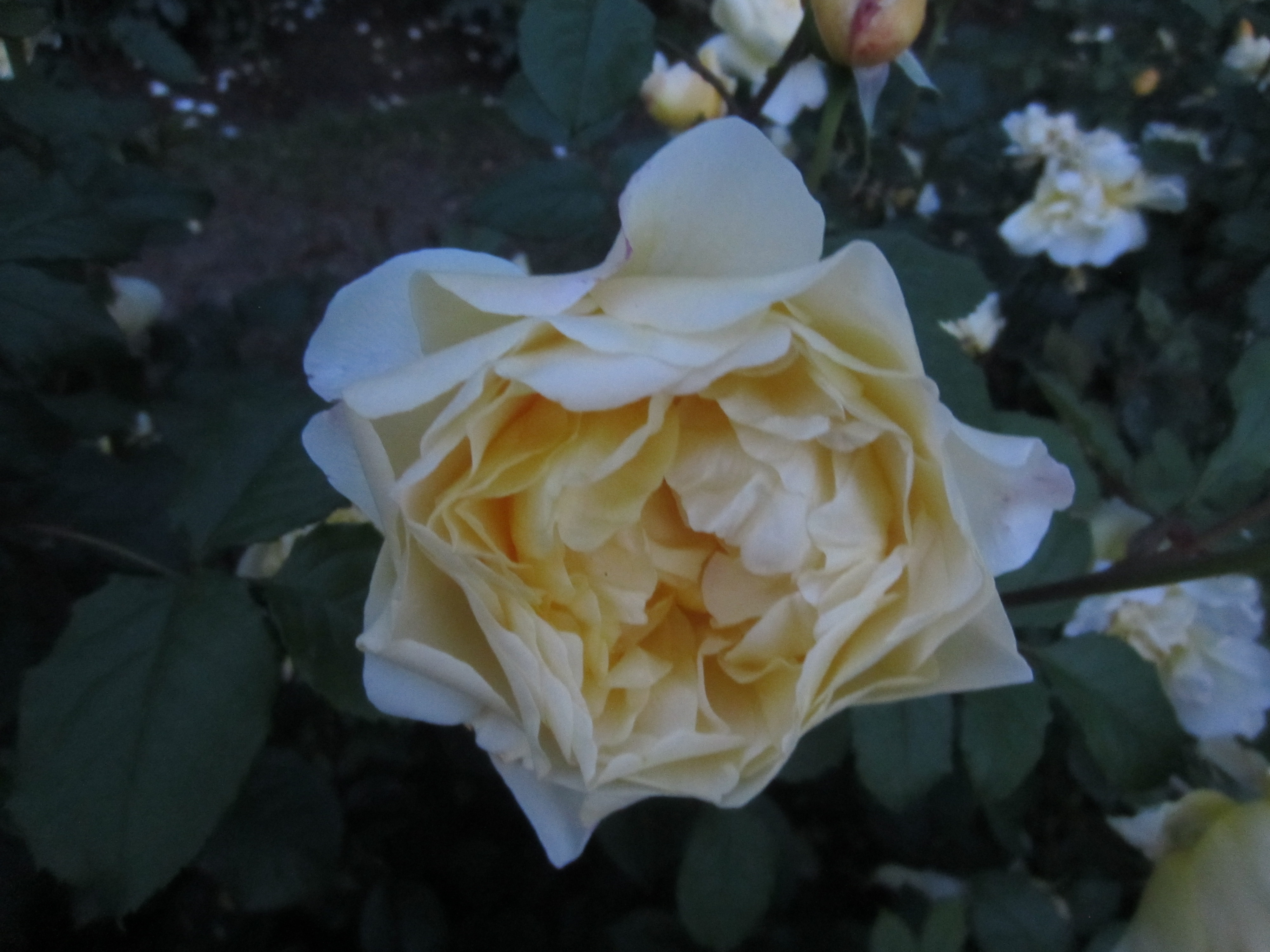
Rosa The Poet's Wife, David C. H. Austin, 2006 (Regno Unito) AUSwhirl
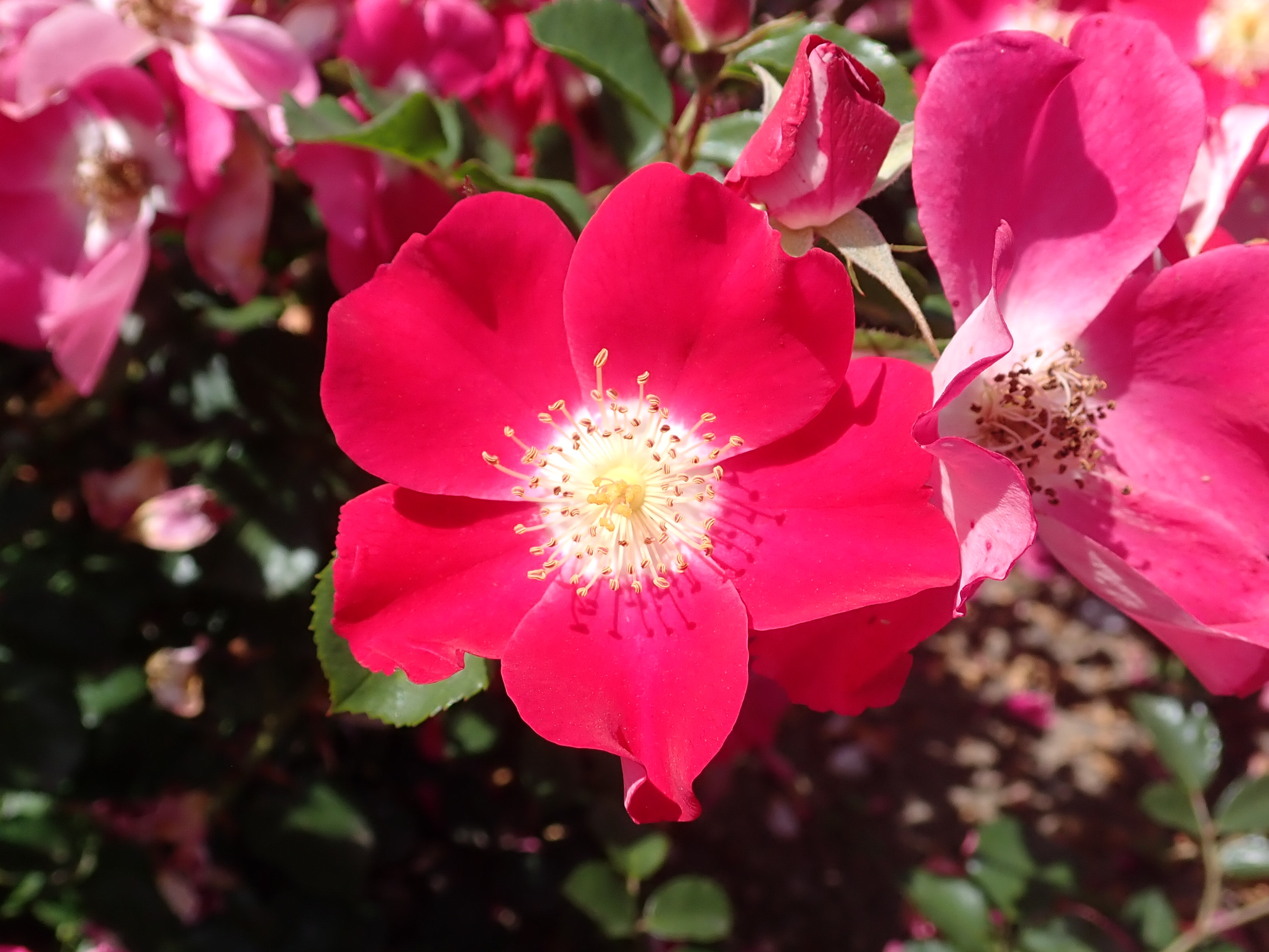
Rosa Candia Meillandécor, Alain Meilland, 2006 (Francia) MEIboulka
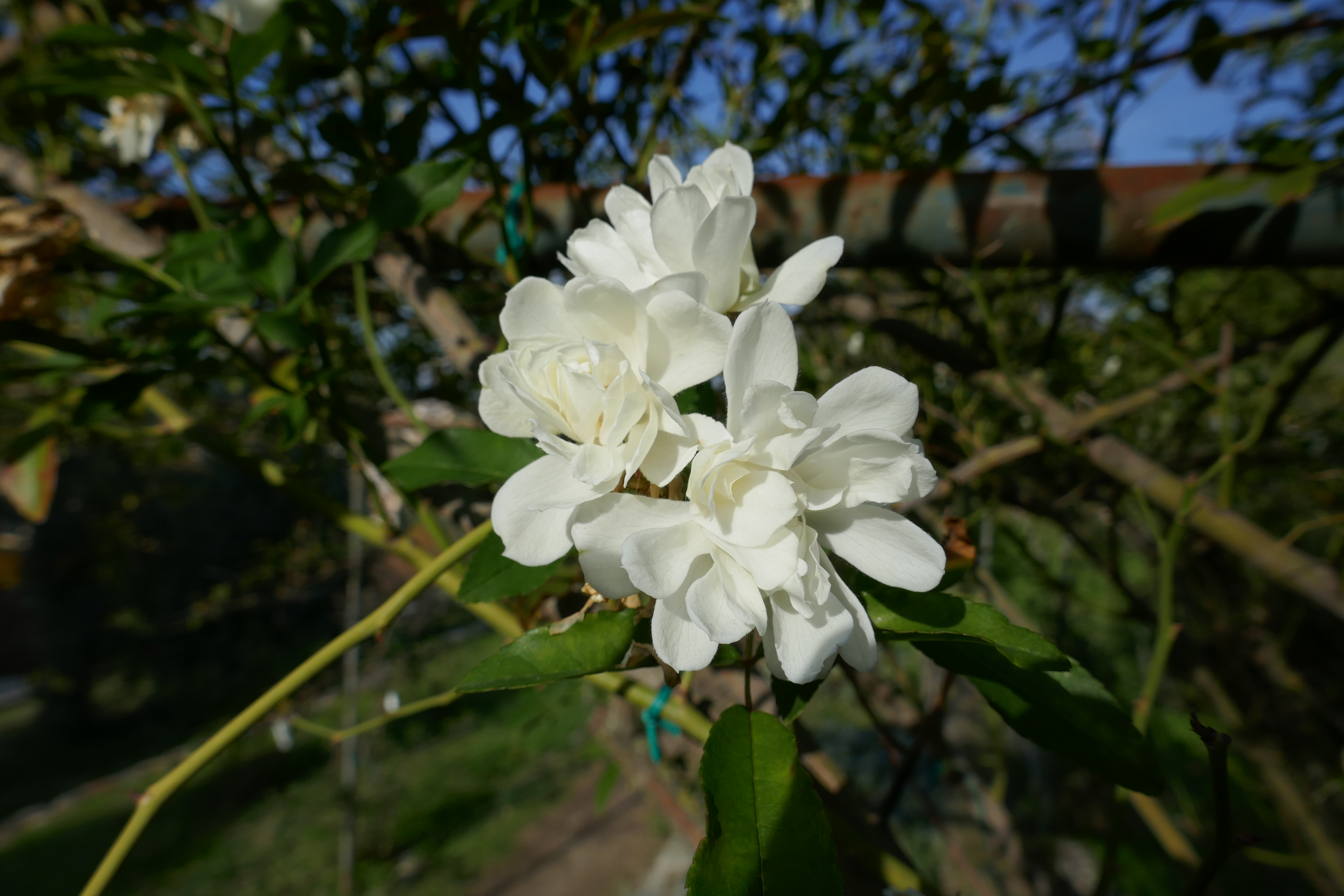
Rosa Purezza, Quinto Mansuino, 1959 (Italia) The Pearl
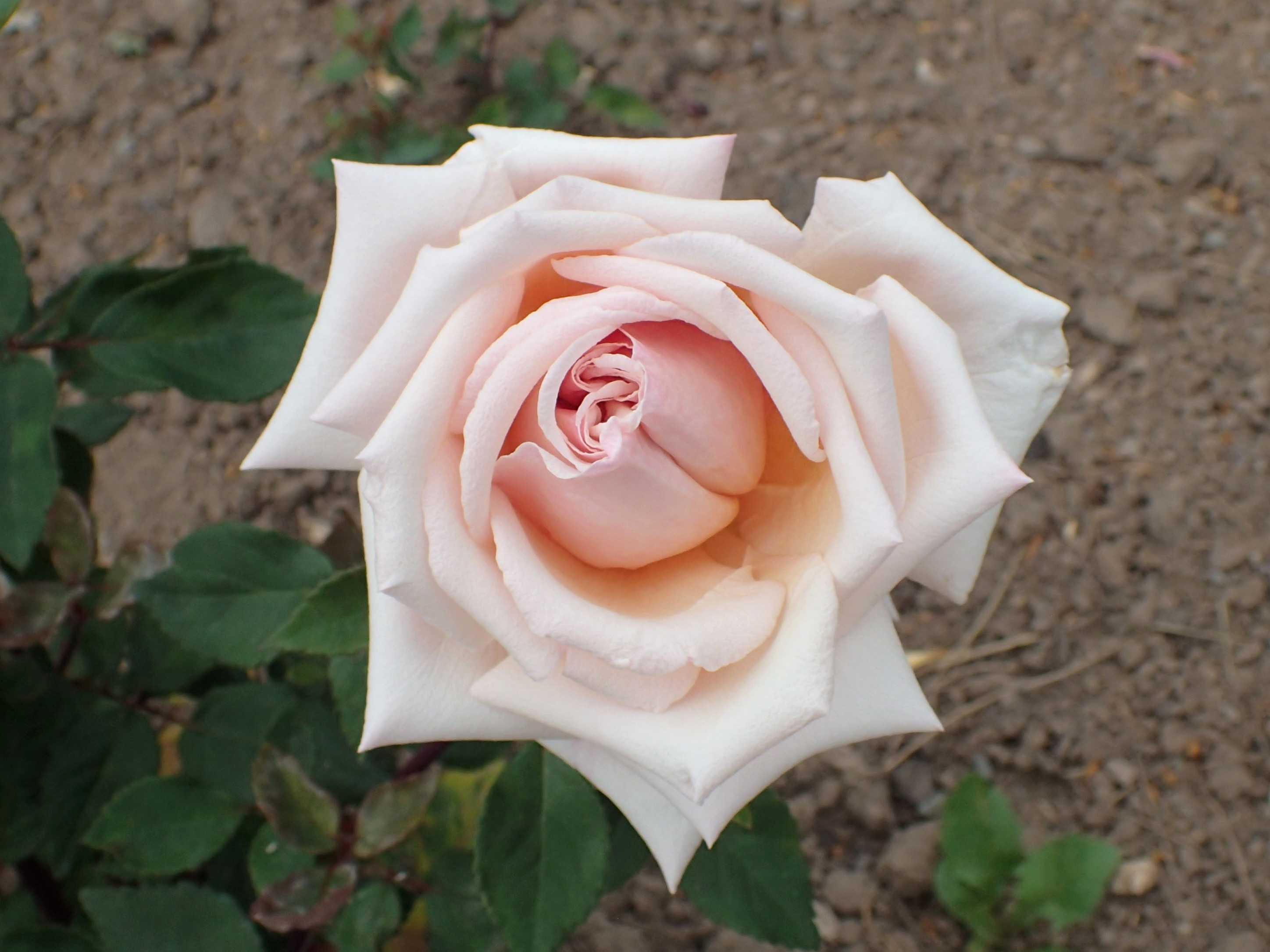
Rosa Sombreuil, M. Robert, 1851 (Francia) Mademoiselle de Sombreuil
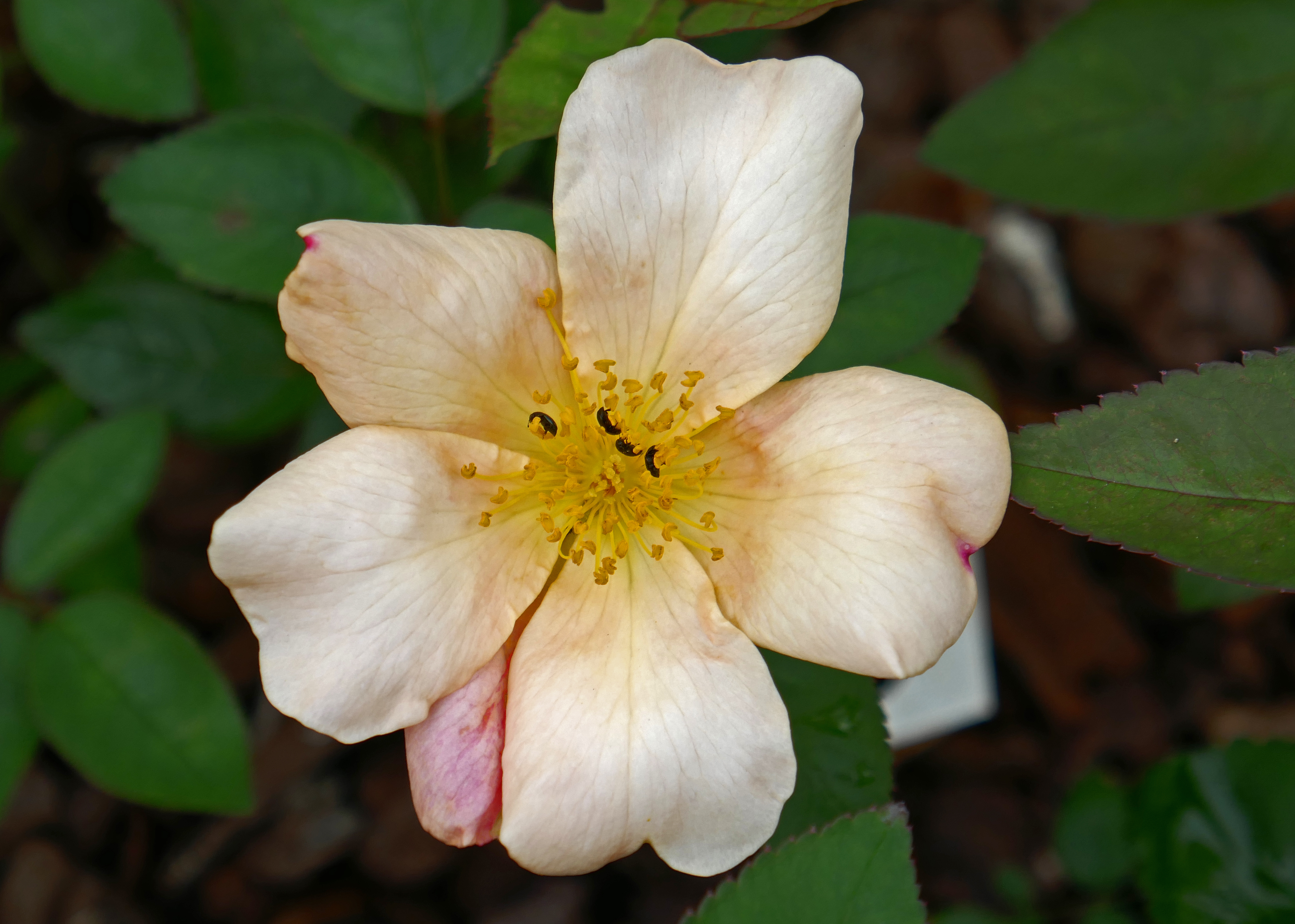
Rosa Mutabilis, 1890
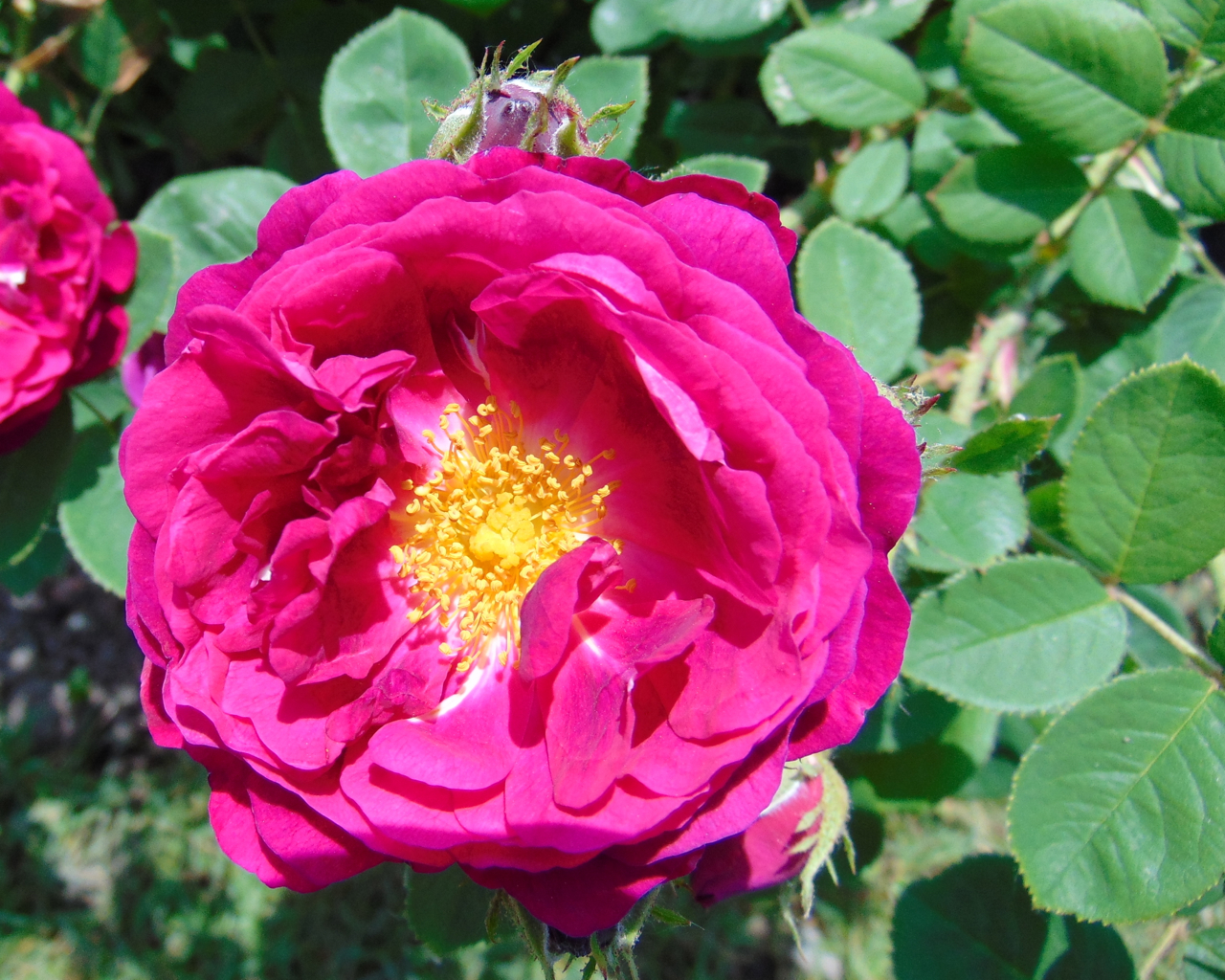
Rosa Gipsy Boy, Rudolf Geschwind, 1909 (Austria-Ungheria) Zigeunerknabe
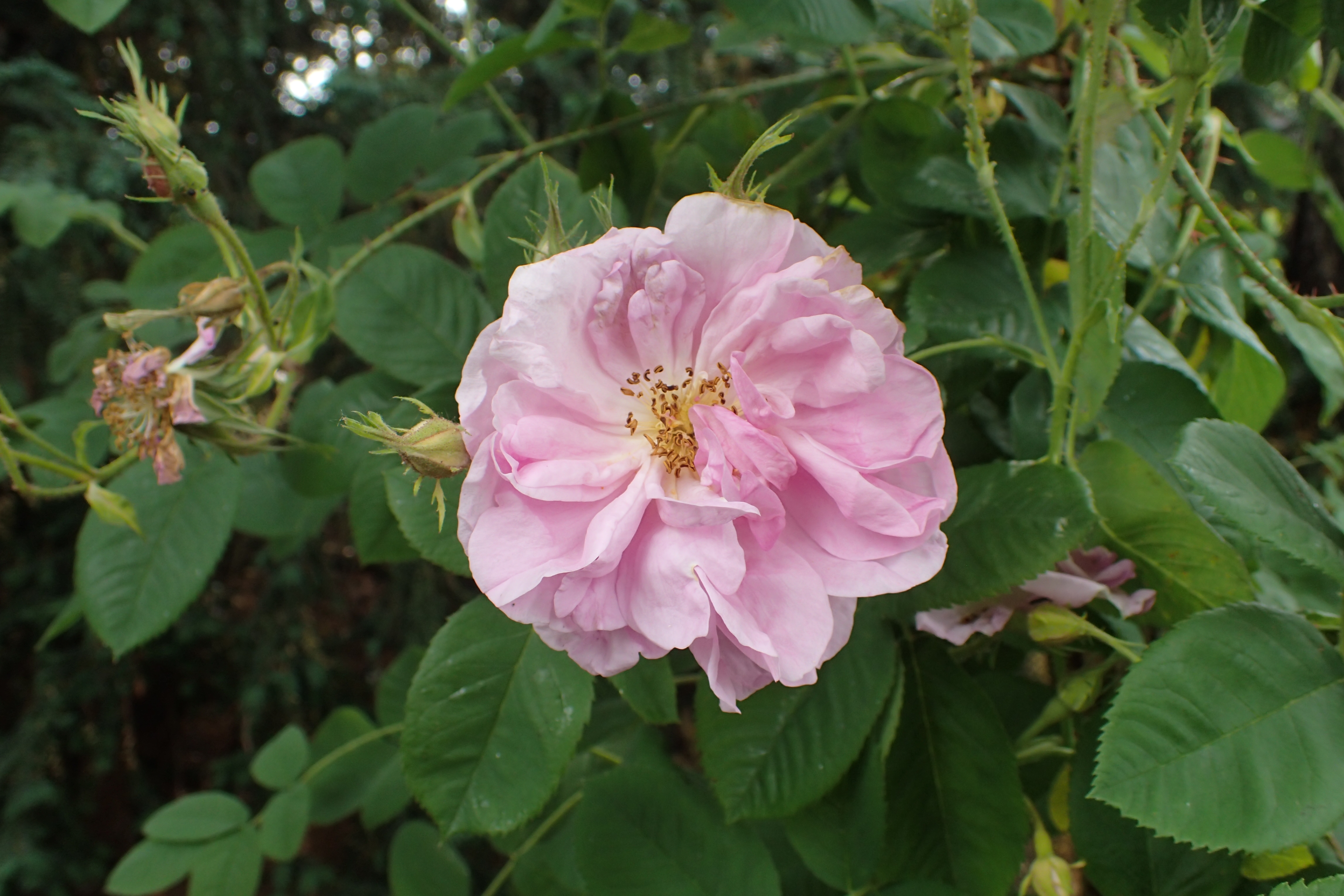
Rosa Kazanlik, 1610 Trigintipetala
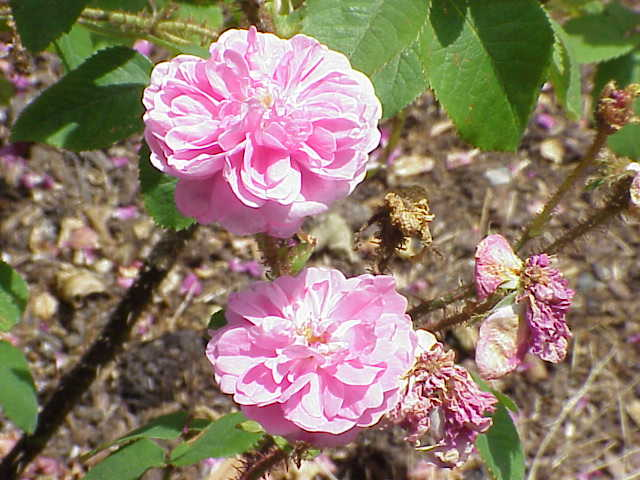
Rosa James Mitchell, Eugène Verdier, 1861 (Francia)
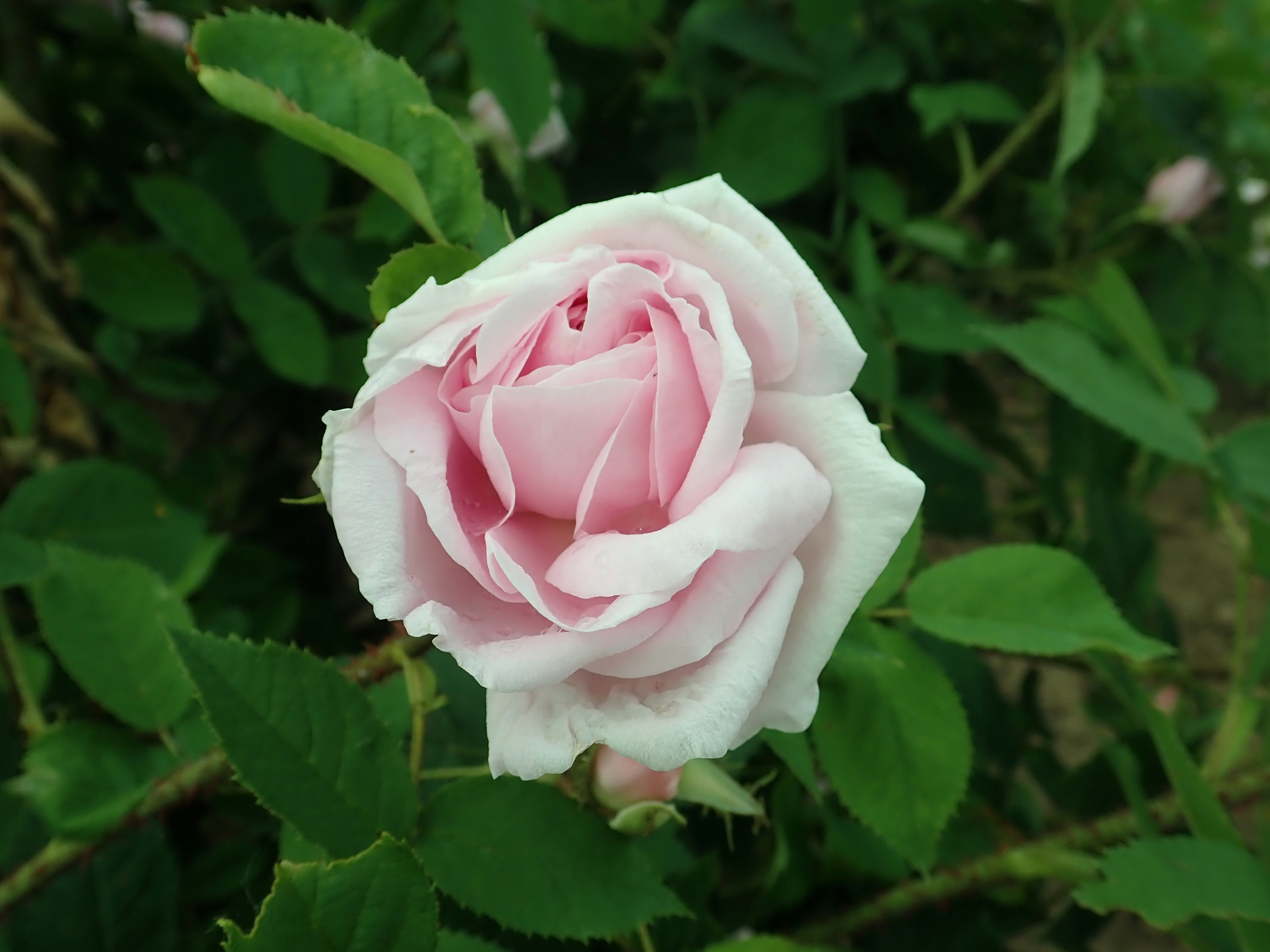
Rosa Gloire des Mousseux, M. Robert, 1852 (Francia) Gloire des Mousseuses
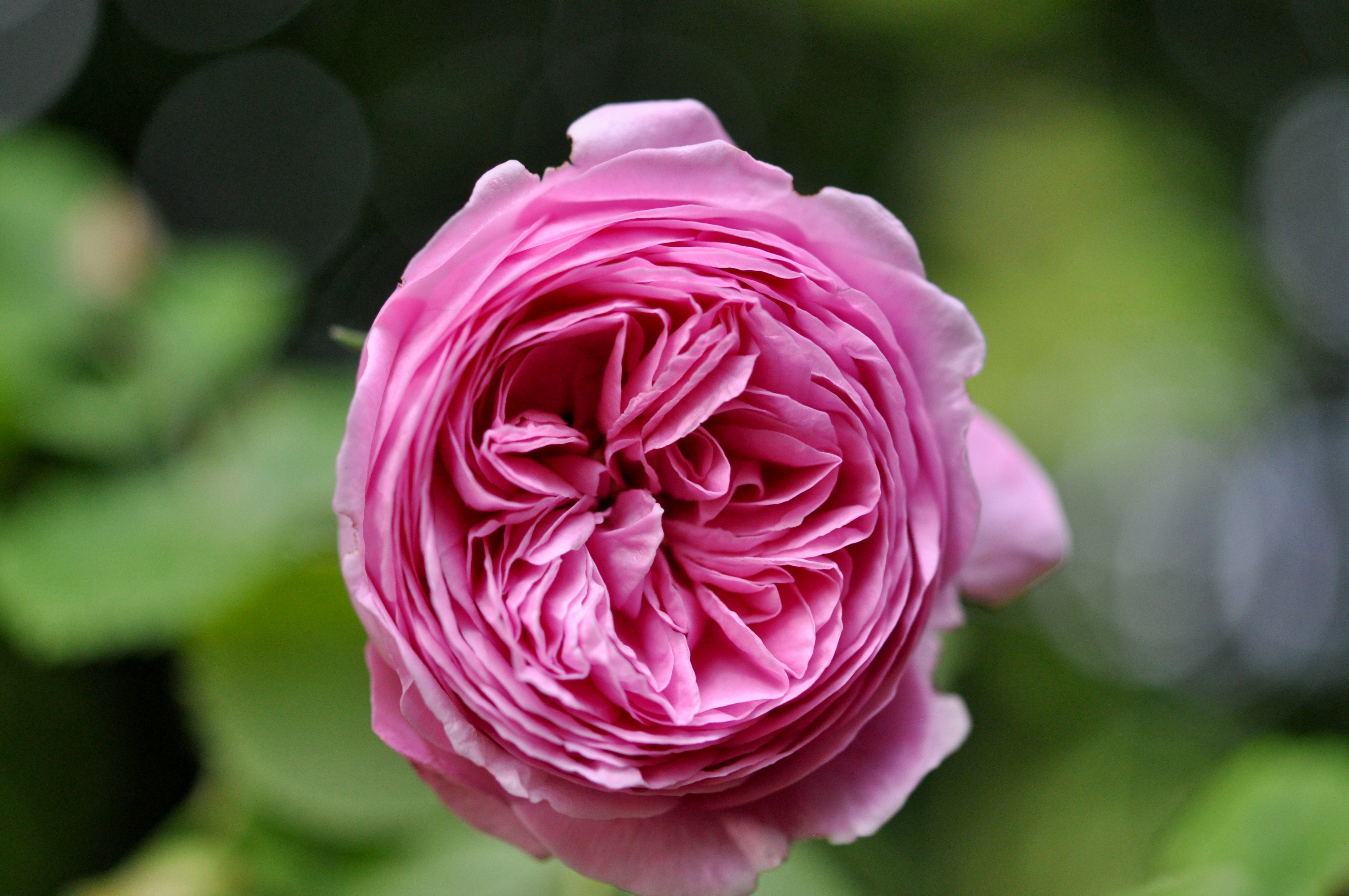
Rosa Louise Odier, Jacques-Julien Margottin, 1851 (Francia) Madame de Stella
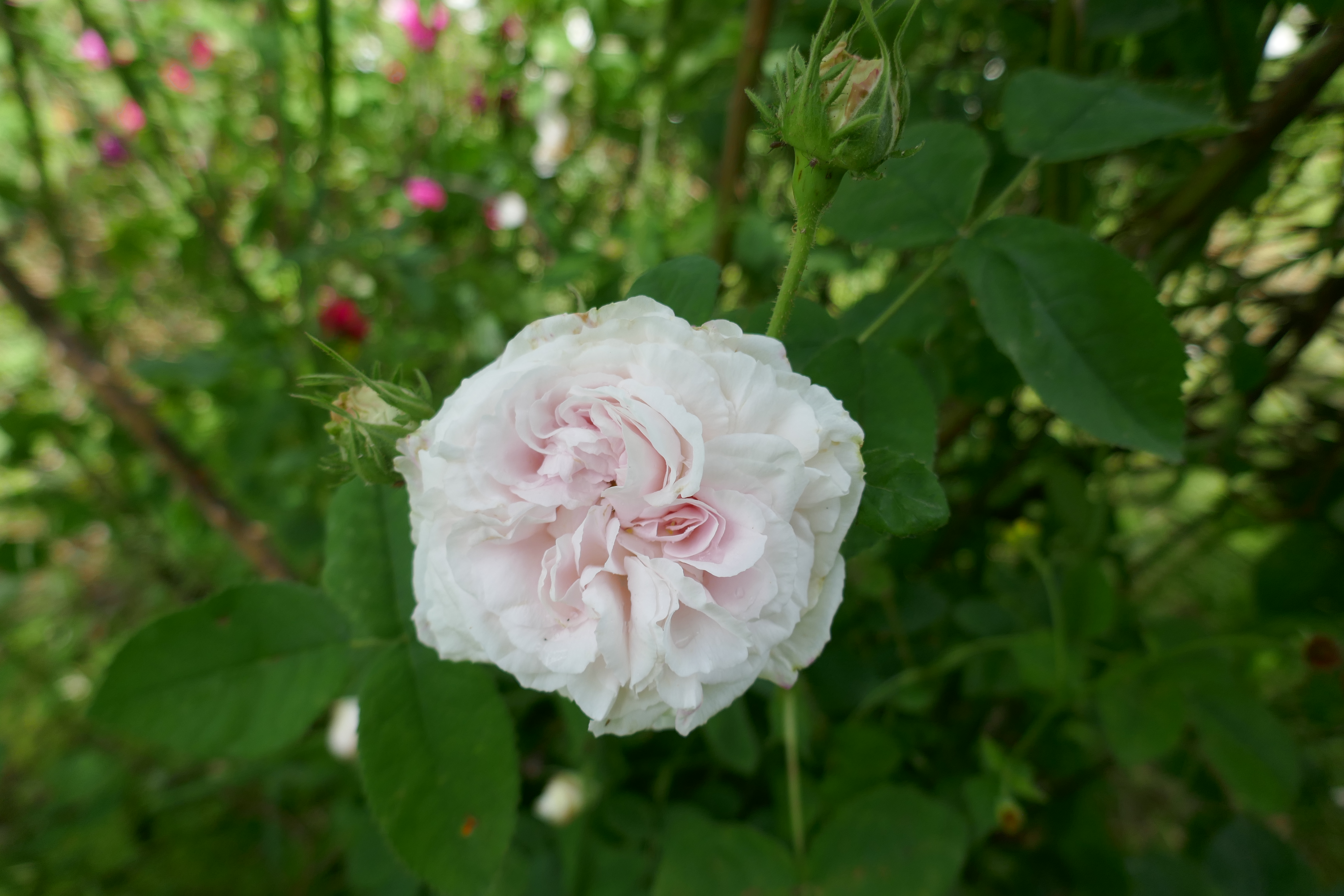
Rosa Blanchefleur, Jean-Pierre Vibert, 1835 (Francia)
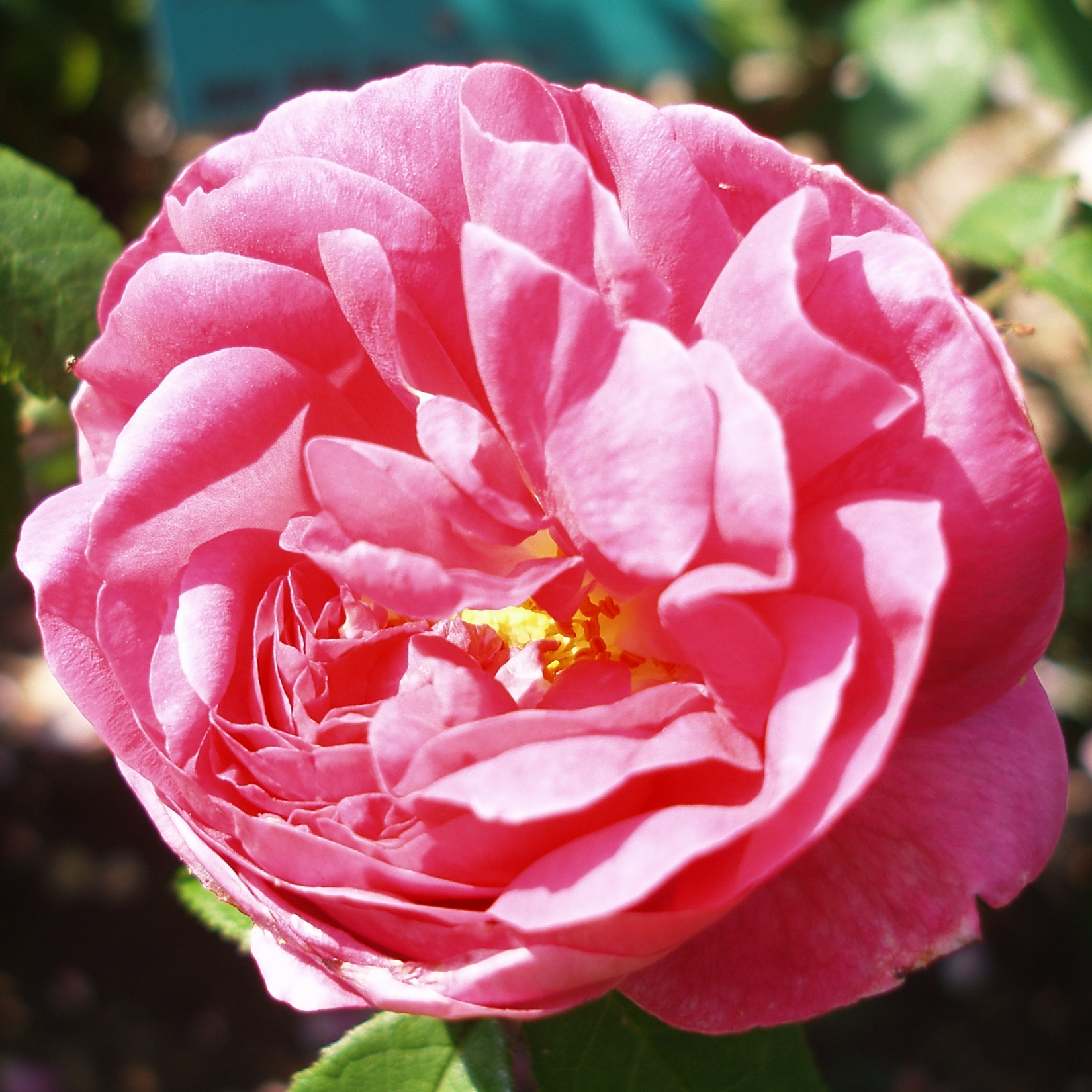
Rosa Président de Sèze, Mme. Hébert, 1828 (Francia)
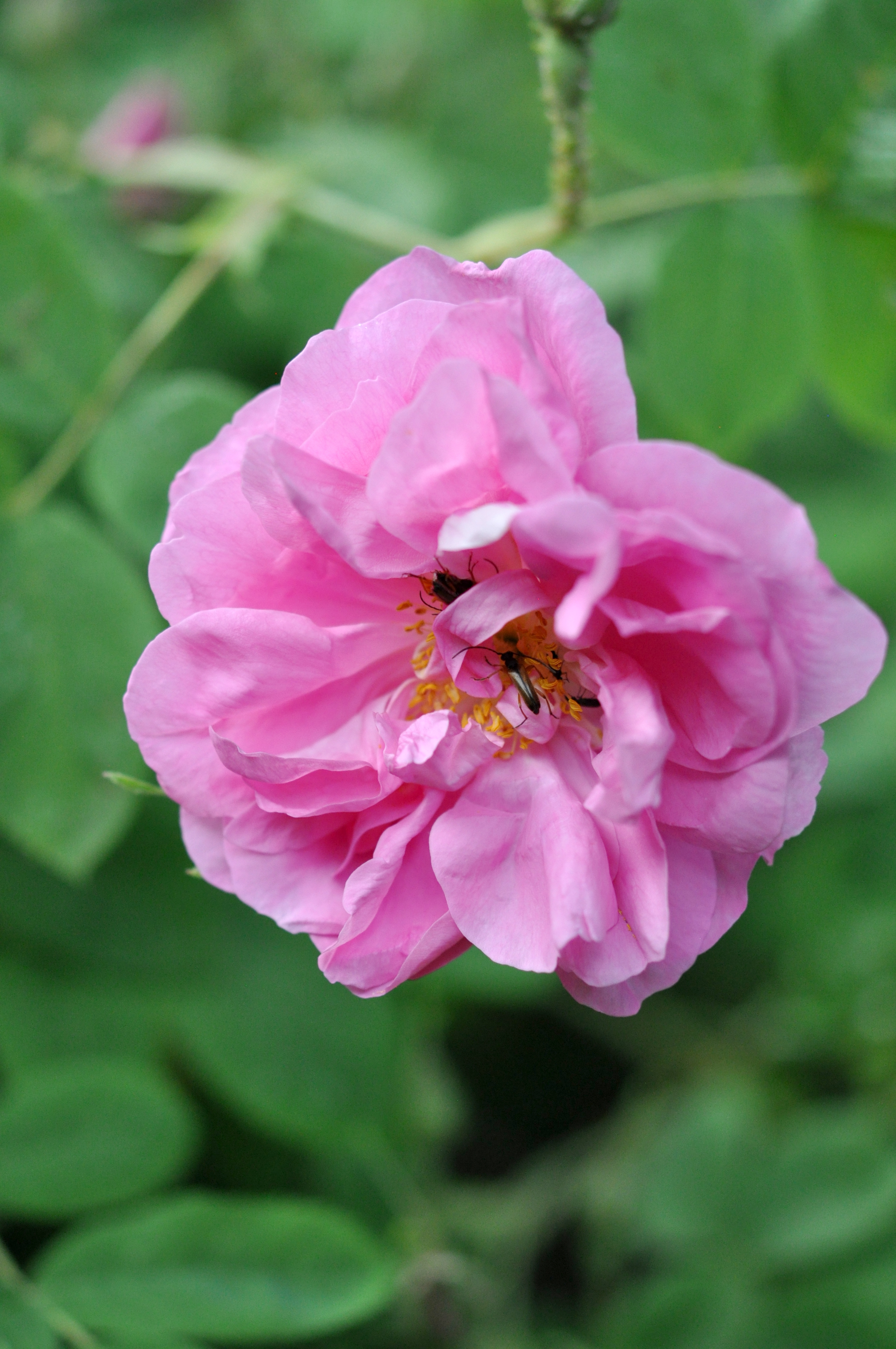
Rosa Ispahan, 1820 Pompon des Princes
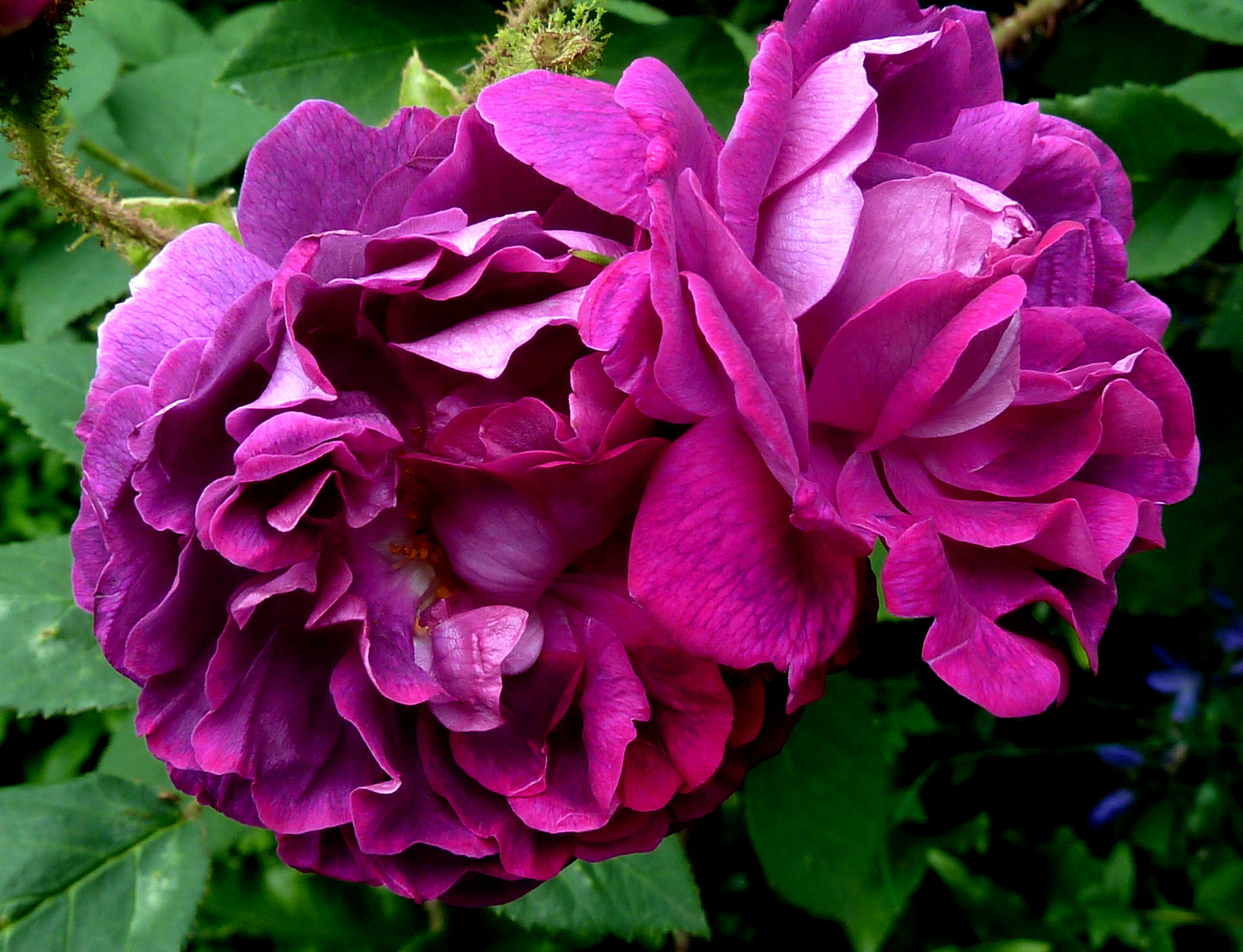
Rosa William Lobb, Jean Laffay, 1855 (Francia) Duchesse d'Istrie
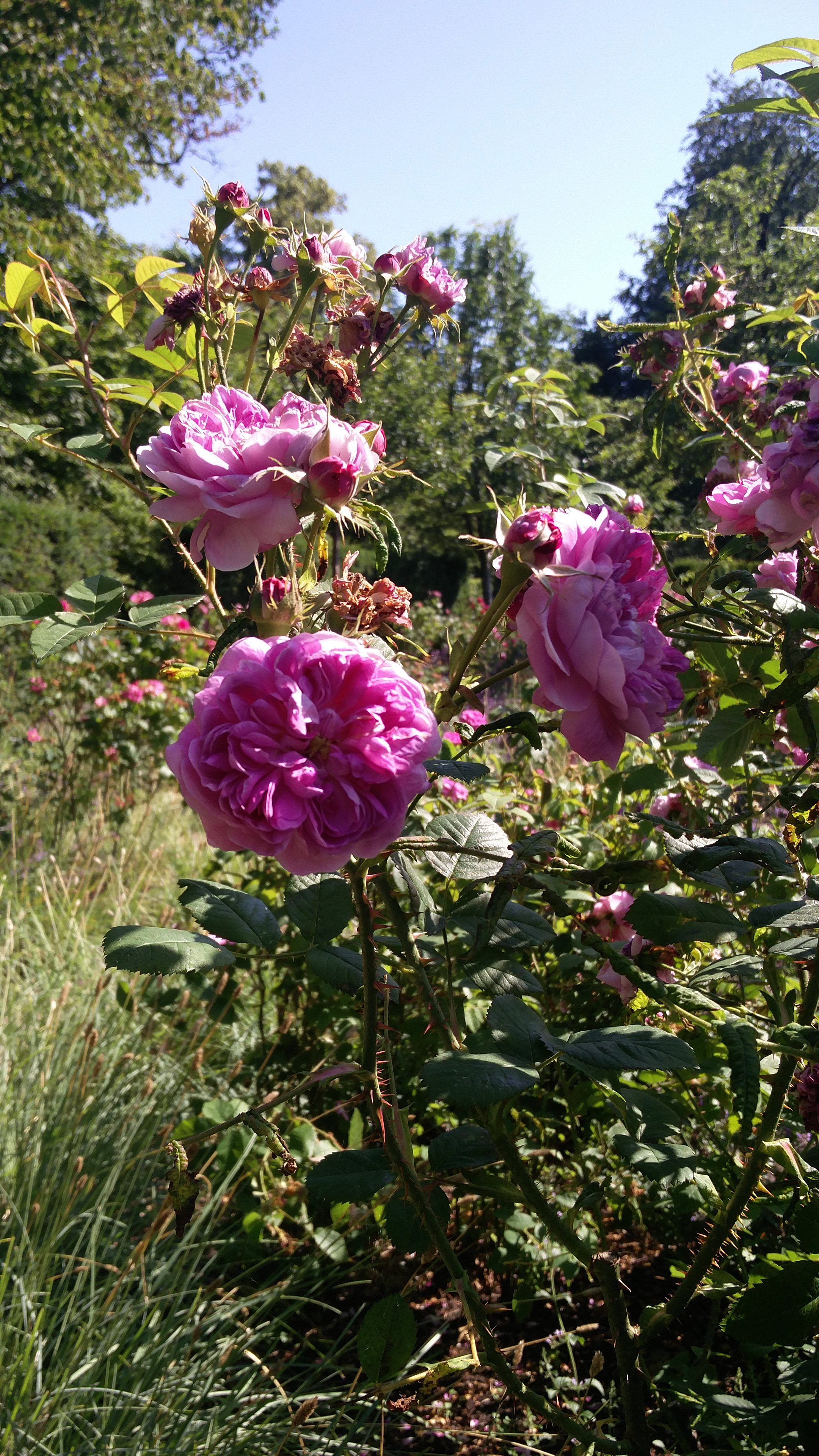
Rosa Duc de Fitzjames, 1830 Duc de Fitz-James
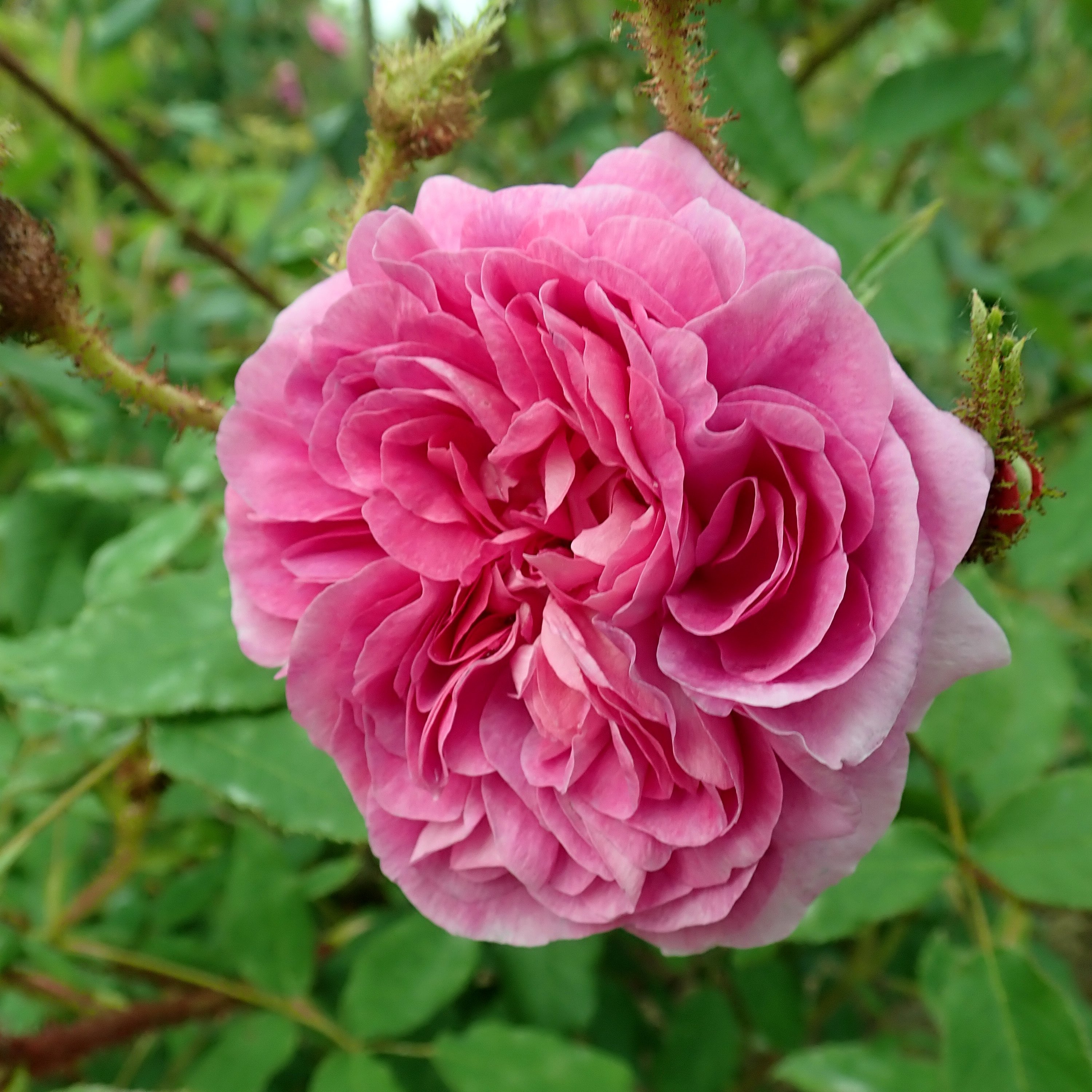
Rosa Marechal Davoust, M. Robert, 1853 (Francia)
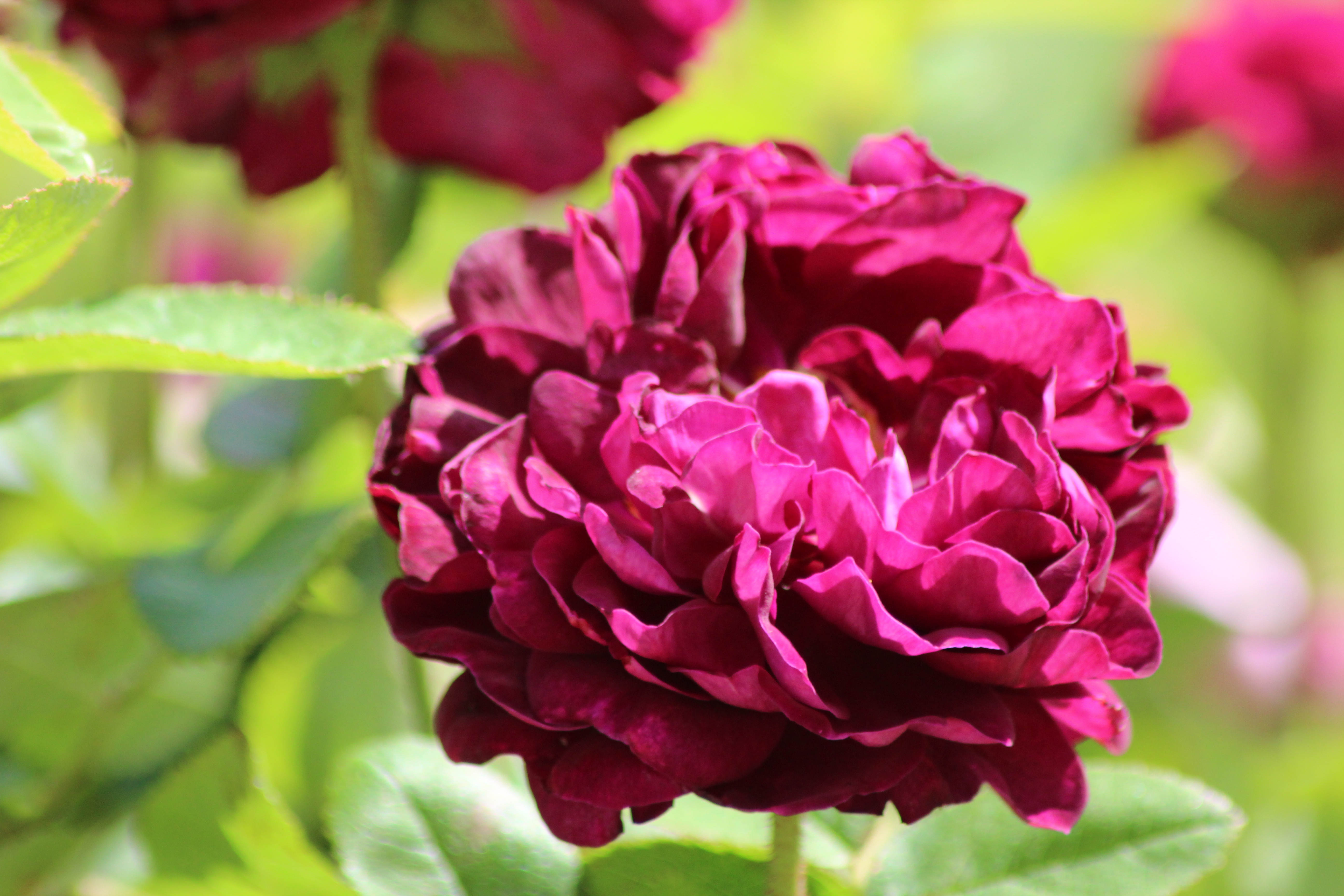
Rosa Tuscany Superb, Thomas Rivers, 1830 (Regno Unito) Rivers's Superb Tuscan
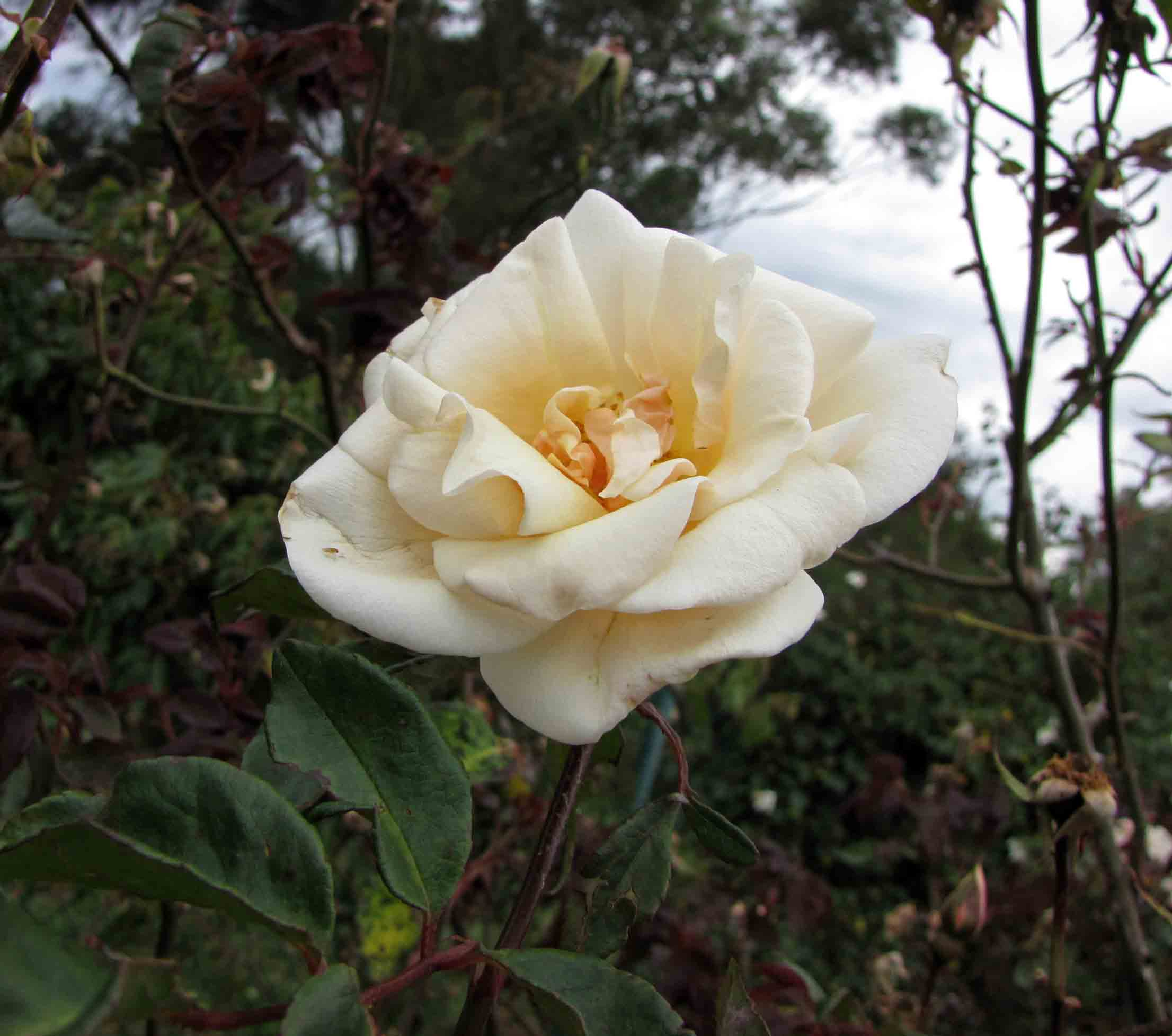
Rosa Safrano, Beauregard, 1839 (Francia) Saffrona